# Séries éliminatoires de la Coupe Stanley 2014
Vous lisez un « bon article » labellisé en 2015.
Année précédente Année suivante
Les séries éliminatoires de la Coupe Stanley 2014 sont une partie de la saison de hockey sur glace de la Ligue nationale de hockey et font suite à la saison régulière 2013-2014. Les premiers matchs ont lieu le 16 avril 2014. Il s'agit de la première année qui suit le changement de format de la saison régulière.
Pour l'Association de l'Est, le premier tour des séries oppose les Bruins de Boston aux Red Wings de Détroit, le Lightning de Tampa Bay aux Canadiens de Montréal, les Penguins de Pittsburgh aux Blue Jackets de Columbus et les Rangers de New York aux Flyers de Philadelphie. Le deuxième tour voit une confrontation entre deux équipes rivales de la LNH, les Canadiens et les Bruins. Sept matchs sont nécessaires pour que les Canadiens s'imposent après avoir été mené 3 matchs à 2. L'autre demi-finale d'association se joue entre les Penguins et les Rangers et ici encore, sept rencontres sont nécessaires pour que les Rangers s'imposent en remportant trois rencontres de rang. La finale de l'association de l'Est se joue ainsi entre deux équipes originales, les Rangers et les Canadiens et au bout de six rencontres ce sont les joueurs de New York qui sont qualifiés pour la finale de la Coupe Stanley.
Les séries de l'Association de l'Ouest voient les confrontations de l'Avalanche du Colorado au Wild du Minnesota, des Blues de Saint-Louis aux Blackhawks de Chicago, des Ducks d'Anaheim aux Stars de Dallas et enfin des Sharks de San José aux Kings de Los Angeles. Hormis les Ducks, ce premier tour à l'Ouest voit l'élimination de toutes les équipes les mieux classées de l'Ouest. Ainsi, les séries demi-finales opposent Minnesota à Chicago et Anaheim contre Los Angeles. Les joueurs du Wild perdent en six rencontres contre Chicago alors que l'autre demi-finale voit la victoire des Kings en sept rencontres.
La finale 2014 de la Coupe Stanley oppose donc les Rangers aux Kings. Ces derniers remportent les deux premiers matchs de la série avec un seul but d'écart, ce but étant à chaque fois inscrit en prolongation. Le troisième match est également une victoire de Los Angeles sur le score de 3-0. Les Rangers gagnent la quatrième rencontre mais les Kings mettent la main sur la Coupe Stanley lors du cinquième match. Ce dernier voit en effet la victoire des joueurs de Los Angeles sur le score de 3-2 après deux prolongations et un but victorieux inscrit par Alec Martinez. Son coéquipier, Justin Williams, remporte le trophée Conn-Smythe du meilleur joueur des séries.

## Contexte et déroulement des séries
En raison du changement de format de la saison régulière avec la réduction à quatre divisions, les qualifications pour les séries sont également modifiées. Les trois premiers de chaque division sont qualifiés ainsi que les équipes classées aux 7e et 8e places de chaque association, sans distinction de division. La meilleure équipe de chaque association rencontre la 8e et la première équipe de l'autre division rencontre la 7e. Les équipes classées aux 2e et 3e places de chaque division se rencontrent dans la partie de tableau où se situe le champion de leur division.
Toutes les séries sont jouées au meilleur des sept matchs. Les deux premiers matchs sont joués chez l'équipe la mieux classée à l'issue de la saison puis les deux suivants sont joués chez l'autre équipe. Si une cinquième, une sixième voire une septième rencontre sont nécessaires, elles sont jouées alternativement chez les deux équipes en commençant par la mieux classée.
Pour la première fois depuis 1973, il n'y a qu'une seule équipe canadienne en séries éliminatoires : les Canadiens de Montréal. Les Red Wings de Détroit, pour leur part, participent à leurs 23e séries consécutives ; c'est la 5e plus longue série de l'histoire de la LNH derrière les Bruins de Boston qui ont participé aux séries à 29 reprises entre 1968 et 1996, les Blackhawks de Chicago qui ont été présents 28 fois de 1970 à 1997, les Blues de Saint-Louis, présents 25 fois entre 1980 et 2004 et les Canadiens de Montréal, 24 fois de 1971 à 1994.

## Tableau récapitulatif
|  | Quarts de finale d'association | Quarts de finale d'association | Quarts de finale d'association | Quarts de finale d'association |    |            | Demi-finales d'association | Demi-finales d'association | Demi-finales d'association | Demi-finales d'association |  |  | Finales d'association | Finales d'association | Finales d'association | Finales d'association |  |  | Finale de la Coupe Stanley | Finale de la Coupe Stanley | Finale de la Coupe Stanley | Finale de la Coupe Stanley |
|  |                                |                                |                                |                                |    |            |                            |                            |                            |                            |  |  |                       |                       |                       |                       |  |  |                            |                            |                            |                            |
|  | Du 18 au 26 avril              | Du 18 au 26 avril              | Du 18 au 26 avril              | Du 18 au 26 avril              |    |            | Du 1er au 14 mai           | Du 1er au 14 mai           | Du 1er au 14 mai           | Du 1er au 14 mai           |  |  | Du 17 au 29 mai       | Du 17 au 29 mai       | Du 17 au 29 mai       | Du 17 au 29 mai       |  |  | Du 4 au 13 juin            | Du 4 au 13 juin            | Du 4 au 13 juin            | Du 4 au 13 juin            |
|  | A1                             | Boston                         | 4                              | 4                              |    |            | Du 1er au 14 mai           | Du 1er au 14 mai           | Du 1er au 14 mai           | Du 1er au 14 mai           |  |  | Du 17 au 29 mai       | Du 17 au 29 mai       | Du 17 au 29 mai       | Du 17 au 29 mai       |  |  | Du 4 au 13 juin            | Du 4 au 13 juin            | Du 4 au 13 juin            | Du 4 au 13 juin            |
|  | A1                             | Boston                         | 4                              | 4                              |    |            | Du 1er au 14 mai           | Du 1er au 14 mai           | Du 1er au 14 mai           | Du 1er au 14 mai           |  |  | Du 17 au 29 mai       | Du 17 au 29 mai       | Du 17 au 29 mai       | Du 17 au 29 mai       |  |  | Du 4 au 13 juin            | Du 4 au 13 juin            | Du 4 au 13 juin            | Du 4 au 13 juin            |
|  | E8                             | Détroit                        | 1                              | 1                              |    |            | Du 1er au 14 mai           | Du 1er au 14 mai           | Du 1er au 14 mai           | Du 1er au 14 mai           |  |  | Du 17 au 29 mai       | Du 17 au 29 mai       | Du 17 au 29 mai       | Du 17 au 29 mai       |  |  | Du 4 au 13 juin            | Du 4 au 13 juin            | Du 4 au 13 juin            | Du 4 au 13 juin            |
|  | E8                             | Détroit                        | 1                              | 1                              | A1 | Boston     | 3                          | 3                          |                            |                            |  |  | Du 17 au 29 mai       | Du 17 au 29 mai       | Du 17 au 29 mai       | Du 17 au 29 mai       |  |  | Du 4 au 13 juin            | Du 4 au 13 juin            | Du 4 au 13 juin            | Du 4 au 13 juin            |
|  | Du 16 au 22 avril              |                                |                                |                                | A1 | Boston     | 3                          | 3                          |                            |                            |  |  | Du 17 au 29 mai       | Du 17 au 29 mai       | Du 17 au 29 mai       | Du 17 au 29 mai       |  |  | Du 4 au 13 juin            | Du 4 au 13 juin            | Du 4 au 13 juin            | Du 4 au 13 juin            |
|  |                                |                                | A3                             | Montréal                       | 4  | 4          |                            |                            |                            |                            |  |  | Du 17 au 29 mai       | Du 17 au 29 mai       | Du 17 au 29 mai       | Du 17 au 29 mai       |  |  | Du 4 au 13 juin            | Du 4 au 13 juin            | Du 4 au 13 juin            | Du 4 au 13 juin            |
|  | A2                             | Tampa Bay                      | A3                             | Montréal                       | 4  | 4          | 0                          | 0                          |                            |                            |  |  | Du 17 au 29 mai       | Du 17 au 29 mai       | Du 17 au 29 mai       | Du 17 au 29 mai       |  |  | Du 4 au 13 juin            | Du 4 au 13 juin            | Du 4 au 13 juin            | Du 4 au 13 juin            |
|  | A2                             | Tampa Bay                      | Du 2 au 13 mai                 |                                |    |            | 0                          | 0                          |                            |                            |  |  | Du 17 au 29 mai       | Du 17 au 29 mai       | Du 17 au 29 mai       | Du 17 au 29 mai       |  |  | Du 4 au 13 juin            | Du 4 au 13 juin            | Du 4 au 13 juin            | Du 4 au 13 juin            |
|  | A3                             | Montréal                       | 4                              | 4                              |    |            |                            |                            |                            |                            |  |  | Du 17 au 29 mai       | Du 17 au 29 mai       | Du 17 au 29 mai       | Du 17 au 29 mai       |  |  | Du 4 au 13 juin            | Du 4 au 13 juin            | Du 4 au 13 juin            | Du 4 au 13 juin            |
|  | A3                             | Montréal                       | 4                              | 4                              | A3 | Montréal   | 2                          | 2                          |                            |                            |  |  |                       |                       |                       |                       |  |  | Du 4 au 13 juin            | Du 4 au 13 juin            | Du 4 au 13 juin            | Du 4 au 13 juin            |
|  | Du 16 au 28 avril              |                                |                                |                                | A3 | Montréal   | 2                          | 2                          |                            |                            |  |  |                       |                       |                       |                       |  |  | Du 4 au 13 juin            | Du 4 au 13 juin            | Du 4 au 13 juin            | Du 4 au 13 juin            |
|  |                                |                                | M2                             | New York                       | 4  | 4          |                            |                            |                            |                            |  |  |                       |                       |                       |                       |  |  | Du 4 au 13 juin            | Du 4 au 13 juin            | Du 4 au 13 juin            | Du 4 au 13 juin            |
|  | M1                             | Pittsburgh                     | M2                             | New York                       | 4  | 4          | 4                          | 4                          |                            |                            |  |  |                       |                       |                       |                       |  |  | Du 4 au 13 juin            | Du 4 au 13 juin            | Du 4 au 13 juin            | Du 4 au 13 juin            |
|  | M1                             | Pittsburgh                     | Du 18 mai au 1er juin          |                                |    |            | 4                          | 4                          |                            |                            |  |  |                       |                       |                       |                       |  |  | Du 4 au 13 juin            | Du 4 au 13 juin            | Du 4 au 13 juin            | Du 4 au 13 juin            |
|  | E7                             | Columbus                       | 2                              | 2                              |    |            |                            |                            |                            |                            |  |  |                       |                       |                       |                       |  |  | Du 4 au 13 juin            | Du 4 au 13 juin            | Du 4 au 13 juin            | Du 4 au 13 juin            |
|  | E7                             | Columbus                       | 2                              | 2                              | M1 | Pittsburgh | 3                          | 3                          |                            |                            |  |  |                       |                       |                       |                       |  |  | Du 4 au 13 juin            | Du 4 au 13 juin            | Du 4 au 13 juin            | Du 4 au 13 juin            |
|  | Du 17 au 30 avril              |                                |                                |                                | M1 | Pittsburgh | 3                          | 3                          |                            |                            |  |  |                       |                       |                       |                       |  |  | Du 4 au 13 juin            | Du 4 au 13 juin            | Du 4 au 13 juin            | Du 4 au 13 juin            |
|  |                                |                                | M2                             | New York                       | 4  | 4          |                            |                            |                            |                            |  |  |                       |                       |                       |                       |  |  | Du 4 au 13 juin            | Du 4 au 13 juin            | Du 4 au 13 juin            | Du 4 au 13 juin            |
|  | M2                             | New York                       | M2                             | New York                       | 4  | 4          | 4                          | 4                          |                            |                            |  |  |                       |                       |                       |                       |  |  | Du 4 au 13 juin            | Du 4 au 13 juin            | Du 4 au 13 juin            | Du 4 au 13 juin            |
|  | M2                             | New York                       | Du 2 au 13 mai                 |                                |    |            | 4                          | 4                          |                            |                            |  |  |                       |                       |                       |                       |  |  | Du 4 au 13 juin            | Du 4 au 13 juin            | Du 4 au 13 juin            | Du 4 au 13 juin            |
|  | M3                             | Philadelphie                   | 3                              | 3                              |    |            |                            |                            |                            |                            |  |  |                       |                       |                       |                       |  |  | Du 4 au 13 juin            | Du 4 au 13 juin            | Du 4 au 13 juin            | Du 4 au 13 juin            |
|  | M3                             | Philadelphie                   | 3                              | 3                              | M2 | New York   | 1                          | 1                          |                            |                            |  |  |                       |                       |                       |                       |  |  |                            |                            |                            |                            |
|  | Du 17 au 30 avril              |                                |                                |                                | M2 | New York   | 1                          | 1                          |                            |                            |  |  |                       |                       |                       |                       |  |  |                            |                            |                            |                            |
|  |                                |                                | P3                             | Los Angeles                    | 4  | 4          |                            |                            |                            |                            |  |  |                       |                       |                       |                       |  |  |                            |                            |                            |                            |
|  | C1                             | Colorado                       | P3                             | Los Angeles                    | 4  | 4          | 3                          | 3                          |                            |                            |  |  |                       |                       |                       |                       |  |  |                            |                            |                            |                            |
|  | C1                             | Colorado                       |                                |                                |    |            |                            | 3                          |                            |                            |  |  |                       |                       |                       |                       |  |  |                            |                            |                            |                            |
|  | O7                             | Minnesota                      | 4                              | 4                              |    |            |                            |                            |                            |                            |  |  |                       |                       |                       |                       |  |  |                            |                            |                            |                            |
|  | O7                             | Minnesota                      | 4                              | 4                              | O7 | Minnesota  | 2                          | 2                          |                            |                            |  |  |                       |                       |                       |                       |  |  |                            |                            |                            |                            |
|  | Du 17 au 27 avril              |                                |                                |                                | O7 | Minnesota  | 2                          | 2                          |                            |                            |  |  |                       |                       |                       |                       |  |  |                            |                            |                            |                            |
|  |                                |                                | C3                             | Chicago                        | 4  | 4          |                            |                            |                            |                            |  |  |                       |                       |                       |                       |  |  |                            |                            |                            |                            |
|  | C2                             | Saint-Louis                    | C3                             | Chicago                        | 4  | 4          | 2                          | 2                          |                            |                            |  |  |                       |                       |                       |                       |  |  |                            |                            |                            |                            |
|  | C2                             | Saint-Louis                    | Du 3 au 16 mai                 |                                |    |            | 2                          | 2                          |                            |                            |  |  |                       |                       |                       |                       |  |  |                            |                            |                            |                            |
|  | C3                             | Chicago                        | 4                              | 4                              |    |            |                            |                            |                            |                            |  |  |                       |                       |                       |                       |  |  |                            |                            |                            |                            |
|  | C3                             | Chicago                        | 4                              | 4                              | C3 | Chicago    | 3                          | 3                          |                            |                            |  |  |                       |                       |                       |                       |  |  |                            |                            |                            |                            |
|  | Du 16 au 27 avril              |                                |                                |                                | C3 | Chicago    | 3                          | 3                          |                            |                            |  |  |                       |                       |                       |                       |  |  |                            |                            |                            |                            |
|  |                                |                                | P3                             | Los Angeles                    | 4  | 4          |                            |                            |                            |                            |  |  |                       |                       |                       |                       |  |  |                            |                            |                            |                            |
|  | P1                             | Anaheim                        | P3                             | Los Angeles                    | 4  | 4          | 4                          | 4                          |                            |                            |  |  |                       |                       |                       |                       |  |  |                            |                            |                            |                            |
|  | P1                             | Anaheim                        |                                |                                |    |            |                            | 4                          |                            |                            |  |  |                       |                       |                       |                       |  |  |                            |                            |                            |                            |
|  | O8                             | Dallas                         | 2                              | 2                              |    |            |                            |                            |                            |                            |  |  |                       |                       |                       |                       |  |  |                            |                            |                            |                            |
|  | O8                             | Dallas                         | 2                              | 2                              | P1 | Anaheim    | 3                          | 3                          |                            |                            |  |  |                       |                       |                       |                       |  |  |                            |                            |                            |                            |
|  | Du 17 au 30 avril              |                                |                                |                                | P1 | Anaheim    | 3                          | 3                          |                            |                            |  |  |                       |                       |                       |                       |  |  |                            |                            |                            |                            |
|  |                                |                                | P3                             | Los Angeles                    | 4  | 4          |                            |                            |                            |                            |  |  |                       |                       |                       |                       |  |  |                            |                            |                            |                            |
|  | P2                             | San José                       | P3                             | Los Angeles                    | 4  | 4          | 3                          | 3                          |                            |                            |  |  |                       |                       |                       |                       |  |  |                            |                            |                            |                            |
|  | P2                             | San José                       |                                |                                |    |            |                            | 3                          |                            |                            |  |  |                       |                       |                       |                       |  |  |                            |                            |                            |                            |
|  | P3                             | Los Angeles                    | 4                              | 4                              |    |            |                            |                            |                            |                            |  |  |                       |                       |                       |                       |  |  |                            |                            |                            |                            |
|  | P3                             | Los Angeles                    | 4                              | 4                              |    |            |                            |                            |                            |                            |  |  |                       |                       |                       |                       |  |  |                            |                            |                            |                            |
|  |                                |                                |                                |                                |    |            |                            |                            |                            |                            |  |  |                       |                       |                       |                       |  |  |                            |                            |                            |                            |

## Détails des matchs

### Quarts de finale d'association

#### Boston contre Détroit

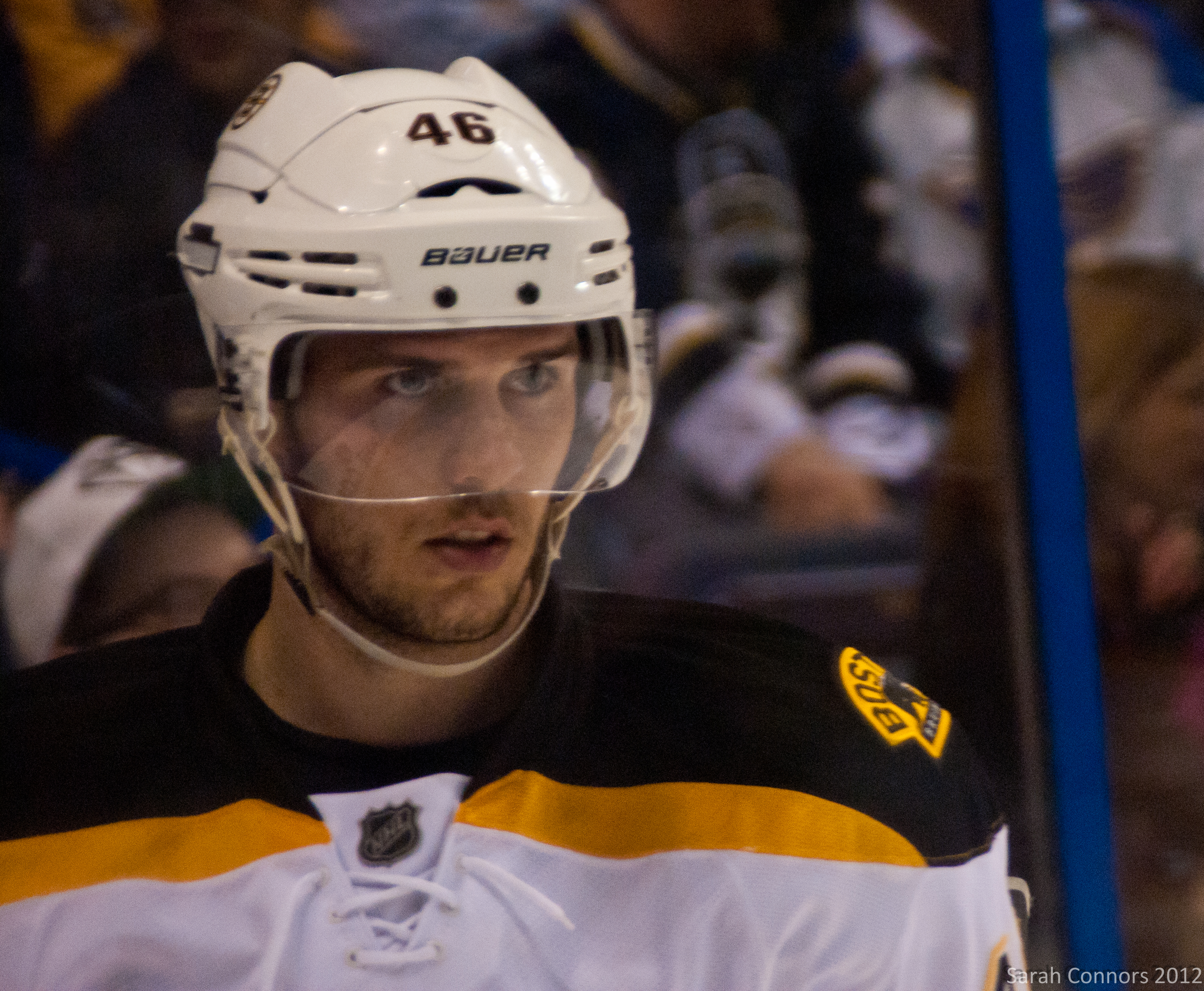
David Krejčí, meilleur pointeur des Bruins au cours de la saison régulière.

Les Bruins de Boston terminent la saison régulière à la première place du classement de l'ensemble de la LNH avec 117 points. Ils remportent le Trophée des présidents et sont logiquement qualifiés pour les séries éliminatoires contre les Red Wings de Détroit. L'équipe de Détroit, comptant 93 points, est la dernière qualifiée de l'association de l'Est. C'est la première fois que les deux équipes se rencontrent en séries depuis 1957. Offensivement les Red Wings sont menés par Daniel Alfredsson et Niklas Kronwall tous les deux à 49 points ainsi que Gustav Nyquist, meilleur buteur de la formation avec 20 réalisations alors que chez les Bruins l'attaque de l'équipe est dirigée par David Krejčí auteur de 69 points et Patrice Bergeron et Jarome Iginla qui ont trouvé chacun 30 fois le fond du filet au cours de la saison régulière.
Les Bruins, bien que favoris au vu du classement de la saison régulière et des statistiques individuelles, ont perdu trois des quatre rencontres qui les ont opposés aux Red Wings et insistent sur le fait qu'en série, tout est remis en question. La tendance de la saison régulière se confirme au cours du premier match puisque Jimmy Howard réalise le premier blanchissage des séries le 18 avril 2014. Les joueurs de Détroit s'imposent sur le plus petit des scores grâce à un but de leur assistant-capitaine et vétéran, Pavel Datsiouk, à quelques minutes de la fin du temps réglementaire.
Les Bruins s'imposent sur la marque de 4-1 lors du deuxième match avec notamment 35 arrêts réalisés par Tuukka Rask. Boston mène 2-0 au bout de 10 minutes de jeu et la fin de la période est marquée par trois pénalités de chaque côté pour des altercations. Les deux équipes terminent le match avec 14 minutes de pénalité. Rask est encore une fois mis en avant lors de la troisième date de la série, la première rencontre dans la Joe Louis Arena de Détroit ; en effet, il réalise 23 arrêts sur autant de lancers reçus. De l'autre côté de la patinoire, les Bruins inscrivent trois buts, deux en première période et un dernier en fin de match.
L'équipe de Détroit prend les devants au début du quatrième match en inscrivant un but par Kronwall au premier tiers-temps puis un deuxième à la 24e minute par Datsiouk. Six minutes plus tard, Torey Krug remet son équipe dans le jeu avec un but en supériorité numérique avant que Milan Lucic égalise le match au début du troisième tiers-temps. À la fin du temps réglementaire, le score est toujours de 2-2 et une prolongation est donc jouée. Il faut attendre la 13e minute de celle-ci pour voir les Bruins s'imposer sur un but de leur vétéran, Jarome Iginla qui dévie un lancer de Dougie Hamilton devant Howard.
L'équipe de Boston se qualifie pour le tour suivant après le cinquième match de la série. Quatre joueurs différents de l'équipe inscrivent un but alors que Détroit n'inscrit un but que par l'intermédiaire de l'inévitable Datsiouk, auteur de cinq points en autant de rencontres, et l'autre par Henrik Zetterberg, qui ne joue alors que son deuxième match de la série en raison d'une blessure au dos. Dans les buts Rask réalise 31 arrêts sur 33 lancers reçus.
| 18 avril | Boston | 0-1 (0-0, 0-0, 0-1) | Détroit | TD Garden 17 565 spectateurs |

| Feuille de match | Feuille de match | Feuille de match | Feuille de match                 | Feuille de match                                                     |
| ---------------- | ---------------- | ---------------- | -------------------------------- | -------------------------------------------------------------------- |
|                  | -                | 0-1              | Datsiouk (Franzén) — 16 min 59 s | Arbitrage : Francis Charron, Paul Devorski Derek Amell, Darren Gibbs |
| Rask             | Gardiens         | Howard           |                                  | Arbitrage : Francis Charron, Paul Devorski Derek Amell, Darren Gibbs |
| 4 min            | Pénalités        | 2 min            |                                  | Arbitrage : Francis Charron, Paul Devorski Derek Amell, Darren Gibbs |
| 25               | Tirs             | 24               |                                  | Arbitrage : Francis Charron, Paul Devorski Derek Amell, Darren Gibbs |

| 20 avril | Boston | 4-1 (2-0, 1-1, 1-0) | Détroit | TD Garden 17 565 spectateurs |

| Feuille de match | Feuille de match | Feuille de match    | Feuille de match                            | Feuille de match                                                        |
| ---------------- | --- | ------------------- | ------------------------------------------- | ----------------------------------------------------------------------- |
|                  | Florek — 7 min 28 s Smith (Eriksson, Bergeron) — 10 min 35 s (SN) - Lucic (Iginla, Krug) — 38 min 16 s Chára (Iginla, Krug) — 42 min 27 s (SN) | 1-0 2-0 2-1 3-1 4-1 | - Glendening (Helm, Miller) — 33 min 20 s - | Arbitrage : Chris Lee, Francois St. Laurent Greg Devorski, Derek Nansen |
| Rask             | Gardiens | Howard              |                                             | Arbitrage : Chris Lee, Francois St. Laurent Greg Devorski, Derek Nansen |
| 14 min           | Pénalités | 14 min              |                                             | Arbitrage : Chris Lee, Francois St. Laurent Greg Devorski, Derek Nansen |
| 29               | Tirs | 35                  |                                             | Arbitrage : Chris Lee, Francois St. Laurent Greg Devorski, Derek Nansen |

| 22 avril | Détroit | 0-3 (0-2, 0-0, 0-1) | Boston | Joe Louis Arena 20 066 spectateurs |

| Feuille de match | Feuille de match | Feuille de match | Feuille de match                                                                                          | Feuille de match                                                        |
| ---------------- | ---------------- | ---------------- | --- | ----------------------------------------------------------------------- |
|                  |                  | 0-1 0-2 0-3      | Hamilton (Smith, Bergeron) — 9 min (SN) Caron (Thornton, Miller) — 15 min 48 s Bergeron — 58 min 1 s (CV) | Arbitrage : Marc Joannette, Kevin Pollock Scott Driscoll, Mark Shewchyk |
| Howard           | Gardiens         | Rask             | | Arbitrage : Marc Joannette, Kevin Pollock Scott Driscoll, Mark Shewchyk |
| 8 min            | Pénalités        | 8 min            | | Arbitrage : Marc Joannette, Kevin Pollock Scott Driscoll, Mark Shewchyk |
| 23               | Tirs             | 33               | | Arbitrage : Marc Joannette, Kevin Pollock Scott Driscoll, Mark Shewchyk |

| 24 avril | Détroit | 2-3 (pr) (1-0, 1-1, 0-1, 0-1) | Boston | Joe Louis Arena 20 066 spectateurs |

| Feuille de match | Feuille de match                                                                | Feuille de match    | Feuille de match | Feuille de match                                                        |
| ---------------- | ------------------------------------------------------------------------------- | ------------------- | --- | ----------------------------------------------------------------------- |
|                  | Kronwall (Datsiouk) — 11 min (SN) Datsiouk (Kronwall, Abdelkader) — 24 min 27 s | 1-0 2-0 2-1 2-2 2-3 | Krug (Bergeron) — 30 min 14 s (SN) Lucic (Söderberg, Hamilton) — 41 min 15 s Iginla (Hamilton, Krejčí) — 73 min 32 s | Arbitrage : Brad Watson, Justin St. Pierre Scott Cherrey, Brad Kovachik |
| Gustavsson       | Gardiens                                                                        | Rask                | | Arbitrage : Brad Watson, Justin St. Pierre Scott Cherrey, Brad Kovachik |
| 6 min            | Pénalités                                                                       | 10 min              | | Arbitrage : Brad Watson, Justin St. Pierre Scott Cherrey, Brad Kovachik |
| 37               | Tirs                                                                            | 40                  | | Arbitrage : Brad Watson, Justin St. Pierre Scott Cherrey, Brad Kovachik |

| 26 avril | Boston | 4-2 (1-0, 1-1, 2-1) | Détroit | TD Garden 17 565 spectateurs |

| Feuille de match | Feuille de match | Feuille de match        | Feuille de match                                                                                 | Feuille de match                                                   |
| ---------------- | --- | ----------------------- | ------------------------------------------------------------------------------------------------ | ------------------------------------------------------------------ |
|                  | Eriksson (Hamilton, Rask) — 3 min 27 s (SN) Chára (Bergeron, Krug) — 39 min 56 s (SN) Lucic (Krug) — 44 min 27 s Iginla (Lucic, Krejčí) — 59 min 44 s (CV) | 1-0 1-1 2-1 3-1 3-2 4-2 | Datsiouk (Franzén, Zetterberg) — 34 min 41 s (SN) Zetterberg (Abdelkader, Datsiouk) — 56 min 8 s | Arbitrage : Steve Kozari, Dean Morton Lonnie Cameron, Brian Murphy |
| Rask             | Gardiens | Howard                  |                                                                                                  | Arbitrage : Steve Kozari, Dean Morton Lonnie Cameron, Brian Murphy |
| 14 min           | Pénalités | 12 min                  |                                                                                                  | Arbitrage : Steve Kozari, Dean Morton Lonnie Cameron, Brian Murphy |
| 33               | Tirs | 33                      |                                                                                                  | Arbitrage : Steve Kozari, Dean Morton Lonnie Cameron, Brian Murphy |

#### Tampa Bay contre Montréal

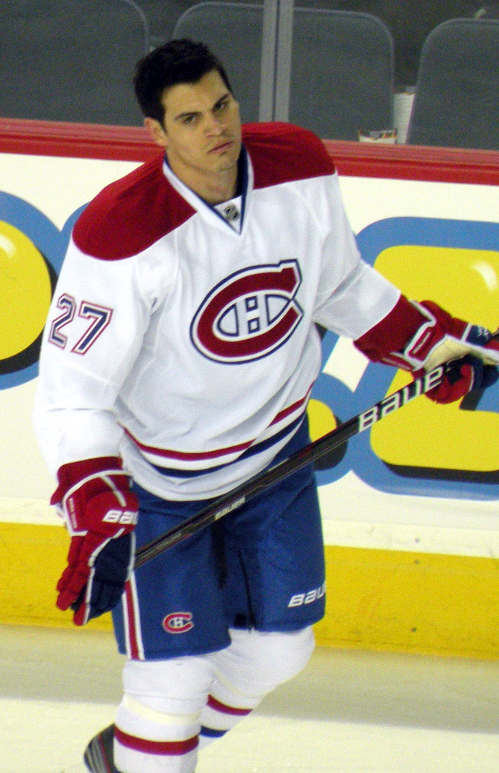
René Bourque auteur de deux buts lors du deuxième match et d'un autre au cours de la troisième rencontre.

Grâce à un point de plus que les Canadiens lors de la saison régulière, le Lightning a le privilège de recevoir lors des deux premiers matchs. Les Canadiens se sont qualifiés en marquant 100 points, total qu'ils n'avaient pas obtenu depuis la saison 2007-2008. Ce n'est que la deuxième fois que les deux équipes s'affrontent en séries ; la fois précédente a eu lieu au deuxième tour des séries de 2004 quand le Lightning avait battu les Canadiens 4-0 avant de remporter la seule Coupe Stanley de son histoire. Au cours de la saison, les deux équipes se sont rencontrées à 4 reprises : 3 matchs se sont terminés en prolongation ou aux tirs au but et Tampa Bay a remporté 3 confrontations. Le meilleur buteur et pointeur du Lightning, Martin St-Louis, ayant été échangé aux Rangers de New York, l'équipe est menée par Valtteri Filppula et Steven Stamkos qui ont marqué 25 buts chacun, Stamkos n'ayant cependant joué que 37 matchs en raison d'une fracture au tibia droit, et par la recrue Ondřej Palát qui a terminé avec 59 points. Pour les Canadiens, le meilleur joueur de la saison est Max Pacioretty qui a terminé avec 39 buts et 60 points en 73 matches.
Le premier match entre les deux formations se décide en prolongation. En effet tout au long de la partie, les deux équipes se répondent but pour but : à aucun moment une équipe ne parvient à compter plus d'un but d'avance et au bout des 60 minutes réglementaires, le score est de 4-4. Finalement les Canadiens s'imposent sur la glace de Tampa Bay lorsque Dale Weise, arrivé en cours de saison, inscrit son premier but en carrière en série. Le deuxième match débute tranquillement pour les deux équipes puisque aucun but n'est compté lors des premières vingt minutes. Les Canadiens inscrivent le premier but au bout de 22 minutes de jeu et ils en inscrivent trois de plus avant de voir le Lightning réagir à moins de deux minutes de la fin du match.
Les deux équipes se retrouvent à Montréal le 20 avril pour le troisième match qui tourne également à l'avantage des Canadiens. René Bourque, déjà auteur d'un doublé lors du deuxième match, inscrit le premier but pour les Canadiens au bout de seulement 11 secondes de jeu. Il faut attendre le milieu du deuxième tiers-temps pour voir Tampa Bay revenir dans le jeu par l'intermédiaire d'Ondřej Palát mais 10 minutes plus tard les Canadiens repassent devant après un but refusé au Lightning qui lui aurait permis de mener 2-1. Au début du troisième tiers-temps, Tomáš Plekanec inscrit un troisième but pour Montréal, but qui permet à son équipe de remporter un troisième match malgré un ultime but de Matthew Carle à la 51e minute. Après ce match, les Canadiens ont statistiquement toutes les chances de se qualifier puisqu'ils n'ont jamais été éliminés après avoir mené 3-0 dans une série, ce qui est déjà arrivé 30 fois dans leur histoire.
Deux jours plus tard, les Canadiens accueillent à nouveau le Lightning. Daniel Brière marque le premier but du match pour les locaux après un peu plus de deux minutes de jeu puis Lars Eller leur permet de rentrer au vestiaire avec deux buts d'avance. En début de deuxième période, le Lightning revient à la marque en infériorité numérique mais les Canadiens répliquent 70 secondes plus tard pour reprendre leur avance de deux buts. Ce troisième but provoque le remplacement d'Anders Lindbäck par Kristers Gudļevskis devant le but de Tampa Bay. Dans le troisième tiers-temps, le Lightning marque deux buts en 3 minutes et égalise à 3-3 mais Cédric Paquette écope d'une pénalité à 2 minutes 11 de la fin du match ; Pacioretti en profite pour marquer son premier but en séries éliminatoires à 46 secondes de la fin et permet aux Canadiens de remporter le match 4-3 et la série 4-0. C'est la première fois que les Canadiens passent le premier tour depuis 2010 et qu'ils ne perdent aucun match au cours d'une série depuis 1993, année de leur dernière Coupe Stanley. Ils sont la première équipe qualifiée pour le deuxième tour.
| 16 avril | Tampa Bay | 4-5 (pr) (1-1, 1-1, 2-2, 0-1) | Montréal | Tampa Bay Times Forum 19 204 spectateurs |

| Feuille de match | Feuille de match | Feuille de match                    | Feuille de match | Feuille de match                                                    |
| ---------------- | --- | ----------------------------------- | --- | ------------------------------------------------------------------- |
|                  | Koutcherov (Brown, Paquette) — 10 min 9 s Stamkos (Kostka) — 33 min 24 s Killorn (Johnson) — 47 min 11 s Stamkos (Killorn) — 53 min 27 s | 1-0 1-1 2-1 2-2 2-3 3-3 3-4 4-4 4-5 | Plekanec (Iemeline, Gallagher) — 10 min 28 s Gionta (Eller, Weaver) — 36 min 39 s (IN) Eller (Gionta) — 45 min 10 s Vanek (Desharnais, Iemeline) — 51 min 30 s Weise (Brière, Gorges) — 78 min 8 s | Arbitrage : Gord Dwyer, Dan O'Halloran Michel Cormier, Steve Miller |
| Lindbäck         | Gardiens | Price                               | | Arbitrage : Gord Dwyer, Dan O'Halloran Michel Cormier, Steve Miller |
| 6 min            | Pénalités | 6 min                               | | Arbitrage : Gord Dwyer, Dan O'Halloran Michel Cormier, Steve Miller |
| 25               | Tirs | 44                                  | | Arbitrage : Gord Dwyer, Dan O'Halloran Michel Cormier, Steve Miller |

| 18 avril | Tampa Bay | 1-4 (0-0, 0-2, 1-2) | Montréal | Tampa Bay Times Forum 19 204 spectateurs |

| Feuille de match    | Feuille de match                             | Feuille de match    | Feuille de match | Feuille de match                                                 |
| ------------------- | -------------------------------------------- | ------------------- | --- | ---------------------------------------------------------------- |
|                     | Purcell (Hedman, Filppula) — 58 min 1 s (SN) | 0-1 0-2 0-3 0-4 1-4 | Desharnais (Subban, Pacioretty) — 22 min 34 s (SN) Bourque (Vanek, Subban) — 30 min 35 s Gallagher — 51 min 46 s Bourque (Eller) — 54 min 39 s | Arbitrage : Tim Peel, Chris Rooney Scott Driscoll, Mark Shewchyk |
| Lindbäck Gudļevskis | Gardiens                                     | Price               | | Arbitrage : Tim Peel, Chris Rooney Scott Driscoll, Mark Shewchyk |
| 27 min              | Pénalités                                    | 15 min              | | Arbitrage : Tim Peel, Chris Rooney Scott Driscoll, Mark Shewchyk |
| 27                  | Tirs                                         | 26                  | | Arbitrage : Tim Peel, Chris Rooney Scott Driscoll, Mark Shewchyk |

| 20 avril | Montréal | 3-2 (1-0, 1-1, 1-1) | Tampa Bay | Centre Bell 21 273 spectateurs |

| Feuille de match | Feuille de match                                                                                          | Feuille de match    | Feuille de match                                                                | Feuille de match                                                     |
| ---------------- | --- | ------------------- | ------------------------------------------------------------------------------- | -------------------------------------------------------------------- |
|                  | Bourque (Subban) — 11 s Gallagher (Subban, Eller) — 38 min 10 s Plekanec (Prust, Gallagher) — 45 min 43 s | 1-0 1-1 2-1 3-1 3-2 | Palát (Stamkos, Hedman) — 28 min 39 s (SN) Carle (Stamkos, Gudas) — 51 min 36 s | Arbitrage : Francis Charron, Paul Devorski Derek Amell, Darren Gibbs |
| Price            | Gardiens                                                                                                  | Lindbäck            |                                                                                 | Arbitrage : Francis Charron, Paul Devorski Derek Amell, Darren Gibbs |
| 6 min            | Pénalités                                                                                                 | 12 min              |                                                                                 | Arbitrage : Francis Charron, Paul Devorski Derek Amell, Darren Gibbs |
| 31               | Tirs | 29                  |                                                                                 | Arbitrage : Francis Charron, Paul Devorski Derek Amell, Darren Gibbs |

| 22 avril | Montréal | 4-3 (2-0, 1-1, 1-2) | Tampa Bay | Centre Bell 21 273 spectateurs |

| Feuille de match | Feuille de match | Feuille de match            | Feuille de match                                                                                      | Feuille de match                                                        |
| ---------------- | --- | --------------------------- | --- | ----------------------------------------------------------------------- |
|                  | Brière (Weise, Bournival) — 2 min 24 s Eller (Gionta) — 15 min 21 s Gallagher (Plekanec, Gorges) — 25 min 42 s Pacioretty (Vanek, Subban) — 59 min 17 s (SN) | 1-0 2-0 2-1 3-1 3-2 3-3 4-3 | Palát — 24 min 32 s (IN) Hedman (Palát, Kostka) — 43 min 29 s Johnson (Brown, Paquette) — 46 min 31 s | Arbitrage : Chris Lee, Francois St. Laurent Greg Devorski, Derek Nansen |
| Price            | Gardiens | Lindbäck Gudļevskis         | | Arbitrage : Chris Lee, Francois St. Laurent Greg Devorski, Derek Nansen |
| 2 min            | Pénalités | 4 min                       | | Arbitrage : Chris Lee, Francois St. Laurent Greg Devorski, Derek Nansen |
| 37               | Tirs | 23                          | | Arbitrage : Chris Lee, Francois St. Laurent Greg Devorski, Derek Nansen |

#### Pittsburgh contre Columbus

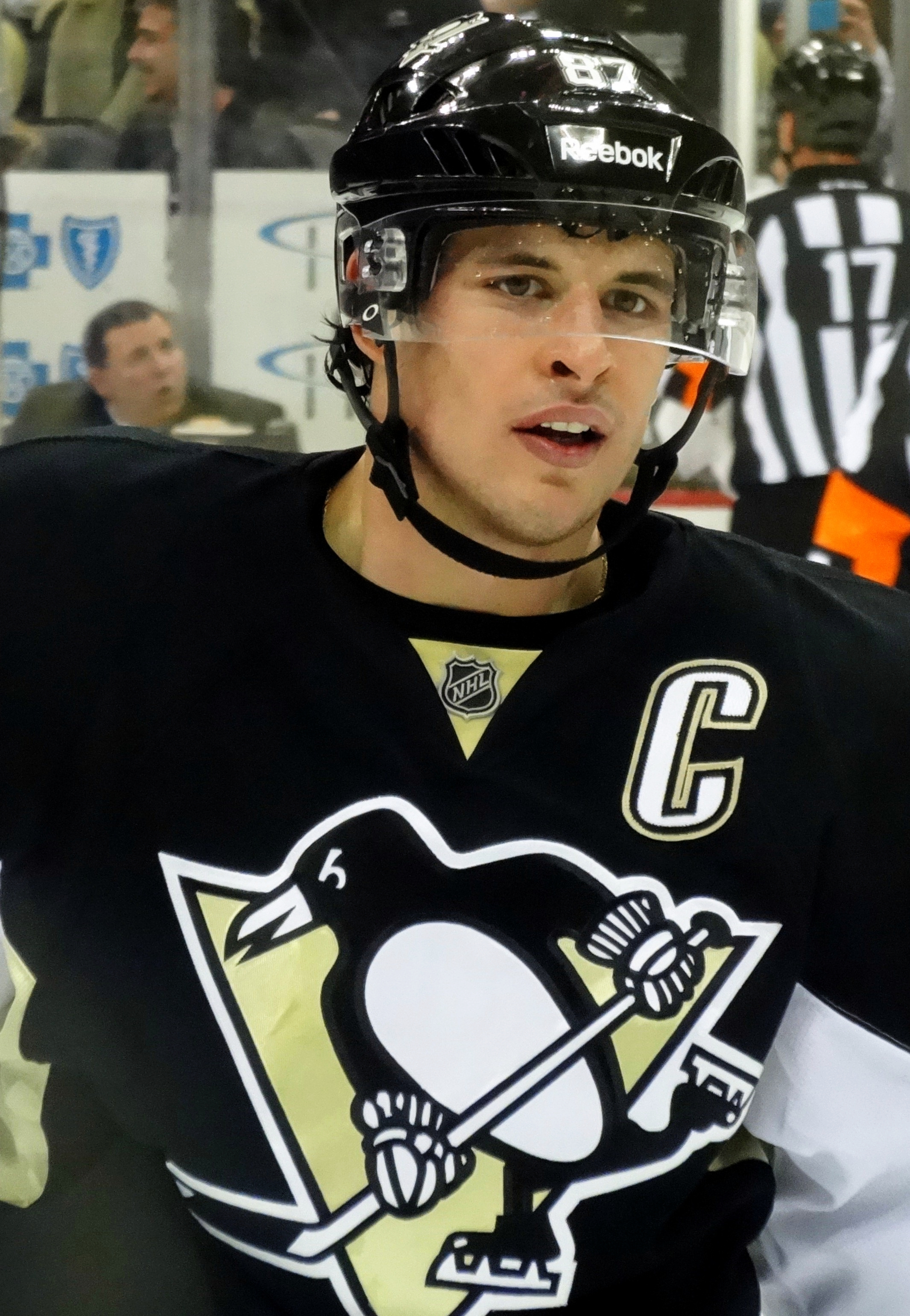
Sidney Crosby, meilleur pointeur de la saison.

L'équipe des Penguins de Pittsburgh se classe première de la division Métropolitaine avec 109 points ; il s'agit du deuxième meilleur total de points de l'histoire de l'équipe après les 119 points obtenus en 1992-1993. Elle est menée par Sidney Crosby qui, pour la première fois depuis la 2009-2010, ne connaît pas de blessure importante ; il participe ainsi à 80 des 82 rencontres et finit meilleur pointeur de l'équipe et de l'ensemble de la LNH avec 104 points. Les Penguins sont opposés pour ce premier tour aux Blue Jackets de Columbus, quatrième équipe de la division à l'issue de la saison régulière. Les Blue Jackets connaissent leur deuxième qualification pour les séries depuis leur début en 2000-2001 et sont menés par Ryan Johansen qui compte 63 points lors de la saison régulière. Au cours de cette dernière, les deux équipes se sont rencontrées cinq fois, les cinq victoires revenant aux Penguins.
Le premier match est joué sur la glace des Penguins et Columbus inscrit le premier but de la série par l'intermédiaire de Jack Johnson lors du premier tiers-temps. Malgré l'égalisation des joueurs locaux grâce à Jussi Jokinen à la fin de la période, Columbus répond moins d'une minute après par Mark Letestu. En tout début du deuxième tiers-temps, Derek MacKenzie permet aux Blue Jackets de mener 3-1 à la suite d'un but en infériorité numérique. Les Penguins reprennent le devant rapidement puis inscrivent deux nouveaux buts pour l'emporter 4-3.
Les joueurs de Pittsburgh commencent bien le deuxième match puisqu'ils mènent 2-1 à la fin du premier tiers-temps avec deux buts de Brian Gibbons. Les deux équipes finissent le temps réglementaire à égalité 3-3 et deux prolongations sont nécessaires pour voir la victoire des visiteurs 4-3 par un but de Matthew Calvert après plus de 80 minutes de jeu. Il s'agit de la première victoire en séries éliminatoires de l'histoire des Blue Jackets. Au bout de quatre minutes seulement de jeu dans la première période du troisième match, les joueurs locaux du Nationwide Arena mènent déjà 2-0 et il faut attendre quelques secondes avant la fin du deuxième tiers-temps pour voir Pittsburgh revenir au jeu. Dès l'entame des dernières vingt minutes, Cam Atkinson redonne deux buts d'avance pour Columbus mais Pittsburgh réagit en inscrivant trois buts en moins de deux minutes et remporte un deuxième succès dans la série 4-3.
Les Penguins commencent de la meilleure manière possible le quatrième match puisqu'au bout de 10 minutes seulement le score est déjà de 3-0. Boone Jenner permet aux Blue Jackets de revenir une première fois au score avant la fin du premier tiers temps et dix minutes plus tard, à la mi-match, Ryan Johansen inscrit un deuxième but pour les joueurs locaux. Pittsburgh croit tenir la victoire dans la dernière minute de jeu alors que Sergueï Bobrovski quitte son but pour ajouter un attaquant. Johnson envoie le palet derrière le but de Marc-André Fleury qui ne parvient ni à le contrôler ni à retourner dans son but à temps. Brandon Dubinsky égalise avec 24 secondes de jeu restant puis au bout de deux minutes de prolongation, c'est au tour de Nick Foligno de tromper Fleury pour offrir la victoire à son équipe et égaliser la série deux matchs partout.
Le cinquième match de la série est joué à Pittsburgh et sur la deuxième supériorité numérique, Jenner trompe Fleury à la onzième minute de jeu. Les Penguins ne parviennent pas à inscrire de but avant le deuxième tiers temps quand Kunitz récupère une passe de Crosby devant Bobrovski qu'il arrive à tromper. Jokinen marque le deuxième but des Penguins au début du troisième tiers-temps avant qu'en fin de rencontre le défenseur Kristopher Letang ne trouve également le fond du filet dans un but vide. Au cours de ce match, les Penguins tirent 51 fois au but dont 21 fois au cours du deuxième tiers-temps. Fleury, critiqué après les deux derniers buts du match numéro quatre, réalise 23 arrêts et est acclamé par son public en début et en fin de rencontre.
Le sixième match entre Pittsburgh et Columbus possède de nombreuses similitudes avec les autres rencontres. En effet, Pittsburgh commence le match de la meilleure des manières en inscrivant au premier tiers-temps deux buts sans réponses, deux buts par Ievgueni Malkine. Sutter puis Malkine inscrivent chacun un but de plus au cours du deuxième tiers-temps et les Penguins entament la dernière période avec deux buts d'avance. Columbus met du temps à réagir puisqu'ils inscrivent leur premier but seulement à la 50e minute. L'équipe entame alors un retour au score en inscrivant en 5 minutes deux autres buts. Le score est alors de 4-3 pour Pittsburgh qui réussit finalement à conserver son avance pour remporter la série 4 matchs à 2.
| 16 avril | Pittsburgh | 4-3 (1-2, 2-1, 1-0) | Columbus | Consol Energy Center 18 646 spectateurs |

| Feuille de match | Feuille de match | Feuille de match            | Feuille de match                                                                                                | Feuille de match                                                        |
| ---------------- | --- | --------------------------- | --- | ----------------------------------------------------------------------- |
|                  | - Jokinen (Malkine, Määttä) — 17 min 13 s - Bennett (Niskanen, Martin) — 21 min 34 s (SN) Niskanen (Malkine, Crosby) — 22 min 19 s (SN) Sutter (Bennett, Martin) — 48 min 18 s | 0-1 1-1 1-2 1-3 2-3 3-3 4-3 | Johnson (Dubinsky) — 6 min 20 s - Letestu (Johnson, Jenner) — 17 min 58 s (SN) MacKenzie — 20 min 43 s (IN) - - | Arbitrage : Eric Furlatt et Wes McCauley Steve Barton et Pierre Racicot |
| Fleury           | Gardiens | Bobrovski                   | | Arbitrage : Eric Furlatt et Wes McCauley Steve Barton et Pierre Racicot |
| 8 min            | Pénalités | 6 min                       | | Arbitrage : Eric Furlatt et Wes McCauley Steve Barton et Pierre Racicot |
| 32               | Tirs | 34                          | | Arbitrage : Eric Furlatt et Wes McCauley Steve Barton et Pierre Racicot |

| 19 avril | Pittsburgh | 3-4 (2 pr) (3-1, 0-1, 0-1, 0-0, 0-1) | Columbus | Consol Energy Center 18 619 spectateurs |

| Feuille de match | Feuille de match | Feuille de match            | Feuille de match | Feuille de match                                                         |
| ---------------- | --- | --------------------------- | --- | ------------------------------------------------------------------------ |
|                  | Gibbons (Niskanen, Crosby) — 3 min 30 s Gibbons (Martin, Orpik) — 4 min 24 s (IN) - Niskanen (Martin, Crosby) — 17 min 52 s (SN) - - | 1-0 2-0 2-1 3-1 3-2 3-3 3-4 | - Johansen (Savard, Murray) — 5 min 7 s (SN) - Calvert (Anissimov, Savard) — 27 min 31 s (IN) Johnson (Johansen, Jenner) — 53 min 59 s (SN) Calvert (Atkinson, Dubinsky) — 81 min 10 s | Arbitrage : Dave Jackson et Dan O'Rourke David Brisebois et Jonny Murray |
| Fleury           | Gardiens | Bobrovski                   | | Arbitrage : Dave Jackson et Dan O'Rourke David Brisebois et Jonny Murray |
| 12 min           | Pénalités | 16 min                      | | Arbitrage : Dave Jackson et Dan O'Rourke David Brisebois et Jonny Murray |
| 42               | Tirs | 45                          | | Arbitrage : Dave Jackson et Dan O'Rourke David Brisebois et Jonny Murray |

| 21 avril | Columbus | 3-4 (2-0, 0-1, 1-3) | Pittsburgh | Nationwide Arena 19 148 spectateurs |

| Feuille de match | Feuille de match | Feuille de match            | Feuille de match | Feuille de match                                                   |
| ---------------- | --- | --------------------------- | --- | ------------------------------------------------------------------ |
|                  | Jenner (Skille, Johansen) — 1 min 38 s Johnson (Dubinsky, Savard) — 3 min 18 s - Atkinson (Dubinsky, Calvert) — 41 min 4 s - - | 1-0 2-0 2-1 3-1 3-2 3-3 3-4 | - Orpik (Bennett, Martin) — 39 min 38 s - Sutter (Martin, Bennett) — 45 min 53 s Stempniak (Kunitz, Crosby) — 47 min 3 s Jokinen (Määttä, Malkine) — 48 min 6 s | Arbitrage : Steve Kozari, Dean Morton Scott Cherrey, Brad Kovachik |
| Bobrovski        | Gardiens | Fleury                      | | Arbitrage : Steve Kozari, Dean Morton Scott Cherrey, Brad Kovachik |
| 12 min           | Pénalités | 8 min                       | | Arbitrage : Steve Kozari, Dean Morton Scott Cherrey, Brad Kovachik |
| 20               | Tirs | 41                          | | Arbitrage : Steve Kozari, Dean Morton Scott Cherrey, Brad Kovachik |

| 23 avril | Columbus | 4-3 (pr) (1-3, 1-0, 1-0, 1-0) | Pittsburgh | Nationwide Arena 18 970 spectateurs |

| Feuille de match | Feuille de match | Feuille de match            | Feuille de match | Feuille de match                                                   |
| ---------------- | --- | --------------------------- | --- | ------------------------------------------------------------------ |
|                  | - Jenner (Letestu, Wisniewski) — 16 min 39 s (SN) Johansen (Anissimov, Dubinsky) — 34 min 20 s (SN) Dubinsky (Johansen, Johnson) — 59 min 36 s Foligno (Umberger, Wisniewski) — 62 min 49 s | 0-1 0-2 0-3 1-3 2-3 3-3 4-3 | Adams (Sutter, Martin) — 6 min 9 s (IN) Kunitz (Niskanen, Martin) — 10 min 37 s (SN) Neal (Jokinen, Malkine) — 11 min 10 s - - | Arbitrage : Gord Dwyer, Dan O'Halloran Bryan Pancich, Jay Sharrers |
| Bobrovski        | Gardiens | Fleury                      | | Arbitrage : Gord Dwyer, Dan O'Halloran Bryan Pancich, Jay Sharrers |
| 10 min           | Pénalités | 14 min                      | | Arbitrage : Gord Dwyer, Dan O'Halloran Bryan Pancich, Jay Sharrers |
| 46               | Tirs | 25                          | | Arbitrage : Gord Dwyer, Dan O'Halloran Bryan Pancich, Jay Sharrers |

| 26 avril | Pittsburgh | 3-1 (0-1, 1-0, 2-0) | Columbus | Consol Energy Center 18 618 spectateurs |

| Feuille de match | Feuille de match | Feuille de match | Feuille de match                                 | Feuille de match                                             |
| ---------------- | --- | ---------------- | ------------------------------------------------ | ------------------------------------------------------------ |
|                  | - Kunitz (Crosby, Niskanen) — 27 min 42 s (SN) Jokinen (Sutter, Stempniak) — 46 min 16 s Letang (Adams, Kunitz) — 58 min 59 s (CV) | 0-1 1-1 2-1 3-1  | Jenner (Savard, Johansen) — 12 min 55 s (SN) - - | Arbitrage : Tim Peel, Chris Rooney Derek Amell, Darren Gibbs |
| Fleury           | Gardiens | Bobrovski        |                                                  | Arbitrage : Tim Peel, Chris Rooney Derek Amell, Darren Gibbs |
| 6 min            | Pénalités | 12 min           |                                                  | Arbitrage : Tim Peel, Chris Rooney Derek Amell, Darren Gibbs |
| 51               | Tirs | 24               |                                                  | Arbitrage : Tim Peel, Chris Rooney Derek Amell, Darren Gibbs |

| 28 avril | Columbus | 3-4 (0-2, 0-2, 3-0) | Pittsburgh | Nationwide Arena 19 189 spectateurs |

| Feuille de match | Feuille de match | Feuille de match            | Feuille de match | Feuille de match                                                        |
| ---------------- | --- | --------------------------- | --- | ----------------------------------------------------------------------- |
|                  | - Tioutine (Calvert, Johnson) — 50 min 21 s (IN) Anissimov (Johnson, Atkinson) — 53 min 54 s Foligno (Tioutine) — 55 min 13 s | 0-1 0-2 0-3 0-4 1-4 2-4 3-4 | Malkine (Kunitz) — 9 min 11 s Malkine (Crosby, Niskanen) — 13 min 13 s (SN) Sutter — 20 min 34 s Malkine (Jokinen, Niskanen) — 35 min 22 s - - | Arbitrage : Marc Joannette, Kevin Pollock Scott Driscoll, Mark Shewchyk |
| Bobrovski        | Gardiens | Fleury                      | | Arbitrage : Marc Joannette, Kevin Pollock Scott Driscoll, Mark Shewchyk |
| 8 min            | Pénalités | 10 min                      | | Arbitrage : Marc Joannette, Kevin Pollock Scott Driscoll, Mark Shewchyk |
| 27               | Tirs | 28                          | | Arbitrage : Marc Joannette, Kevin Pollock Scott Driscoll, Mark Shewchyk |

#### New York contre Philadelphie

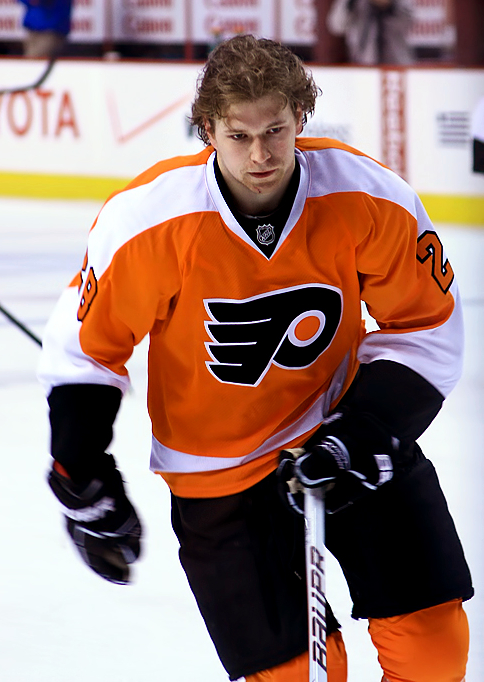
Malgré Claude Giroux troisième pointeur de la LNH, les Flyers perdent 4-3 contre les Rangers

Il s'agit de la 11e confrontation entre les deux équipes en séries éliminatoires ; la première depuis 1997. Elles se sont rencontrées à quatre reprises au cours de la saison et ont chacune remporté les deux matchs qu'elles ont joués à domicile. Les Rangers ont terminé à la 2e place de la division Métropolitaine devant les Flyers et ont l'avantage de recevoir en premier au cours de cette série. Avec 86 points, Claude Giroux est le meilleur pointeur des Flyers et surtout le troisième meilleur pointeur de la LNH derrière Crosby et Getzlaf.
Malgré cet avantage, les Flyers sont les premiers à ouvrir le score au bout de 7 minutes de jeu par l'intermédiaire d'Andrew MacDonald nouvelle recrue du club en cours de saison. Le norvégien des Rangers, Mats Zuccarello Aasen, permet à son équipe de revenir au jeu quelques minutes plus tard. Le score n'évolue pas avant le milieu du troisième tiers-temps avec trois nouveaux buts inscrits par les Rangers qui remportent ainsi le premier match. Martin St-Louis, auteur de deux passes décisives lors de la victoire du premier match, ouvre le score pour les Rangers lors de la deuxième confrontation et Benoît Pouliot double la mise quatre minutes plus tard. Mais après ce bon début, les joueurs de New York laissent le match leur échapper puisque les Flyers se reprennent et inscrivent quatre buts pour égaliser dans la série à une victoire partout.
Le 23 avril, Philadelphie reçoit la meilleure équipe à l'extérieur de la saison régulière au Wells Fargo Center. Celle-ci ne tarde pas à prendre l'avantage au score ; au milieu de la première période, les Rangers mènent déjà 2-0 grâce à Derek Stepan et Martin St-Louis qui marque ainsi son 2e but et son 5e point lors de ces séries. Les Flyers reviennent à 2-1 à la suite d'un but de Mark Streit à la fin du premier tiers-temps mais les Rangers marquent ensuite un but dans chaque période par Dan Girardi puis Daniel Carcillo dont c'était la première apparition dans cette série. New York remporte le match 4-1 et prend l'avantage 2-1 dans la série.
Pour le 4e match de la série, le gardien Steve Mason fait son retour comme gardien titulaire dans les buts de Philadelphie pour la première fois depuis une blessure subie le 12 avril ; il a toutefois déjà joué 7 minutes 15 lors de la défaite précédente en remplacement de son coéquipier Ray Emery. Comme lors du match précédent, les Rangers ont ouvert la marque en début de match mais les Rangers ont égalisé 4 minutes plus tard et marqué le but de la victoire en début de 2e période. Mason, dont la défense a été amoindrie par la blessure de Nicklas Grossmann après 6 minutes 35 de jeu, a arrêté 37 des 38 tirs auxquels il a fait face et a remporté ainsi la première victoire de sa carrière en séries.
De retour à New York pour le 5e match, les Rangers entament la rencontre de la meilleure manière en marquant trois buts consécutifs, deux en première période puis un en deuxième, avant que les Flyers ne répliquent en supériorité numérique avant la fin du 2e tiers. En fin de match, les Flyers font sortir leur gardien au profit d'un 6e attaquant et en profitent pour réduire le score mais à 15 secondes de la fin, les Rangers marquent dans le but vide pour remporter leur 3e match et mener la série 3-2. À l'inverse du 5e match, la 6e rencontre, jouée à Philadelphie, voit les Flyers débuter idéalement par 4 buts consécutifs dont un tour du chapeau de Wayne Simmonds et terminent la 2e période sur le score de 4-0. Les Rangers parviennent à réduire le score en début de 3e tiers-temps mais, alors que leur gardien est sorti au profit d'un sixième attaquant, ils encaissent un 5e but avant de clore la marque en toute fin de match. Les Flyers égalisent à 3-3 dans la série et obligent ainsi les Rangers à jouer un ultime match décisif.
Les deux franchises sont de retour au Madison Square Garden pour l'ultime match de la série. Les deux équipes se neutralisent en 1re période et il faut attendre la 23e minute de jeu pour voir les Rangers ouvrir la marque par Carcillo. 8 minutes plus tard, ils doublent le score par Pouliot et rentrent au vestiaire avec une avance de deux buts. Les Flyers, qui avaient été dominés 18 tirs à 5 pendant le deuxième tiers-temps se reprennent et réduisent le score par Jason Akeson à un peu plus de 15 minutes de la fin du match. Ils dominent la 3e période par 11 tirs contre 5 mais Lundqvist ne laisse plus passer aucun but et les Rangers remportent ce match pour affronter Pittsburgh au deuxième tour,.
| 17 avril | New York | 4-1 (1-1, 0-0, 3-0) | Philadelphie | Madison Square Garden 18 006 spectateurs |

| Feuille de match | Feuille de match | Feuille de match    | Feuille de match                  | Feuille de match                                                   |
| ---------------- | --- | ------------------- | --------------------------------- | ------------------------------------------------------------------ |
|                  | Zuccarello Aasen (Pouliot, Staal) — 10 min 53 s Richards (St-Louis, Nash) — 48 min 22 s (SN) Stepan (Richards, St-Louis) — 49 min 9 s (SN) Hagelin (Richards, Fasth) — 55 min 52 s | 0-1 1-1 2-1 3-1 4-1 | MacDonald (Hartnell) — 7 min 28 s | Arbitrage : Dave Jackson, Dan O'Rourke Greg Devorski, Derek Nansen |
| Lundqvist        | Gardiens | Emery               |                                   | Arbitrage : Dave Jackson, Dan O'Rourke Greg Devorski, Derek Nansen |
| 4 min            | Pénalités | 14 min              |                                   | Arbitrage : Dave Jackson, Dan O'Rourke Greg Devorski, Derek Nansen |
| 36               | Tirs | 15                  |                                   | Arbitrage : Dave Jackson, Dan O'Rourke Greg Devorski, Derek Nansen |

| 20 avril | New York | 2-4 (2-1, 0-2, 0-1) | Philadelphie | Madison Square Garden 18 006 spectateurs |

| Feuille de match | Feuille de match                                                                           | Feuille de match        | Feuille de match | Feuille de match                                                     |
| ---------------- | ------------------------------------------------------------------------------------------ | ----------------------- | --- | -------------------------------------------------------------------- |
|                  | St-Louis (Stepan, Nash) — 4 min 8 s Pouliot (Brassard, Zuccarello Aasen) — 8 min 22 s (SN) | 1-0 2-0 2-1 2-2 2-3 2-4 | Voráček (Hartnell, Giroux) — 14 min 14 s Akeson (B. Schenn, Lecavalier) — 25 min 45 s (SN) L. Schenn (Hall, Raffl) — 31 min 18 s Simmonds (Read) — 59 min 34 s (SN + CV) | Arbitrage : Eric Furlatt, Wes McCauley Scott Driscoll, Mark Shewchyk |
| Lundqvist        | Gardiens                                                                                   | Emery                   | | Arbitrage : Eric Furlatt, Wes McCauley Scott Driscoll, Mark Shewchyk |
| 12 min           | Pénalités                                                                                  | 18 min                  | | Arbitrage : Eric Furlatt, Wes McCauley Scott Driscoll, Mark Shewchyk |
| 33               | Tirs                                                                                       | 25                      | | Arbitrage : Eric Furlatt, Wes McCauley Scott Driscoll, Mark Shewchyk |

| 22 avril | Philadelphie | 1-4 (1-2, 0-1, 0-1) | New York | Wells Fargo Center 20 096 spectateurs |

| Feuille de match                       | Feuille de match                           | Feuille de match    | Feuille de match | Feuille de match                                                        |
| -------------------------------------- | ------------------------------------------ | ------------------- | --- | ----------------------------------------------------------------------- |
|                                        | - Streit (Voráček, Giroux) — 17 min 18 s - | 0-1 0-2 1-2 1-3 1-4 | Stepan (Nash, St-Louis) — 3 min 54 s St-Louis (Girardi, Nash) — 10 min 24 s - Girardi (Richards, Hagelin) — 25 min 17 s Carcillo (Boyle) — 50 min 53 s | Arbitrage : Francis Charron, Paul Devorski Steve Barton, Pierre Racicot |
| Emery (52 min 21 s) Mason (7 min 15 s) | Gardiens                                   | Lundqvist           | | Arbitrage : Francis Charron, Paul Devorski Steve Barton, Pierre Racicot |
| 10 min                                 | Pénalités                                  | 12 min              | | Arbitrage : Francis Charron, Paul Devorski Steve Barton, Pierre Racicot |
| 32                                     | Tirs                                       | 23                  | | Arbitrage : Francis Charron, Paul Devorski Steve Barton, Pierre Racicot |

| 25 avril | Philadelphie | 2-1 (1-1, 1-0, 0-0) | New York | Wells Fargo Center 20 132 spectateurs |

| Feuille de match | Feuille de match                                                                    | Feuille de match | Feuille de match             | Feuille de match                                                     |
| ---------------- | ----------------------------------------------------------------------------------- | ---------------- | ---------------------------- | -------------------------------------------------------------------- |
|                  | - Read (Akeson, Coburn) — 8 min 55 s Voráček (B. Schenn, Streit) — 27 min 22 s (SN) | 0-1 1-1 2-1      | Moore (Boyle) — 4 min 38 s - | Arbitrage : Gord Dwyer, Dan O'Halloran David Brisebois, Jonny Murray |
| Mason            | Gardiens                                                                            | Lundqvist        |                              | Arbitrage : Gord Dwyer, Dan O'Halloran David Brisebois, Jonny Murray |
| 10 min           | Pénalités                                                                           | 6 min            |                              | Arbitrage : Gord Dwyer, Dan O'Halloran David Brisebois, Jonny Murray |
| 25               | Tirs                                                                                | 38               |                              | Arbitrage : Gord Dwyer, Dan O'Halloran David Brisebois, Jonny Murray |

| 27 avril | New York | 4-2 (1-0, 2-1, 1-1) | Philadelphie | Madison Square Garden 18 006 spectateurs |

| Feuille de match | Feuille de match | Feuille de match        | Feuille de match                                                                                 | Feuille de match                                                        |
| ---------------- | --- | ----------------------- | ------------------------------------------------------------------------------------------------ | ----------------------------------------------------------------------- |
|                  | Staal (St-Louis, Stepan) — 11 min 53 s Richards (Miller, Hagelin) — 28 min 7 s Moore — 36 min 20 s Boyle (Moore, Girardi) — 19 min 45 s (CV) | 1-0 2-0 3-0 3-1 3-2 4-2 | Lecavalier (Streit, MacDonald) — 39 min 27 s (SN) Giroux (Kimmo Timonen, Simmonds) — 18 min 31 s | Arbitrage : Brad Watson, Justin St. Pierre Scott Cherrey, Brad Kovachik |
| Lundqvist        | Gardiens | Mason                   |                                                                                                  | Arbitrage : Brad Watson, Justin St. Pierre Scott Cherrey, Brad Kovachik |
| 10 min           | Pénalités | 6 min                   |                                                                                                  | Arbitrage : Brad Watson, Justin St. Pierre Scott Cherrey, Brad Kovachik |
| 22               | Tirs | 26                      |                                                                                                  | Arbitrage : Brad Watson, Justin St. Pierre Scott Cherrey, Brad Kovachik |

| 29 avril | Philadelphie | 5-2 (1-0, 3-0, 1-2) | New York | Wells Fargo Center 20 137 spectateurs |

| Feuille de match | Feuille de match | Feuille de match            | Feuille de match                                                                     | Feuille de match                                                   |
| ---------------- | --- | --------------------------- | ------------------------------------------------------------------------------------ | ------------------------------------------------------------------ |
|                  | Simmonds (Hartnell, Giroux) — 7 min 8 s (SN) Simmonds (B. Schenn) — 21 min 32 s Gustafsson (Coburn) — 34 min 17 s Simmonds (Voráček, Giroux) — 35 min 19 s (SN) Giroux — 55 min 49 s (CV) | 1-0 2-0 3-0 4-0 4-1 5-1 5-2 | Hagelin (Strålman, Richards) — 53 min 26 s Zuccarello (Pouliot, Miller) — 59 min 3 s | Arbitrage : Steve Kozari, Dean Morton Michel Cormier, Steve Miller |
| Mason            | Gardiens | Lundqvist Talbot            |                                                                                      | Arbitrage : Steve Kozari, Dean Morton Michel Cormier, Steve Miller |
| 27 min           | Pénalités | 13 min                      |                                                                                      | Arbitrage : Steve Kozari, Dean Morton Michel Cormier, Steve Miller |
| 29               | Tirs | 36                          |                                                                                      | Arbitrage : Steve Kozari, Dean Morton Michel Cormier, Steve Miller |

| 30 avril | New York | 2-1 (0-0, 2-0, 0-1) | Philadelphie | Madison Square Garden 18 006 spectateurs |

| Feuille de match | Feuille de match                                                                     | Feuille de match | Feuille de match                    | Feuille de match                                             |
| ---------------- | ------------------------------------------------------------------------------------ | ---------------- | ----------------------------------- | ------------------------------------------------------------ |
|                  | Carcillo (Zuccarello, Klein) — 23 min 6 s Pouliot (Brassard, Stralman) — 31 min 46 s | 1-0 2-0 2-1      | Akeson (Coburn, Read) — 44 min 32 s | Arbitrage : Tim Peel, Chris Rooney Derek Amell, Derek Nansen |
| Lundqvist        | Gardiens                                                                             | Mason            |                                     | Arbitrage : Tim Peel, Chris Rooney Derek Amell, Derek Nansen |
| 4 min            | Pénalités                                                                            | 2 min            |                                     | Arbitrage : Tim Peel, Chris Rooney Derek Amell, Derek Nansen |
| 33               | Tirs                                                                                 | 27               |                                     | Arbitrage : Tim Peel, Chris Rooney Derek Amell, Derek Nansen |

#### Colorado contre Minnesota

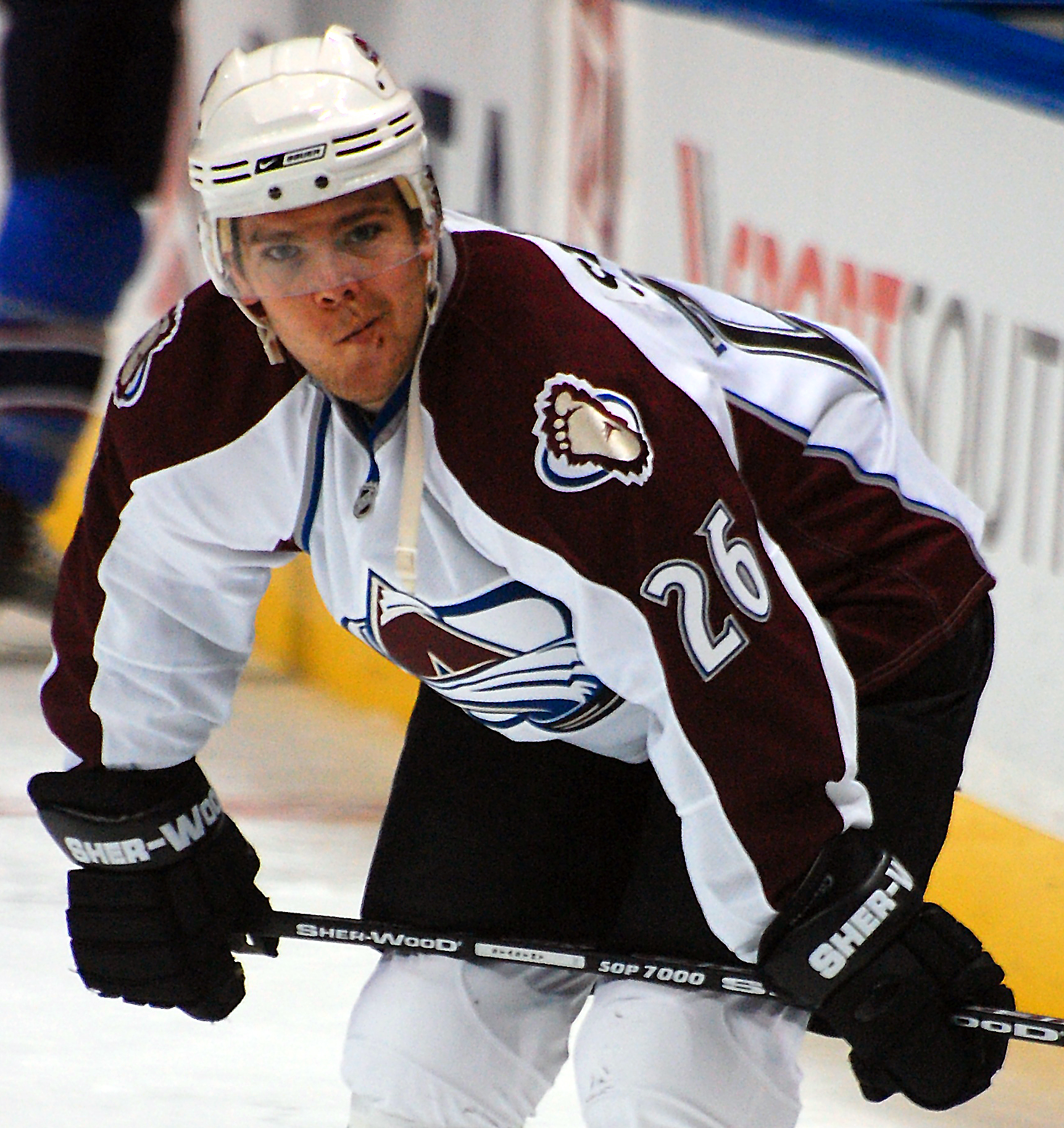
Paul Stastny inscrit 7 points pour le Colorado lors des deux premiers matchs des séries

Avec 112 points, l'Avalanche du Colorado est la meilleure formation à la fin de la saison régulière pour la division Centrale, troisième au total de points du classement général. L'attaque de l'équipe est dirigée par Matt Duchene, Gabriel Landeskog et Ryan O'Reilly auteurs de 70, 65 et 64 points, O'Reilly étant également le meilleur buteur de l'Avalanche avec 28 filets. Ils rencontrent au premier tour des séries le Wild du Minnesota qui a fait venir Ilia Bryzgalov pour garder ses buts en fin de saison. Jason Pominville est le meilleur pointeur et buteur du Wild en 2013-2014 et il compte 60 points et 30 buts. Il est aidé offensivement par Mikko Koivu, meilleur passeur avec 43 assistances, et Zach Parisé.
Il s'agit de la troisième confrontation entre les deux équipes avec une victoire en 2003 en sept rencontres pour le Wild alors que la confrontation de 2008 tourne à l'avantage du Colorado en six dates. Quatre des cinq rencontres au cours de la saison 2013-2014 ont tourné à l'avantage des joueurs du Colorado. La première rencontre des séries est très disputée puisque les deux équipes ne parviennent à se séparer qu'après une courte prolongation de sept minutes. En effet, malgré l'ouverture au score de Landeskog pour le Colorado, le Wild entame le troisième tiers-temps avec deux buts d'avance, 4-2. Jamie McGinn inscrit un but puis Paul Stastny permet aux siens d'y croire en inscrivant le but de l'égalisation à 14 secondes de la fin du temps réglementaire. Ce même Stastny donne la victoire à l'Avalanche à la 67e minute.
Charlie Coyle du Wild est le premier à inscrire un but lors du deuxième match mais l'Avalanche réplique à trois reprises, dont deux fois par Landeskog. À moins de deux minutes de la fin du match, Marco Scandella permet à l'équipe du Minnesota d'y croire en réduisant la marque en infériorité numérique mais Stastny reçoit une passe de Nathan MacKinnon pour inscrire le dernier but de l'Avalanche de la soirée. Stastny et MacKinnon connaissent tous les deux une bonne soirée en inscrivant quatre points, trois aides et un but pour chacun des deux joueurs.
Lors du troisième match de la série, joué au Colorado, ce sont les gardiens qui se mettent en valeur puisqu'aucun des deux n'accorde de but durant les trois périodes du temps réglementaire. Darcy Kuemper, préféré à Bryzgalov depuis le milieu du deuxième match, arrête les 20 tirs auxquels il fait face alors que le gardien de Colorado, Semion Varlamov, arrête 44 tirs dont 22 au cours du seul premier tiers-temps. Le Wild finit par marquer le but vainqueur à son 46e tir, un record pour la franchise en séries éliminatoires, par l'intermédiaire de Mikael Granlund après 5 minutes de prolongation. Pendant ce match, le défenseur de l'Avalanche Tyson Barrie se blesse après un contact genou contre genou avec Matt Cooke et doit quitter le match victime d'une blessure au ligament croisé interne.
La LNH décide ensuite de suspendre Cooke pour 7 matches.

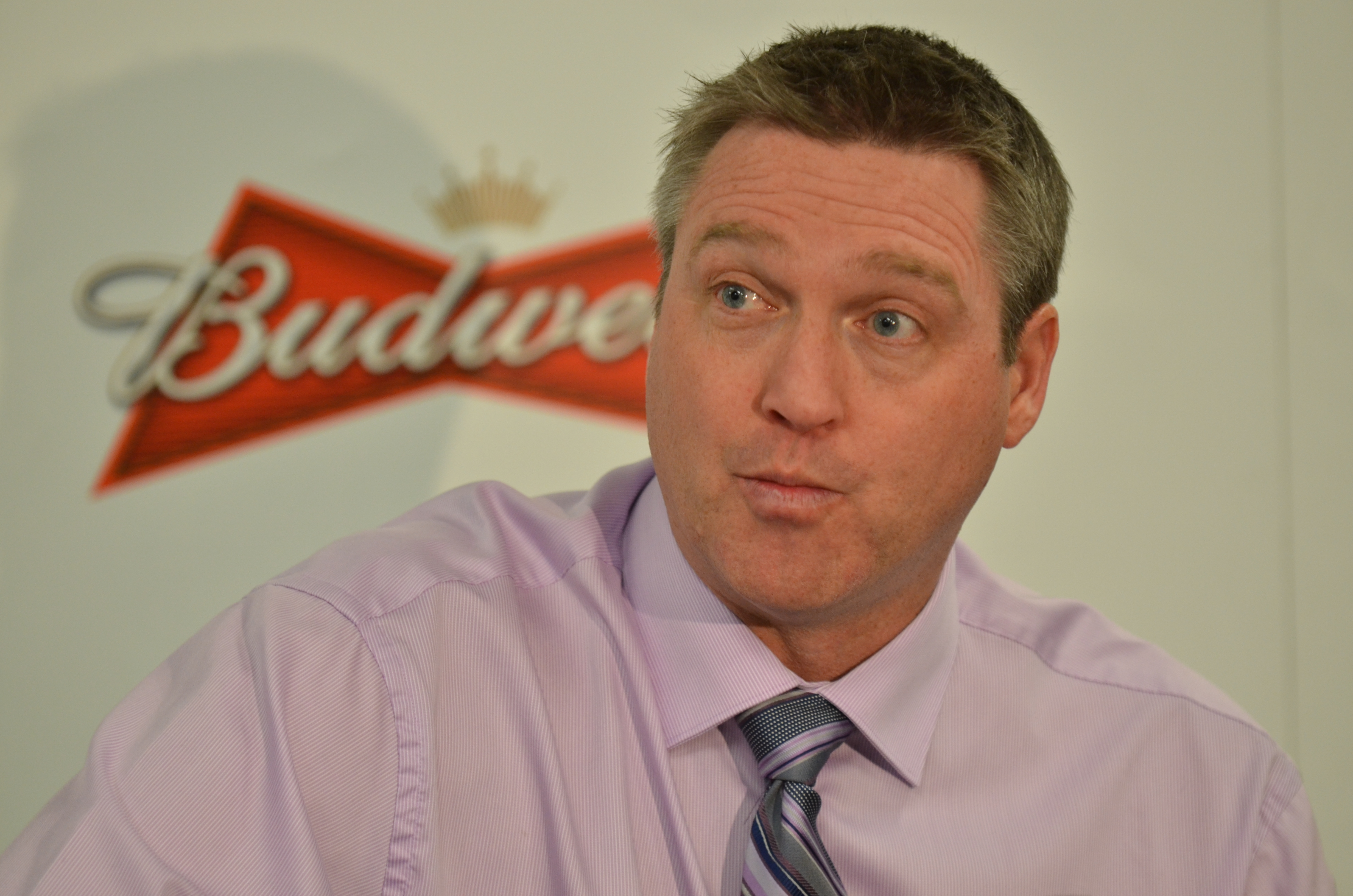
Patrick Roy, entraîneur de l'Avalanche, n'hésite pas à sortir son gardien de but plus tôt que les autres entraîneurs de la LNH.

Au cours du quatrième match, joué sans Barrie ni Cooke, le Wild établit un record de la franchise en ne laissant son adversaire tirer que 12 fois au but. Minnesota ouvre le score en début de match puis mène 2-0 après 32 minutes 55 ; Colorado réduit l'écart 30 secondes plus tard, marquant pour la première fois contre Darcy Kuemper depuis plus de 124 minutes, mais ne parvient ensuite plus à marquer. Le Wild s'impose 2-1 et égalise à 2 partout dans la série.
Les deux équipes sont de retour au Colorado pour la cinquième manche de la série et elles se neutralisent pendant le premier tiers où aucun but n'est marqué. L'Avalanche ouvre la marque en désavantage numérique mais le Wild égalise un peu plus d'une minute plus tard. L'Avalanche reprend ensuite l'avantage et les deux formations rejoignent les vestiaires sur le score de 2-1. Le début de la troisième période est meilleure pour le Wild qui marque 2 buts en moins de 2 minutes et mène pour la première fois du match. Alors qu'il reste un peu plus de deux minutes à jouer, Patrick Roy, l'entraîneur du Colorado, décide de faire sortir son gardien et de jouer avec un attaquant supplémentaire. Cette tactique est payante puisque Parenteau égalise à 1 minute 14 de la fin du match. Les deux équipes jouent alors une prolongation et MacKinnon, qui a déjà enregistré des aides sur le 2e et le 3e but de son équipe, marque son 3e point en inscrivant le but vainqueur qui permet à l'Avalanche de mener 3-2 dans la série.
Les joueurs du Wild entament le sixième match dos au mur mais décident à jouer le tour pour le tout et dès la première minute, ils sont devant grâce à un but de Parisé. Huit minutes plus tard, Granlund double la mise pour le Minnesota. Cinq minutes avant la fin de la période, les joueurs de Colorado connaissent une situation délicate avec deux joueurs sur le banc des pénalités mais ils parviennent à résister aux assauts du Wild. Stastny, un des deux hommes pénalisés, récupère même le palet à sa sortie du banc et trompe Kuemper pour redonner l'espoir aux siens. Dix minutes plus tard, Nick Holden permet à l'équipe du Colorado de revenir dans le match en supériorité numérique. Le score reste de deux buts partout jusque dans les dernières dix minutes de match quand Parisé dévie un lancer de Mikko Koivu juste devant le portier adverse. Comme lors du cinquième match, Patrick Roy n'hésite pas à faire sortir Varlamov alors qu'il reste deux minutes dans le match mais cette fois la tactique ne fonctionne pas puisque le Wild inscrit deux buts de plus pour s'offrir un septième match dans la série. Parisé est l'homme du match avec deux buts et deux assistances.
Au cours du septième match, le public du Pepsi Center de Denver assiste à une course poursuite entre les deux équipes puisqu'à aucun moment une des deux équipes ne parvient à prendre plus d'un but d'avance. Ainsi, les joueurs locaux ouvrent le premier le score par l'intermédiaire de Holden mais Koivu réplique pour le Wild. Les deux équipes terminent le temps réglementaire avec une égalité 4-4, Spurgeon permettant au Wild de joueur les prolongations en égalisant à la 57e minute. Après cinq minutes de prolongation, les joueurs du Colorado sont devant le but de Bryzgalov, qui a remplacé Kuemper blessé à la fin du troisième tiers-temps, quand Dany Heatley lance Kyle Brodziak et Nino Niederreiter en contre-attaque. Ce dernier se retrouve rapidement face à Varlamov et inscrit son deuxième but de la soirée et envoie le Wild au deuxième tour des séries pour la première fois depuis onze ans.
| 17 avril | Colorado | 5-4 (pr) (1-1, 1-3, 2-0, 1-0) | Minnesota | Pepsi Center 18 074 spectateurs |

| Feuille de match | Feuille de match | Feuille de match                    | Feuille de match | Feuille de match                                                    |
| ---------------- | --- | ----------------------------------- | --- | ------------------------------------------------------------------- |
|                  | Landeskog (Stastny, McGinn) — 13 min 14 s O'Reilly (MacKinnon, Barrie) — 34 min 12 s McGinn (O'Reilly) — 47 min 13 s Stastny (Johnson, MacKinnon) — 59 min 46 s Stastny (MacKinnon, Barrie) — 67 min 27 s | 1-0 1-1 1-2 2-2 2-3 2-4 3-4 4-4 5-4 | Coyle (Parisé, Scandella) — 15 min 20 s Suter (Koivu, Parisé) — 31 min 5 s (SN) Haula (Brodin) — 36 min 8 s Brodziak (Cooke, Niederreiter) — 38 min 12 s | Arbitrage : Steve Kozari, Dean Morton David Brisebois, Jonny Murray |
| Varlamov         | Gardiens | Bryzgalov                           | | Arbitrage : Steve Kozari, Dean Morton David Brisebois, Jonny Murray |
| 10 min           | Pénalités | 12 min                              | | Arbitrage : Steve Kozari, Dean Morton David Brisebois, Jonny Murray |
| 31               | Tirs | 33                                  | | Arbitrage : Steve Kozari, Dean Morton David Brisebois, Jonny Murray |

| 19 avril | Colorado | 4-2 (1-1, 2-0, 1-1) | Minnesota | Pepsi Center 18 402 spectateurs |

| Feuille de match | Feuille de match | Feuille de match                             | Feuille de match                                                               | Feuille de match                                                      |
| ---------------- | --- | -------------------------------------------- | ------------------------------------------------------------------------------ | --------------------------------------------------------------------- |
|                  | MacKinnon (Stastny, Holden) — 6 min 20 s Landeskog (MacKinnon, Stastny) — 22 min 58 s Landeskog (Stastny, MacKinnon) — 31 min 59 s Stastny (MacKinnon) — 59 min 45 s (SN + CV) | 0-1 1-1 2-1 3-1 3-2 4-2                      | Coyle (Koivu, Suter) — 4 min 18 s Scandella (Koivu, Parisé) — 58 min 41 s (IN) | Arbitrage : Marc Joannette, Kevin Pollock Bryan Pancich, Jay Sharrers |
| Varlamov         | Gardiens | Bryzgalov (31 min 59 s) Kuemper (26 min 2 s) |                                                                                | Arbitrage : Marc Joannette, Kevin Pollock Bryan Pancich, Jay Sharrers |
| 16 min           | Pénalités | 16 min                                       |                                                                                | Arbitrage : Marc Joannette, Kevin Pollock Bryan Pancich, Jay Sharrers |
| 29               | Tirs | 32                                           |                                                                                | Arbitrage : Marc Joannette, Kevin Pollock Bryan Pancich, Jay Sharrers |

| 21 avril | Minnesota | 1-0 (pr) (0-0, 0-0, 0-0, 1-0) | Colorado | Xcel Energy Center 19 221 spectateurs |

| Feuille de match | Feuille de match                           | Feuille de match | Feuille de match | Feuille de match                                                        |
| ---------------- | ------------------------------------------ | ---------------- | ---------------- | ----------------------------------------------------------------------- |
|                  | Granlund (Pominville, Parisé) — 65 min 8 s | 1-0              |                  | Arbitrage : Brad Watson, Justin St. Pierre Shane Heyer, Matt MacPherson |
| Kuemper          | Gardiens                                   | Varlamov         |                  | Arbitrage : Brad Watson, Justin St. Pierre Shane Heyer, Matt MacPherson |
| 16 min           | Pénalités                                  | 14 min           |                  | Arbitrage : Brad Watson, Justin St. Pierre Shane Heyer, Matt MacPherson |
| 46               | Tirs                                       | 22               |                  | Arbitrage : Brad Watson, Justin St. Pierre Shane Heyer, Matt MacPherson |

| 24 avril | Minnesota | 2-1 (1-0, 1-1, 0-0) | Colorado | Xcel Energy Center 19 396 spectateurs |

| Feuille de match | Feuille de match                                                               | Feuille de match | Feuille de match                | Feuille de match                                             |
| ---------------- | ------------------------------------------------------------------------------ | ---------------- | ------------------------------- | ------------------------------------------------------------ |
|                  | Spurgeon (Parisé, Granlund) — 3 min 47 s Coyle (Pominville) — 32 min 55 s (SN) | 1-0 2-0 2-1      | O'Reilly (McGinn) — 33 min 25 s | Arbitrage : Tim Peel, Chris Rooney Derek Amell, Darren Gibbs |
| Kuemper          | Gardiens                                                                       | Varlamov         |                                 | Arbitrage : Tim Peel, Chris Rooney Derek Amell, Darren Gibbs |
| 8 min            | Pénalités                                                                      | 8 min            |                                 | Arbitrage : Tim Peel, Chris Rooney Derek Amell, Darren Gibbs |
| 32               | Tirs                                                                           | 12               |                                 | Arbitrage : Tim Peel, Chris Rooney Derek Amell, Darren Gibbs |

| 26 avril | Colorado | 4-3 (pr) (0-0, 2-1, 1-2, 1-0) | Minnesota | Pepsi Center 18 418 spectateurs |

| Feuille de match | Feuille de match | Feuille de match            | Feuille de match | Feuille de match                                                      |
| ---------------- | --- | --------------------------- | --- | --------------------------------------------------------------------- |
|                  | McLeod (O'Reilly) — 28 min 4 s (IN) - Holden (Benoit, MacKinnon) — 32 min 16 s - Parenteau (Stastny, MacKinnon) — 58 min 46 s MacKinnon (Landeskog, Wilson) — 63 min 27 s | 1-0 1-1 2-1 2-2 2-3 3-3 4-3 | - Moulson (Spurgeon, Heatley) — 29 min 17 s - Parisé (Pominville, Granlund) — 44 min 34 s Brodziak (Heatley, Coyle) — 46 min 25 s - - | Arbitrage : Brad Meier, Kelly Sutherland Steve Barton, Pierre Racicot |
| Varlamov         | Gardiens | Kuemper                     | | Arbitrage : Brad Meier, Kelly Sutherland Steve Barton, Pierre Racicot |
| 8 min            | Pénalités | 8 min                       | | Arbitrage : Brad Meier, Kelly Sutherland Steve Barton, Pierre Racicot |
| 35               | Tirs | 32                          | | Arbitrage : Brad Meier, Kelly Sutherland Steve Barton, Pierre Racicot |

| 28 avril | Minnesota | 5-2 (2-1, 0-1, 3-0) | Colorado | Xcel Energy Center 19 134 spectateurs |

| Feuille de match | Feuille de match | Feuille de match            | Feuille de match                                                                          | Feuille de match                                                  |
| ---------------- | --- | --------------------------- | ----------------------------------------------------------------------------------------- | ----------------------------------------------------------------- |
|                  | Parisé (Suter, Koivu) — 49 s (SN) Granlund (Pominville, Parisé) — 9 min 35 s - Parisé (Koivu, Suter) — 53 min 61 s Pominville (Haula, Parisé) — 58 min 34 s (CV) Scandella — 59 min 4 s (CV) | 1-0 2-0 2-1 2-2 3-2 4-2 5-2 | - Stastny (O'Reilly) — 16 min 59 s (IN) Holden (O'Reilly, Duchene) — 24 min 47 s (SN) - - | Arbitrage : Paul Devorski, Gord Dwyer Bryan Pancich, Jay Sharrers |
| Kuemper          | Gardiens | Varlamov                    |                                                                                           | Arbitrage : Paul Devorski, Gord Dwyer Bryan Pancich, Jay Sharrers |
| 34 min           | Pénalités | 32 min                      |                                                                                           | Arbitrage : Paul Devorski, Gord Dwyer Bryan Pancich, Jay Sharrers |
| 23               | Tirs | 23                          |                                                                                           | Arbitrage : Paul Devorski, Gord Dwyer Bryan Pancich, Jay Sharrers |

| 30 avril | Colorado | 4-5 (pr) (2-1, 0-1, 2-2, 0-1) | Minnesota | Pepsi Center 18 511 spectateurs |

| Feuille de match | Feuille de match | Feuille de match                    | Feuille de match | Feuille de match                                                    |
| ---------------- | --- | ----------------------------------- | --- | ------------------------------------------------------------------- |
|                  | Holden (McGinn, Duchene) — 2 min 52 s (SN) McGinn (Hishon, Wilson) — 13 min 38 s Stastny (Parenteau, Guenin) — 42 min 55 s Johnson (Parenteau, Duchene) — 51 min 16 s | 1-0 1-1 2-1 2-2 3-2 3-3 4-3 4-4 4-5 | Koivu (Coyle, Moulson) — 8 min 4 s Heatley (Granlund, Brodin) — 27 min 27 s Niederreiter (Brodziak) — 46 min 33 s Spurgeon (Niederreiter, Brodziak) — 57 min 33 s Niederreiter (Brodziak, Heatley) — 65 min 2 s | Arbitrage : Eric Furlatt, Wes McCauley Brad Kovachik, Scott Cherrey |
| Varlamov         | Gardiens | Kuemper Bryzgalov                   | | Arbitrage : Eric Furlatt, Wes McCauley Brad Kovachik, Scott Cherrey |
| 6 min            | Pénalités | 6 min                               | | Arbitrage : Eric Furlatt, Wes McCauley Brad Kovachik, Scott Cherrey |
| 22               | Tirs | 35                                  | | Arbitrage : Eric Furlatt, Wes McCauley Brad Kovachik, Scott Cherrey |

#### Saint-Louis contre Chicago

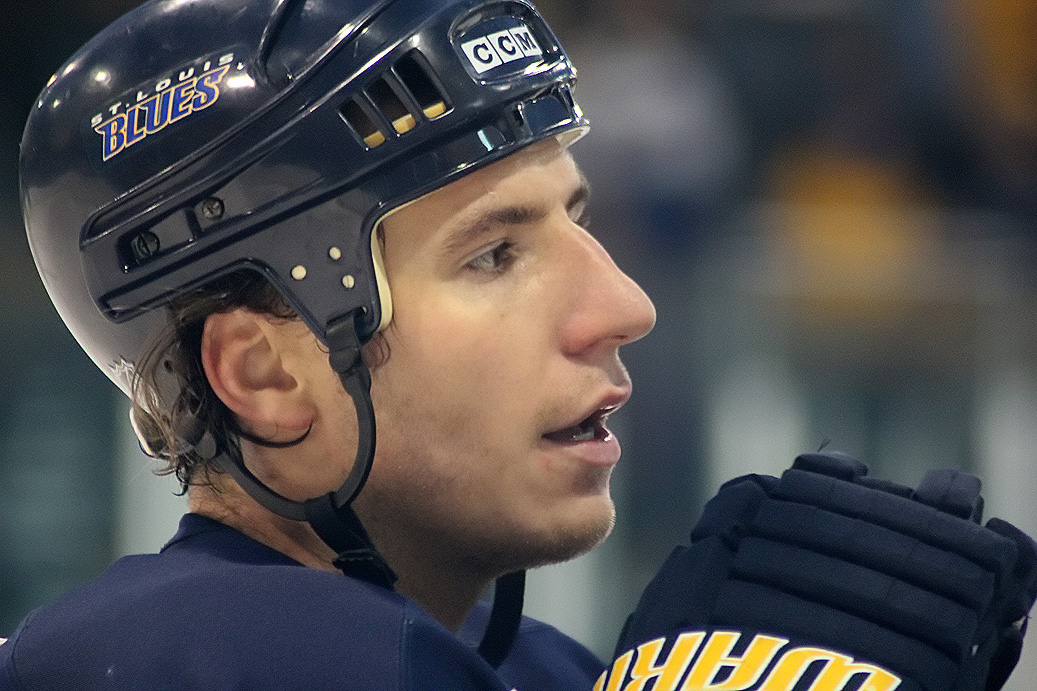
Alexander Steen marque après 100 minutes et 26 secondes lors du premier match.

Les Blues de Saint-Louis, 2e de la division Centrale, affrontent les Blackhawks de Chicago 3e de cette division. C'est la deuxième fois de l'histoire de la LNH que deux équipes ayant marqué au moins 107 points s'affrontent dès le premier tour des séries. Il s'agit de la 11e confrontation en séries pour les deux franchises qui se sont rencontrés 5 fois cette saison pour un résultat de 3 victoires à 2 en faveur des Blues. Ces derniers, qui pouvaient envisager la première place de leur division, de l'association de l'Ouest voire de la Ligue, ont terminé la saison par six défaites consécutives laissant l'Avalanche du Colorado remporter la division. En attaque, les Blues sont menés par Alexander Steen, meilleur buteur et pointeur de son équipe avec 33 buts et 62 points en 68 matches ; du côté des Blackhawks, Patrick Sharp, qui a joué les 82 matches de la saison, est le meilleur joueur de l'équipe avec 34 buts et 78 points.
Les Blues accueillent les Blackhawks pour le premier match de la série et ouvrent la marque par l'intermédiaire d'Adam Cracknell qui inscrit le premier but de sa carrière en séries éliminatoires. Moins de 10 minutes plus tard, Chicago mène 2-1 grâce à Johnny Oduya puis Brent Seabrook qui marque en supériorité numérique mais les Blues égalisent aussitôt par Vladimir Tarassenko. Le dernier but de la première période est l'œuvre de Kane qui permet à son équipe de rentrer aux vestiaires avec une avance d'un but. Aucune équipe ne marque plus de but jusqu'à 1 minute 45 de la fin du match où Saint-Louis égalise par Jaden Schwartz, qui, tout comme Cracknell, inscrit son premier but en séries. Les deux équipes se neutralisent pendant les deux premières périodes de prolongation et il faut attendre le début de la troisième, après plus de 100 minutes de jeu, pour voir Alexander Steen inscrire le but de la victoire pour les Blues et leur permettre de mener 1-0 dans la série. Cette rencontre est la plus longue de l'histoire des Blues en séries éliminatoires.
Le deuxième match, joué lui aussi à Saint-Louis, voit l'équipe locale mener 2-0 à l'issue de la première période grâce à Chris Porter et Schwartz. Chicago réagit ensuite et marque trois buts consécutifs par Duncan Keith, Brent Seabrook et Michal Rozsíval pour prendre l'avantage. À 5 minutes de la fin du match, Seabrook assène une violente mise en échec à la tête de David Backes qui doit alors quitter la patinoire. Seabrook écope sur l'action d'une pénalité majeure et d’une inconduite de match. Ses partenaires résistent à 4 contre 5 pendant plus de 4 minutes 40 mais craquent à 7 secondes de la fin du match et les Blues parviennent de nouveau à arracher la prolongation. Il ne faut attendre cette fois-ci qu'un peu moins de 6 minutes de jeu supplémentaire pour voir Saint-Louis remporter son deuxième match. Seabrook, quant à lui, est ensuite suspendu 3 matchs par la LNH.
Le troisième match a lieu à Chicago et se déroule sans Backes et Seabrook. Les Blackhawks ouvrent la marque pour la première fois de la série par leur capitaine Jonathan Toews en début de première période. Corey Crawford repousse ensuite tous les tirs des joueurs adverses pour enregistrer un blanchissage et Marcus Krüger profite de l'absence du gardien des Blues en fin de match pour marquer le deuxième but de son équipe dans le but vide.
Le premier tiers-temps de la 4e rencontre est vierge de but et il faut attendre le milieu de la 2e période pour voir les Blackhawks ouvrir la marque. Ils mènent ensuite 2-0 grâce à Patrick Kane mais les Blues égalisent en un peu plus d'une minute avant de rentrer au vestiaire. Ils prennent ensuite l'avantage pour la première fois du match lors du 3e tiers mais Chicago égalise moins de 4 minutes plus tard et les deux équipes doivent disputer une nouvelle prolongation, la 3e de la série. Après 11 minutes et 12 secondes de temps supplémentaire, Kane marque son deuxième but du match et donne la victoire à son équipe qui égalise à 2-2 dans la série,.
Les deux équipes sont de retour à Saint-Louis pour le cinquième match. Le capitaine des Blues, David Backes, est de retour après sa blessure subie au 2e match alors que Brent Seabrook purge son dernier match de suspension. Pour la 3e rencontre de suite, ce sont les Blackhawks qui ouvrent la marque et mènent 1-0 à l'issue du premier tiers-temps. Les Blues égalisent en 2e période mais Chicago reprend l'avantage et rentre encore au vestiaire avec un but d'avance. Saint-Louis égalise à nouveau en tout début de 3e période puis aucune des deux équipes ne parvient à marquer et le match doit, pour la 3e fois consécutive à Saint-Louis, se terminer en prolongation. Après un peu plus de 7 minutes, Toews parvient à s'échapper et à battre Ryan Miller pour donner l'avantage 3-2 dans la série aux Blackhawks qui remportent ainsi une 3e victoire de suite et une première à Saint-Louis depuis plus d'un an,.
Le 27 avril, Chicago accueille Saint-Louis pour le 6e match de la série. Les Blackhawks ouvrent le score mais les Blues égalisent et les deux équipes terminent le premier tiers-temps à égalité. Elles se neutralisent ensuite et aucune ne parvient à marquer pendant la deuxième période. Au retour des vestiaires, il ne faut que 44 secondes à Chicago pour prendre l'avantage par Toews. Il est imité, à peine plus d'une minute plus tard, par Sharp avant que Shaw n'aggrave le score après 7 minutes 30 dans le troisième tiers. À 3 minutes du terme de la rencontre, Keith inscrit un dernier but et les Blackhawks se qualifient pour le 2e tour. Ce 6e match qui a vu les Blues être improductif en supériorité numérique à 6 reprises, est le 4e remporté de suite par Chicago. Il s'agit également de leur 14e match remporté en séries sur 16 joués à domicile en deux saisons,.
| 17 avril | Saint-Louis | 4-3 (3 pr) (2-3, 0-0, 1-0, 0-0, 0-0, 1-0) | Chicago | Scottrade Center 19 423 spectateurs |

| Feuille de match | Feuille de match | Feuille de match            | Feuille de match | Feuille de match                                                       |
| ---------------- | --- | --------------------------- | --- | ---------------------------------------------------------------------- |
|                  | Cracknell (Lapierre, Porter) — 4 min 40 s Tarassenko (Shattenkirk, Jackman) — 15 min 52 s Schwartz (Roy) — 58 min 15 s Steen (Ott, Backes) — 100 min 26 s | 1-0 1-1 1-2 2-2 2-3 3-3 4-3 | Oduya (Saad, Toews) — 11 min 14 s Seabrook (Versteeg, Leddy) — 14 min 39 s (SN) Kane (Toews, Seabrook) — 18 min 24 s | Arbitrage : Marc Joannette, Kevin Pollock Shane Heyer, Matt MacPherson |
| Miller           | Gardiens | Crawford                    | | Arbitrage : Marc Joannette, Kevin Pollock Shane Heyer, Matt MacPherson |
| 12 min           | Pénalités | 8 min                       | | Arbitrage : Marc Joannette, Kevin Pollock Shane Heyer, Matt MacPherson |
| 52               | Tirs | 42                          | | Arbitrage : Marc Joannette, Kevin Pollock Shane Heyer, Matt MacPherson |

| 19 avril | Saint-Louis | 4-3 (pr) (2-0, 0-1, 1-2, 1-0) | Chicago | Scottrade Center 19 639 spectateurs |

| Feuille de match | Feuille de match | Feuille de match            | Feuille de match                                                                                     | Feuille de match                                                      |
| ---------------- | --- | --------------------------- | --- | --------------------------------------------------------------------- |
|                  | Porter (Leopold, Shattenkirk) — 7 min 8 s Shattenkirk (Schwartz, Sobotka) — 19 min 58 s Tarassenko (Pietrangelo, Shattenkirk) — 59 min 53 s (SN) Jackman (Polák, Sobotka) — 65 min 50 s | 1-0 2-0 2-1 2-2 2-3 3-3 4-3 | Keith (Versteeg, Seabrook) — 37 min 25 s Seabrook (Saad) — 44 min 53 s Rozsíval (Saad) — 46 min 38 s | Arbitrage : Brad Meier, Kelly Sutherland Scott Cherrey, Brad Kovachik |
| Miller           | Gardiens | Crawford                    | | Arbitrage : Brad Meier, Kelly Sutherland Scott Cherrey, Brad Kovachik |
| 20 min           | Pénalités | 41 min                      | | Arbitrage : Brad Meier, Kelly Sutherland Scott Cherrey, Brad Kovachik |
| 31               | Tirs | 28                          | | Arbitrage : Brad Meier, Kelly Sutherland Scott Cherrey, Brad Kovachik |

| 21 avril | Chicago | 2-0 (1-0, 0-0, 1-0) | Saint-Louis | United Center 22 112 spectateurs |

| Feuille de match | Feuille de match                                                                | Feuille de match | Feuille de match | Feuille de match                                                   |
| ---------------- | ------------------------------------------------------------------------------- | ---------------- | ---------------- | ------------------------------------------------------------------ |
|                  | Toews (Keith, Brookbank) — 4 min 10 s Krüger (Saad, Handzuš) — 59 min 40 s (CV) | 1-0 2-0          |                  | Arbitrage : Dave Jackson, Dan O'Rourke Bryan Pancich, Jay Sharrers |
| Crawford         | Gardiens                                                                        | Miller           |                  | Arbitrage : Dave Jackson, Dan O'Rourke Bryan Pancich, Jay Sharrers |
| 6 min            | Pénalités                                                                       | 8 min            |                  | Arbitrage : Dave Jackson, Dan O'Rourke Bryan Pancich, Jay Sharrers |
| 25               | Tirs                                                                            | 34               |                  | Arbitrage : Dave Jackson, Dan O'Rourke Bryan Pancich, Jay Sharrers |

| 23 avril | Chicago | 4-3 (pr) (0-0, 2-2, 1-1, 1-0) | Saint-Louis | United Center 22 123 spectateurs |

| Feuille de match | Feuille de match | Feuille de match            | Feuille de match | Feuille de match                                                    |
| ---------------- | --- | --------------------------- | --- | ------------------------------------------------------------------- |
|                  | Shaw (Toews, Kane) — 28 min 40 s (SN) Kane (Oduya, Toews) — 36 min 9 s - Bickell (Rozsíval, Hossa) — 56 min 8 s Kane (Smith) — 71 min 17 s | 1-0 2-0 2-1 2-2 2-3 3-3 4-3 | - - Tarassenko (Shattenkirk, Sobotka) — 38 min 51 s (SN) Lapierre (Ott, Porter) — 39 min 56 s Tarassenko (Pietrangelo) — 52 min 26 s - - | Arbitrage : Eric Furlatt, Wes McCauley Lonnie Cameron, Brian Murphy |
| Crawford         | Gardiens | Miller                      | | Arbitrage : Eric Furlatt, Wes McCauley Lonnie Cameron, Brian Murphy |
| 12 min           | Pénalités | 6 min                       | | Arbitrage : Eric Furlatt, Wes McCauley Lonnie Cameron, Brian Murphy |
| 34               | Tirs | 33                          | | Arbitrage : Eric Furlatt, Wes McCauley Lonnie Cameron, Brian Murphy |

| 25 avril | Saint-Louis | 2-3 (pr) (0-1, 1-1, 1-0, 0-1) | Chicago | Scottrade Center 19 796 spectateurs |

| Feuille de match | Feuille de match                                                               | Feuille de match    | Feuille de match                                                                                                 | Feuille de match                                                        |
| ---------------- | ------------------------------------------------------------------------------ | ------------------- | --- | ----------------------------------------------------------------------- |
|                  | - Oshie (Steen, Jackman) — 31 min 4 s - Pietrangelo (Schwartz) — 42 min 42 s - | 0-1 1-1 1-2 2-2 2-3 | Hossa (Bickell, Hjalmarsson) — 16 min 11 s - Smith (Brookbank, Kane) — 37 min 10 s - Toews (Keith) — 67 min 36 s | Arbitrage : Chris Lee, Francois St. Laurent Greg Devorski, Derek Nansen |
| Miller           | Gardiens                                                                       | Crawford            | | Arbitrage : Chris Lee, Francois St. Laurent Greg Devorski, Derek Nansen |
| 6 min            | Pénalités                                                                      | 6 min               | | Arbitrage : Chris Lee, Francois St. Laurent Greg Devorski, Derek Nansen |
| 29               | Tirs                                                                           | 30                  | | Arbitrage : Chris Lee, Francois St. Laurent Greg Devorski, Derek Nansen |

| 27 avril | Chicago | 5-1 (1-1, 0-0, 4-0) | Saint-Louis | United Center 22 144 spectateurs |

| Feuille de match | Feuille de match | Feuille de match        | Feuille de match                         | Feuille de match                                                     |
| ---------------- | --- | ----------------------- | ---------------------------------------- | -------------------------------------------------------------------- |
|                  | Bickell (Seabrook, Keith) — 4 min 12 s Toews (Keith, Seabrook) — 40 min 44 s (SN) Sharp (Kane) — 42 min 1 s Shaw (Keith, Rozsíval) — 47 min 30 s Keith (Shaw, Krüger) — 57 min 5 s | 1-0 1-1 2-1 3-1 4-1 5-1 | Oshie (Steen, Bouwmeester) — 16 min 28 s | Arbitrage : Gord Dwyer, Dan O'Halloran David Brisebois, Jonny Murray |
| Crawford         | Gardiens | Miller                  |                                          | Arbitrage : Gord Dwyer, Dan O'Halloran David Brisebois, Jonny Murray |
| 12 min           | Pénalités | 6 min                   |                                          | Arbitrage : Gord Dwyer, Dan O'Halloran David Brisebois, Jonny Murray |
| 27               | Tirs | 36                      |                                          | Arbitrage : Gord Dwyer, Dan O'Halloran David Brisebois, Jonny Murray |

#### Anaheim contre Dallas

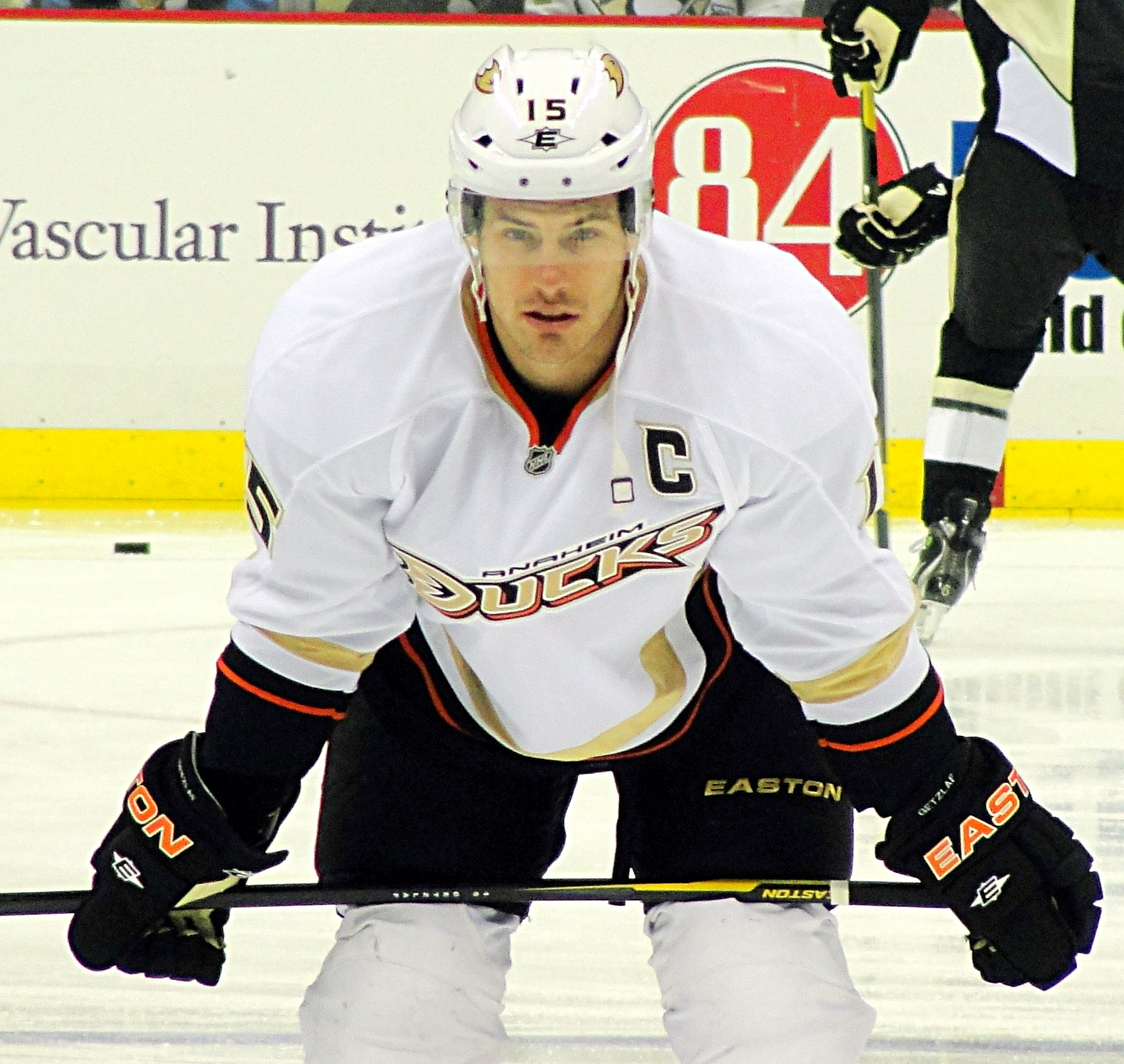
Ryan Getzlaf, capitaine des Ducks et deuxième meilleur pointeur 2013-2014 de la LNH.

Avec 116 points, les Ducks d'Anaheim sont la deuxième meilleure équipe de toute la ligue lors de la saison régulière, un point seulement derrière les Bruins. Première de l'association de l'Ouest, la franchise est menée par Ryan Getzlaf auteur de 87 points, le deuxième plus haut total de points de la LNH derrière Crosby. Avec 43 buts, Corey Perry est le meilleur réalisateur de l'équipe pour cet exercice, également deuxième de la LNH derrière Aleksandr Ovetchkine des Capitals de Washington auteur de 51 buts.
Leurs adversaires pour ce premier tour sont les Stars de Dallas qui prennent la dernière place qualificative pour les séries pour l'association de l'Ouest ; il s'agit de la première apparition de l'équipe depuis six saisons. Tyler Seguin, champion de la Coupe Stanley en 2011 avec Boston, mène désormais l'attaque des Stars et avec 84 points, il est quatrième au total de la saison régulière.
Malgré la différence attendue de niveau entre les deux formations, Anaheim ne remporte le premier match qu'avec un but d'avance. Au milieu du match, ils mènent 4-0 mais petit à petit Dallas revient par trois fois au score mais ne parvient pas à inscrire un quatrième but synonyme de prolongation. Dallas commnce mieux le deuxième match en inscrivant le premier but de la partie par l'intermédiaire d'Alex Chiasson mais ils ne parviennent pas à concrétiser et laissent les Ducks revenir au score. D'abord par l'intermédiaire du capitaine, Getzlaf dont la femme a donné naissance à leur troisième enfant le jour même. Perry inscrit le deuxième but des Ducks, son premier depuis près de trois ans en série, et, à la 45e minute, Andrew Cogliano porte la marque à 3-1 en infériorité numérique. Cinq minutes plus tard, Ryan Garbutt inscrit un deuxième but pour les Stars, mais c'est trop tard pour revenir dans le jeu et les Ducks remportent ainsi un deuxième succès avec un but d'écart.
Les Stars accueillent les Ducks pour le 3e match devant une foule record de 19 120 spectateurs. Il faut attendre la fin du premier tiers-temps pour voir le premier but de la rencontre inscrit par Jamie Benn pour les Stars. En deuxième période, les Ducks perdent leur défenseur Stéphane Robidas qui se fracture la jambe pour la deuxième fois de la saison puis Valeri Nitchouchkine permet à Dallas de prendre deux buts d'avance. Le dernier but du match, toujours à l'actif des Stars, est marqué en troisième période par Garbutt et Dallas remporte le match 3-0 grâce à un blanchissage de Kari Lehtonen qui a effectué 37 arrêts.
Pour le 4e match, Anaheim doit se passer des services de son capitaine Getzlaf, blessé, ainsi que du vétéran Selänne, non sélectionné par son entraîneur. Les Ducks sont les premiers à marquer et après 20 minutes de jeux, ils rentrent aux vestiaires avec une avance de 2 buts. Les Stars, bien que devant jouer à cinq défenseurs à la suite de la blessure de Patrik Nemeth, reviennent rapidement au score, après 27 secondes de jeu dans la 2e période puis égalisent 6 minutes plus tard. Lors du 3e tiers-temps, ils marquent un 3e et un 4e but en moins d'une minute 30. Ce 4e but provoque la sortie du gardien d'Anaheim Andersen qui a arrêté 20 tirs sur 24 et qui est remplacé par Hiller ; ce dernier ne subit ensuite qu'un seul tir, qu'il arrête, lors des 10 minutes 34 qu'il joue. Le score n'évolue ensuite plus et des bagarres éclatent en fin de match ; les deux équipes terminent avec 47 minutes de pénalité contre les Ducks et 35 contre les Stars qui égalisent à 2-2 dans la série.
La première période du cinquième match se solde sur le score de 2-1 pour les Ducks puis de 3-2 vingt minutes plus tard. Cependant, au début du dernier tiers-temps, les Ducks inscrivent trois buts en sept minutes pour écraser les Stars 6-2. Au cours de cette soirée, Getzlaf, de retour au jeu, compte un but et deux aides pour devenir le meilleur pointeur de l'équipe en série en passant devant Selänne. En fin de match, les Stars décident de sortir leur gardien titulaire Lehtonen pour faire jouer leur gardien remplaçant, Timothy Thomas.
Après l'imposante victoire lors du match précédent, les Ducks ont l'occasion de se qualifier sur la patinoire des Stars. Dallas marque en premier puis augmente son avance en supériorité numérique. Anaheim réduit l'écart également avec l'avantage d'un joueur mais les Stars reprennent deux buts d'avance en toute fin de 1re période pour mener 3-1. Un but de Lovejoy ramène les Ducks à 1 but des Stars mais Daley marque pour ces derniers et leur redonne 2 buts de marge. Ce 4e but des Stars entraîne, comme lors du 4e match, la sortie d'Andersen au profit d'Hiller. Les Stars commencent donc le 3e tiers-temps avec 2 buts d'avance, avance qu'ils conservent jusqu'à 2 minutes 10 du terme où Bonino permet aux Ducks de revenir à 1 but alors qu'Hiller a été remplacé par un attaquant supplémentaire. Toujours sans Hiller, Anaheim marque à nouveau à 27 secondes de la fin du match et égalise à 4-4. Le match se décide alors en prolongation et après 2 minutes 47, Bonino marque son deuxième but du match qui permet aux Ducks de se qualifier pour les demi-finales d'association.
| 16 avril | Anaheim | 4-3 (3-0, 1-2, 0-1) | Dallas | Honda Center 17 294 spectateurs |

| Feuille de match | Feuille de match | Feuille de match            | Feuille de match | Feuille de match                                                         |
| ---------------- | --- | --------------------------- | --- | ------------------------------------------------------------------------ |
|                  | Palmieri (Bonino, Beauchemin) — 1 min 53 s Getzlaf (Beleskey, Perry) — 12 min 49 s Perreault (Maroon, Getzlaf) — 19 min 30 s (SN) Beleskey (Beauchemin, Selänne) — 29 min 4 s (SN) - | 1-0 2-0 3-0 4-0 4-1 4-2 4-3 | - Ja. Benn (Sceviour, Chiasson) — 36 min 36 s (SN) Sceviour (Eakin, Jo. Benn) — 38 min 9 s Seguin (Daley, Nitchouchkine) — 53 min 53 s | Arbitrage : Chris Lee, Francois St. Laurent Lonnie Cameron, Brian Murphy |
| Andersen         | Gardiens | Lehtonen                    | | Arbitrage : Chris Lee, Francois St. Laurent Lonnie Cameron, Brian Murphy |
| 10 min           | Pénalités | 10 min                      | | Arbitrage : Chris Lee, Francois St. Laurent Lonnie Cameron, Brian Murphy |
| 35               | Tirs | 35                          | | Arbitrage : Chris Lee, Francois St. Laurent Lonnie Cameron, Brian Murphy |

| 18 avril | Anaheim | 3-2 (1-1, 1-0, 1-1) | Dallas | Honda Center 17 426 spectateurs |

| Feuille de match | Feuille de match                                                                   | Feuille de match    | Feuille de match                                                                            | Feuille de match                                                        |
| ---------------- | ---------------------------------------------------------------------------------- | ------------------- | ------------------------------------------------------------------------------------------- | ----------------------------------------------------------------------- |
|                  | - Getzlaf — 17 min 14 s Perry — 36 min 15 s Cogliano (Getzlaf) — 45 min 9 s (IN) - | 0-1 1-1 2-1 3-1 3-2 | Chiasson (Ja. Benn, Goligoski) — 7 min 40 s (SN) - Garbutt (Horcoff, Roussel) — 49 min 58 s | Arbitrage : Brad Watson, Justin St. Pierre Lonnie Cameron, Brian Murphy |
| Andersen         | Gardiens                                                                           | Lehtonen            |                                                                                             | Arbitrage : Brad Watson, Justin St. Pierre Lonnie Cameron, Brian Murphy |
| 10 min           | Pénalités                                                                          | 6 min               |                                                                                             | Arbitrage : Brad Watson, Justin St. Pierre Lonnie Cameron, Brian Murphy |
| 19               | Tirs                                                                               | 36                  |                                                                                             | Arbitrage : Brad Watson, Justin St. Pierre Lonnie Cameron, Brian Murphy |

| 21 avril | Dallas | 3-0 (1-0, 1-0, 1-0) | Anaheim | American Airlines Center 19 120 spectateurs |

| Feuille de match | Feuille de match | Feuille de match | Feuille de match | Feuille de match                                                       |
| ---------------- | --- | ---------------- | ---------------- | ---------------------------------------------------------------------- |
|                  | Ja. Benn (Horcoff, Daley) — 19 min 25 s Nitchouchkine (Seguin, Sceviour) — 37 min 15 s Garbutt (Eakin, Roussel) — 47 min 52 s | 1-0 2-0 3-0      |                  | Arbitrage : Brad Meier, Kelly Sutherland David Brisebois, Jonny Murray |
| Lehtonen         | Gardiens | Andersen         |                  | Arbitrage : Brad Meier, Kelly Sutherland David Brisebois, Jonny Murray |
| 26 min           | Pénalités | 32 min           |                  | Arbitrage : Brad Meier, Kelly Sutherland David Brisebois, Jonny Murray |
| 22               | Tirs | 37               |                  | Arbitrage : Brad Meier, Kelly Sutherland David Brisebois, Jonny Murray |

| 23 avril | Dallas | 4-2 (0-2, 2-0, 2-0) | Anaheim | American Airlines Center 18 962 spectateurs |

| Feuille de match | Feuille de match | Feuille de match        | Feuille de match                                                        | Feuille de match                                                   |
| ---------------- | --- | ----------------------- | ----------------------------------------------------------------------- | ------------------------------------------------------------------ |
|                  | Ja. Benn — 20 min 27 s Fiddler (Horcoff, Jo. Benn) — 26 min 33 s Eakin (Roussel, Lehtonen) — 46 min 22 s Goligoski (Fiddler, Horcoff) — 47 min 44 s | 0-1 0-2 1-2 2-2 3-2 4-2 | Allen (Fowler, Cogliano) — 12 min 17 s Maroon (Perreault) — 18 min 16 s | Arbitrage : Steve Kozari, Dean Morton Shane Heyer, Matt MacPherson |
| Lehtonen         | Gardiens | Andersen Hiller         |                                                                         | Arbitrage : Steve Kozari, Dean Morton Shane Heyer, Matt MacPherson |
| 35 min           | Pénalités | 47 min                  |                                                                         | Arbitrage : Steve Kozari, Dean Morton Shane Heyer, Matt MacPherson |
| 26               | Tirs | 23                      |                                                                         | Arbitrage : Steve Kozari, Dean Morton Shane Heyer, Matt MacPherson |

| 25 avril | Anaheim | 6-2 (2-1, 1-1, 3-0) | Dallas | Honda Center 17 334 spectateurs |

| Feuille de match | Feuille de match | Feuille de match                | Feuille de match                                                       | Feuille de match                                                    |
| ---------------- | --- | ------------------------------- | ---------------------------------------------------------------------- | ------------------------------------------------------------------- |
|                  | Bonino (Getzlaf, Perry) — 5 min 32 s (SN) - Rakell (Beauchemin, Sbisa) — 10 min 26 s (SN) Perreault (Getzlaf, Maroon) — 21 min 5 s (SN) - Silfverberg (Cogliano, Koivu) — 41 min 7 s Getzlaf (Perry) — 44 min 30 s Perry (Perreault, Fowler) — 46 min 49 s (SN) | 1-0 1-1 2-1 3-1 3-2 4-2 5-2 6-2 | - Ja. Benn — 10 min (IN) - Horcoff (Fiddler, Jo. Benn) — 28 min 19 s - | Arbitrage : Eric Furlatt, Wes McCauley Michel Cormier, Steve Miller |
| Andersen         | Gardiens | Lehtonen Thomas                 |                                                                        | Arbitrage : Eric Furlatt, Wes McCauley Michel Cormier, Steve Miller |
| 57 min           | Pénalités | 64 min                          |                                                                        | Arbitrage : Eric Furlatt, Wes McCauley Michel Cormier, Steve Miller |
| 23               | Tirs | 36                              |                                                                        | Arbitrage : Eric Furlatt, Wes McCauley Michel Cormier, Steve Miller |

| 27 avril | Dallas | 4-5 (pr) (3-1, 1-1, 0-2, 0-1) | Anaheim | American Airlines Center 19 323 spectateurs |

| Feuille de match | Feuille de match | Feuille de match                            | Feuille de match | Feuille de match                                                  |
| ---------------- | --- | ------------------------------------------- | --- | ----------------------------------------------------------------- |
|                  | Daley (Horcoff) — 5 min 16 s Eakin (Seguin, Goligoski) — 10 min 27 s (SN) - Garbutt (Eakin, Daley) — 19 min 1 s - Daley (Goligoski) — 30 min 33 s - - | 1-0 2-0 2-1 3-1 3-2 4-2 4-3 4-4 4-5         | - Smith-Pelly (Selänne, Rakell) — 17 min 57 s (SN) - Lovejoy (Selänne) — 23 min 55 s - Bonino (Perry, Beleskey) — 57 min 50 s Smith-Pelly (Perry, Beauchemin) — 59 min 36 s Bonino (Cogliano, Maroon) — 62 min 47 s | Arbitrage : Dave Jackson, Dan O'Rourke Steve Miller, Derek Nansen |
| Lehtonen         | Gardiens | Andersen (30 min 33 s) Hiller (30 min 48 s) | | Arbitrage : Dave Jackson, Dan O'Rourke Steve Miller, Derek Nansen |
| 12 min           | Pénalités | 16 min                                      | | Arbitrage : Dave Jackson, Dan O'Rourke Steve Miller, Derek Nansen |
| 24               | Tirs | 30                                          | | Arbitrage : Dave Jackson, Dan O'Rourke Steve Miller, Derek Nansen |

#### San José contre Los Angeles

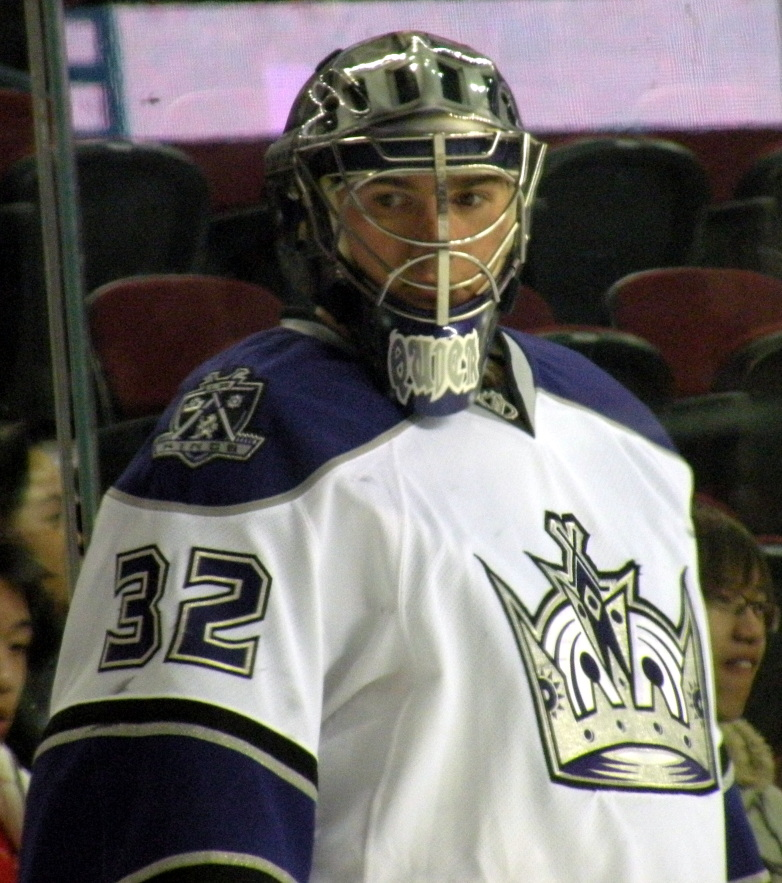
Jonathan Quick encaisse 16 buts en trois matches.

Le derby californien opposant le 2e au 3e de la division Pacifique voit les Sharks de San José accueillir les Kings de Los Angeles. La saison précédente, les deux franchises se sont affrontées en demi-finale d'association, demi-finale que les Kings ont remportée en 7 matches. Cette saison, les deux clubs se sont rencontrés à 5 reprises pour un bilan de 3 victoires à 2 pour les Kings. Les Sharks sont menés par Joe Pavelski qui a marqué 41 buts et 79 points en 82 matches ; Anže Kopitar est le meilleur buteur, passeur et pointeur des Kings avec 29 buts, 41 passes et 70 points, soit 20 points de plus que son dauphin Jeff Carter.
Les Sharks commencent idéalement le premier match en marquant 5 buts consécutifs par cinq joueurs différents : Joe Thornton, Tomáš Hertl, Patrick Marleau, Raffi Torres et Marc-Édouard Vlasic. Le gardien des Kings, Jonathan Quick fait les frais de ce début de match raté et est remplacé par Martin Jones pour la troisième période. Les Kings se reprennent et marquent 3 buts par Jake Muzzin, Viatcheslav Voïnov et Trevor Lewis. Ils décident de faire sortir le gardien au profit d'un joueur supplémentaire pour tenter de revenir au score mais les Sharks profitent de ce filet désert pour marquer un sixième but et remporter le match.
Pour le deuxième match, Quick est de retour devant le but des Kings. Ces derniers entament idéalement le match en menant 2-0 à l'issue de la première période mais ils ne parviennent pas à conserver cet avantage et encaissent 3 buts en 2e période et 4 lors de la période suivante pour perdre le match 7-2. Jonathan Quick, pour sa part, se voit crédité de 12 buts encaissés en seulement 5 périodes de jeu.
Malgré tout, Quick est à nouveau devant les buts pour le 3e match joué à Los Angeles. Les Sharks marquent d'abord en première période puis les Kings prennent l'avantage avant d'être rejoint lors du deuxième tiers-temps qui se termine sur le score de 2 buts partout. Los Angeles reprend l'avantage en tout début de troisième période mais San José égalise à nouveau et le match doit se décider en prolongation. Après 6 minutes 20, Patrick Marleau marque le but de la victoire pour les Sharks et permet à son équipe de mener 3-0 dans la série. Quick, quant à lui, termine le match avec 36 arrêts.
Menés 3-0, les Kings ne peuvent plus se permettre de perdre sous peine d'être éliminés de ces séries. Ils marquent en début de match par Marián Gáborík mais les Sharks égalisent 7,3 secondes avant de rentrer au vestiaire. Justin Williams redonne l'avantage aux Kings mais les Sharks reviennent à nouveau 5 minutes plus tard. Williams marque ensuite son deuxième but puis, 3 minutes plus tard, Tyler Toffoli donne deux buts d'avance à Los Angeles à la fin du deuxième tiers. Dès le retour des vestiaires, Gáborík inscrit lui aussi un doublé qui permet aux Kings de prendre 3 buts d'avance et provoque la sortie de Niemi, remplacé dans les filets des Sharks par Alex Stalock. San José parvient à réduire l'écart mais Los Angeles marque une sixième et dernière fois dans le but déserté par Stalock au profit d'un attaquant supplémentaire et évite l'élimination. Au cours de ce match, 12 joueurs des Kings ont marqué au moins un point alors que 10 seulement l'avaient fait lors des 3 premières rencontres.
Lors du cinquième match, les Kings mènent 2-0 après 13 minutes de jeu. En deuxième période, après 22 secondes de jeu, ils marquent à nouveau et Niemi est encore remplacé par Stalock après avoir encaissé 3 buts en 19 tirs. Stalock ne laisse passer aucun tir mais son vis-à-vis Quick en fait de même en arrêtant 30 tirs et enregistre un blanchissage, le 4e de sa carrière en séries,. Pour le 6e match, l'entraîneur des Sharks décide de changer de gardien ; Stalock, qui a arrêté les 26 tirs auxquels il a fait face lors des deux matchs précédents, commence la rencontre à la place de Niemi. Sa série sans but s'arrête après 5 minutes 39 quand Williams ouvre la marque pour Los Angeles puis San José parvient à égaliser en milieu de deuxième tiers-temps. Les deux équipes se neutralisent ensuite jusqu'à la 52e minute de jeu. Les Kings marquent alors 3 fois en 3 minutes, le premier par Williams encore puis deux fois par Kopitar. Quick termine la partie avec 25 arrêts sur 26 tirs et les Kings égalisent dans la série pour disputer un 7e match décisif.
Le dernier match de la série est joué à San José où Niemi est de retour devant le filet. Après une première période sans but, les joueurs locaux prennent l'avantage dès le début du 2e tiers-temps. Les Kings égalisent grâce à une supériorité numérique puis marquent 2 nouveaux buts pour mener 3-1 alors qu'il ne reste que 15 minutes de match. San José ne parvient pas à revenir au score et finit par faire sortir son gardien au profit d'un attaquant supplémentaire. Los Angeles en profite alors pour marquer 2 nouveaux buts, remporter la victoire 5-1 et se qualifier ainsi pour le 2e tour. Quick, qui avait encaissé 16 buts lors des 3 premiers matchs, n'en a plus accordé ensuite que 5 en 4 matchs.
Dans l'histoire de la LNH, les Kings sont seulement la 4e équipe à se qualifier après avoir perdu les 3 premières rencontres ; ils succèdent aux Maple Leafs de Toronto en 1942, aux Islanders de New York en 1975 et aux Flyers de Philadelphie en 2010.
| 17 avril | San José | 6-3 (3-0, 2-0, 1-3) | Los Angeles | SAP Center at San Jose 17 562 spectateurs |

| Feuille de match | Feuille de match | Feuille de match                    | Feuille de match                                                                        | Feuille de match                                                     |
| ---------------- | --- | ----------------------------------- | --------------------------------------------------------------------------------------- | -------------------------------------------------------------------- |
|                  | Thornton (Pavelski, Burns) — 3 min 6 s Hertl (Sheppard, Wingels) — 19 min 8 s Marleau (Nieto, Sheppard) — 19 min 56 s Torres (Brown, Vlasic) — 32 min 57 s Vlasic (Hertl, Couture) — 36 min 29 s (SN) Burns — 59 min 5 s (CV) | 1-0 2-0 3-0 4-0 5-0 5-1 5-2 5-3 6-3 | Muzzin (Kopitar) — 42 min 1 s Voïnov — 46 min 55 s Lewis (Carter, Regehr) — 53 min 59 s | Arbitrage : Brad Meier, Kelly Sutherland Bryan Pancich, Jay Sharrers |
| Niemi            | Gardiens | Quick Jones                         |                                                                                         | Arbitrage : Brad Meier, Kelly Sutherland Bryan Pancich, Jay Sharrers |
| 10 min           | Pénalités | 10 min                              |                                                                                         | Arbitrage : Brad Meier, Kelly Sutherland Bryan Pancich, Jay Sharrers |
| 33               | Tirs | 34                                  |                                                                                         | Arbitrage : Brad Meier, Kelly Sutherland Bryan Pancich, Jay Sharrers |

| 20 avril | San José | 7-2 (0-2, 3-0, 4-0) | Los Angeles | SAP Center at San Jose 17 562 spectateurs |

| Feuille de match | Feuille de match | Feuille de match                    | Feuille de match                                                   | Feuille de match                                                    |
| ---------------- | --- | ----------------------------------- | ------------------------------------------------------------------ | ------------------------------------------------------------------- |
|                  | Brown (Desjardins) — 24 min 25 s Torres (Desjardins) — 29 min 4 s Braun (Sheppard, Pavelski) — 34 min 45 s Marleau (Nieto, Couture) — 41 min 8 s Pavelski (Boyle, Wingels) — 44 min 7 s Couture (Marleau, Nieto) — 48 min 8 s Thornton (Pavelski, Boyle) — 50 min 6 s (SN) | 0-1 0-2 1-2 2-2 3-2 4-2 5-2 6-2 7-2 | Muzzin (Doughty, Kopitar) — 1 min 51 s Lewis (Carter) — 9 min 33 s | Arbitrage : Gord Dwyer, Dan O'Halloran Michel Cormier, Steve Miller |
| Niemi            | Gardiens | Quick                               |                                                                    | Arbitrage : Gord Dwyer, Dan O'Halloran Michel Cormier, Steve Miller |
| 28 min           | Pénalités | 38 min                              |                                                                    | Arbitrage : Gord Dwyer, Dan O'Halloran Michel Cormier, Steve Miller |
| 40               | Tirs | 26                                  |                                                                    | Arbitrage : Gord Dwyer, Dan O'Halloran Michel Cormier, Steve Miller |

| 22 avril | Los Angeles | 3-4 (pr) (0-1, 2-1, 1-1, 0-1) | San José | Staples Center 18 390 spectateurs |

| Feuille de match | Feuille de match                                                                                               | Feuille de match            | Feuille de match | Feuille de match                                                |
| ---------------- | --- | --------------------------- | --- | --------------------------------------------------------------- |
|                  | Stoll (Toffoli, Doughty) — 24 min 48 s (SN) Gáborík — 27 min 59 s Carter (Kopitar, Doughty) — 40 min 51 s (SN) | 0-1 1-1 2-1 2-2 3-2 3-3 3-4 | Burns (Thornton, Boyle) — 3 min 16 s (SN) Nieto (Demers, Marleau) — 29 min 17 s Hertl (Wingels, Vlasic) — 49 min 17 s Marleau (Hannan) — 66 min 20 s | Arbitrage : Tim Peel, Chris Rooney Michel Cormier, Steve Miller |
| Quick            | Gardiens | Niemi                       | | Arbitrage : Tim Peel, Chris Rooney Michel Cormier, Steve Miller |
| 8 min            | Pénalités | 8 min                       | | Arbitrage : Tim Peel, Chris Rooney Michel Cormier, Steve Miller |
| 31               | Tirs | 40                          | | Arbitrage : Tim Peel, Chris Rooney Michel Cormier, Steve Miller |

| 24 avril | Los Angeles | 6-3 (1-1, 3-1, 2-1) | San José | Staples Center 18 376 spectateurs |

| Feuille de match | Feuille de match | Feuille de match                         | Feuille de match                                                                                                  | Feuille de match                                                        |
| ---------------- | --- | ---------------------------------------- | --- | ----------------------------------------------------------------------- |
|                  | Gáborík (Brown, Voïnov) — 4 min 8 s Williams (Richards, Muzzin) — 23 min 52 s (SN) Williams (Mitchell, Stoll) — 36 min 7 s Toffoli (Martinez, Carter) — 39 min 1 s Gáborík (Kopitar) — 40 min 34 s Brown (Toffoli) — 58 min 32 s (CV) | 1-0 1-1 2-1 2-2 3-2 4-2 5-2 5-3 6-3      | Sheppard (Hannan, Hertl) — 19 min 52 s Nieto (Marleau) — 28 min 25 s Pavelski (Marleau, Boyle) — 51 min 36 s (SN) | Arbitrage : Francis Charron, Paul Devorski Steve Barton, Pierre Racicot |
| Quick            | Gardiens | Niemi (40 min 3 s) Stalock (17 min 46 s) | | Arbitrage : Francis Charron, Paul Devorski Steve Barton, Pierre Racicot |
| 36 min           | Pénalités | 38 min                                   | | Arbitrage : Francis Charron, Paul Devorski Steve Barton, Pierre Racicot |
| 31               | Tirs | 39                                       | | Arbitrage : Francis Charron, Paul Devorski Steve Barton, Pierre Racicot |

| 26 avril | San José | 0-3 (0-2, 0-1, 0-0) | Los Angeles | SAP Center at San Jose 17 562 spectateurs |

| Feuille de match                          | Feuille de match | Feuille de match | Feuille de match                                                                                                   | Feuille de match                                                       |
| ----------------------------------------- | ---------------- | ---------------- | --- | ---------------------------------------------------------------------- |
|                                           |                  | 0-1 0-2 0-3      | Toffoli (Pearson, Martinez) — 8 min 9 s Kopitar (Brown) — 12 min 52 s Carter (Gáborík, Doughty) — 20 min 22 s (SN) | Arbitrage : Marc Joannette, Kevin Pollock Shane Heyer, Matt MacPherson |
| Niemi (20 min 22 s) Stalock (39 min 16 s) | Gardiens         | Quick            | | Arbitrage : Marc Joannette, Kevin Pollock Shane Heyer, Matt MacPherson |
| 12 min                                    | Pénalités        | 12 min           | | Arbitrage : Marc Joannette, Kevin Pollock Shane Heyer, Matt MacPherson |
| 30                                        | Tirs             | 41               | | Arbitrage : Marc Joannette, Kevin Pollock Shane Heyer, Matt MacPherson |

| 28 avril | Los Angeles | 4-1 (1-0, 0-1, 3-0) | San José | Staples Center 18 384 spectateurs |

| Feuille de match | Feuille de match | Feuille de match    | Feuille de match                             | Feuille de match                                                         |
| ---------------- | --- | ------------------- | -------------------------------------------- | ------------------------------------------------------------------------ |
|                  | Williams (Doughty, Muzzin) — 5 min 39 s - Williams (Regehr, Kopitar) — 51 min 56 s Kopitar (Williams, King) — 53 min 27 s Kopitar (Doughty, Martinez) — 54 min 42 s (SN) | 1-0 1-1 2-1 3-1 4-1 | - Sheppard (Braun, Torres) — 32 min 26 s - - | Arbitrage : Chris Lee, Francois St. Laurent Steve Barton, Pierre Racicot |
| Quick            | Gardiens | Stalock             |                                              | Arbitrage : Chris Lee, Francois St. Laurent Steve Barton, Pierre Racicot |
| 44 min           | Pénalités | 54 min              |                                              | Arbitrage : Chris Lee, Francois St. Laurent Steve Barton, Pierre Racicot |
| 30               | Tirs | 26                  |                                              | Arbitrage : Chris Lee, Francois St. Laurent Steve Barton, Pierre Racicot |

| 30 avril | San José | 1-5 (0-0, 1-2, 0-3) | Los Angeles | SAP Center at San Jose 17 562 spectateurs |

| Feuille de match | Feuille de match                      | Feuille de match        | Feuille de match | Feuille de match                                                  |
| ---------------- | ------------------------------------- | ----------------------- | --- | ----------------------------------------------------------------- |
|                  | Irwin (Hertl, Sheppard) — 20 min 28 s | 1-0 1-1 1-2 1-3 1-4 1-5 | Doughty (Carter, Gáborík) — 24 min 57 s (SN) Kopitar (Williams, Clifford) — 38 min 39 s Toffoli (Pearson, Muzzin) — 44 min 40 s Brown (Kopitar) — 57 min 53 s (CV) Pearson (Lewis) — 59 min 12 s (CV) | Arbitrage : Dave Jackson, Dan O'Rourke Brian Murphy, Jonny Murray |
| Niemi            | Gardiens                              | Quick                   | | Arbitrage : Dave Jackson, Dan O'Rourke Brian Murphy, Jonny Murray |
| 6 min            | Pénalités                             | 12 min                  | | Arbitrage : Dave Jackson, Dan O'Rourke Brian Murphy, Jonny Murray |
| 40               | Tirs                                  | 30                      | | Arbitrage : Dave Jackson, Dan O'Rourke Brian Murphy, Jonny Murray |

### Demi-finales d'association

#### Boston contre Montréal

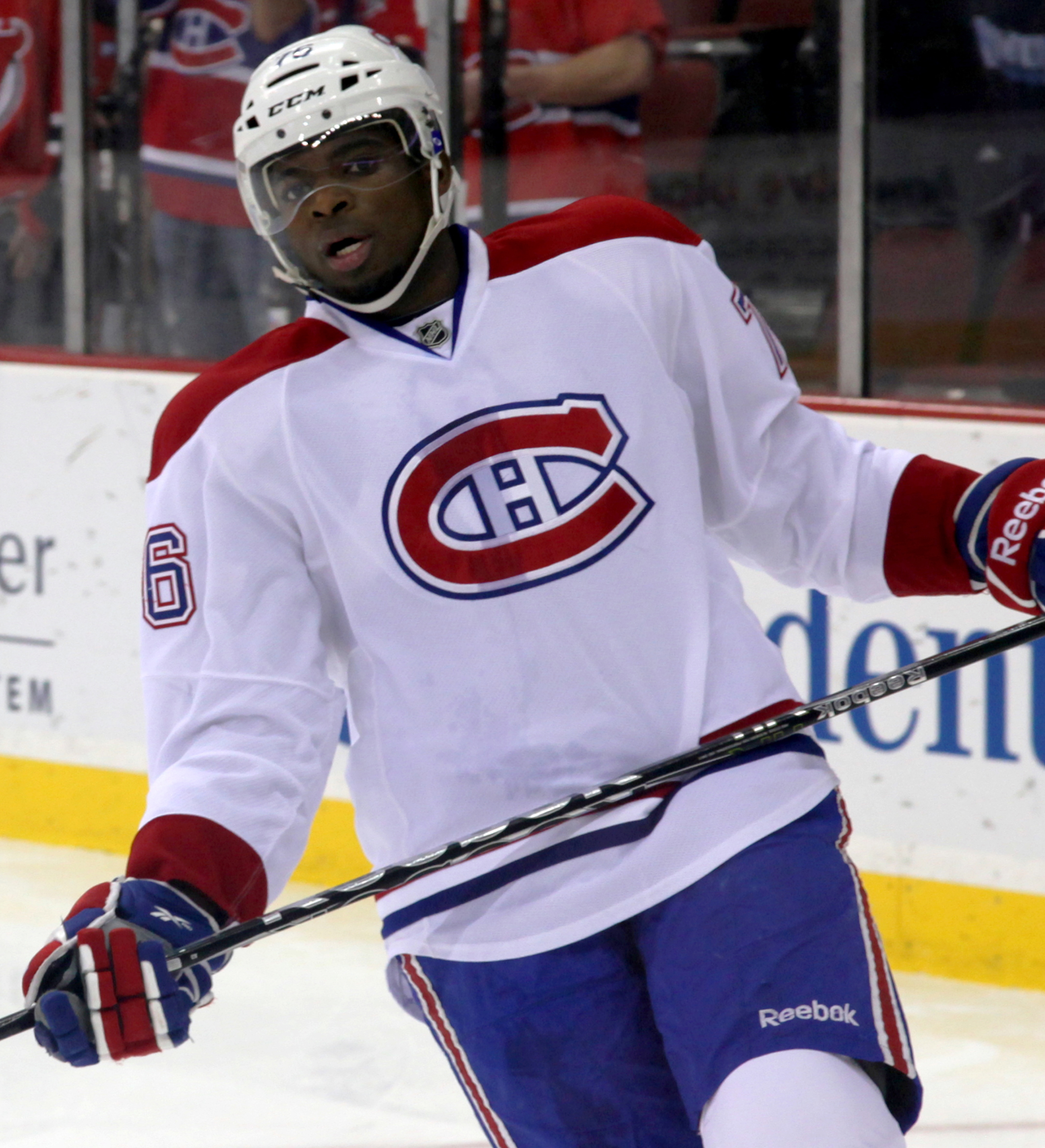
Pernell Karl Subban auteur de sept points contre les Bruins au cours de cette série.

Les Canadiens, premiers qualifiés des séries pour les demi-finales, y retrouvent les Bruins pour une série entre deux des plus grands rivaux dans l'histoire de la ligue. C'est ainsi la 34e fois que les deux équipes, membres des six équipes originales de la LNH, se retrouvent en série. Au cours des 33 séries précédentes, 24 ont tourné à l'avantage des joueurs de Montréal dont 18 consécutives entre 1946 et 1987. Pendant la saison régulière, les Canadiens ont remporté 3 des 4 confrontations entre les deux équipes.
Lors du premier match joué à Boston, ce sont les Canadiens qui marquent les premiers grâce à Pernell Karl Subban en supériorité numérique. Ils accroissent leur avance et mènent 2-0 après deux tiers-temps. Mais les Bruins reviennent dans le match en début de 3e période en marquant 2 buts en moins de 4 minutes. Montréal reprend ensuite l'avantage mais les Bruins égalise à nouveau alors qu'il reste moins de 2 minutes à jouer dans le temps réglementaire. La 1re période de prolongation ne donne rien et c'est Subban, à nouveau en supériorité numérique à la suite d'une pénalité infligée à Bartkowski, qui marque son deuxième but du match après 84 minutes de jeu et donne la victoire à Montréal. Bien qu'ayant remporté la rencontre, les Canadiens ont été dominés dans plusieurs secteurs du match dont les tirs : les Bruins ont tenté 98 tirs contre 58 à Montréal ; Price a reçu 51 lancés contre 33 à Rask.
Les Bruins réagissent lors du deuxième match de la série sur leur glace en finissant le premier tiers avec une avance d'un but inscrit par Paille. Malgré cette avance, ils subissent le deuxième tiers temps en concédant un premier but dès la reprise du jeu avec un lancer puissant de Weaver. Un deuxième but est inscrit par Montréal à la 38e minute au cours d'une situation où les Bruins ont deux joueurs sur le banc de pénalité contre un pour l'équipe de Montréal. Vanek dévie un lancer de Subban avec la lame de son bâton pour donner un avantage 2-1. Huit minutes plus tard, le même scénario se répète avec un tir du défenseur des Canadiens et une déviation de Vanek juste devant Rask. Les Bruins parviennent à revenir dans le match en inscrivant quatre buts lors des dix dernières minutes de jeu, dont le dernier dans un but laissé vide par Price.
La série se déplace à Montréal pour la troisième rencontre et les joueurs locaux inscrivent deux buts lors du premier tiers-temps pour prendre les devants 2-0. Tomáš Plekanec est le premier à trouver le fond du filet à la suite d'une passe depuis la ligne bleue par Vanek puis Subban, sortant tout juste du banc des pénalités, part en contre pour tromper Rask en face à face et donner l'avantage aux siens. Weise inscrit le troisième but pour Montréal à la mi-match en partant également en échappée à la suite d'une récupération haute du palet. Quelques minutes plus tard, Bergeron inscrit le premier but de Boston de la soirée : il remporte un engagement dans la zone défensive des Canadiens puis dévie un lancer de Krug pour battre Price. Le score n'évolue plus jusqu'aux dernières minutes de match quand Iginla bat Price alors que Rask est déjà sorti de la glace pour donner un attaquant supplémentaire à son équipe. À quelques secondes de la fin du match, Boston remporte un engagement mais Eller presse la défense adverse et parvient à lui voler la rondelle qu'il n'a plus qu'à pousser dans le filet désert. Subban inscrit au cours de ce match deux nouveaux points portant son total personnel à six points contre les Bruins en trois rencontres et 11 au total depuis le début des séries.
Malgré ce bon rendement offensif de Subban, les Canadiens ne parviennent pas à inscrire le moindre but au cours du quatrième match. Les vedettes de cette rencontre sont les gardiens de buts qui réalisent 33 arrêts pour Rask et 34 pour Price. À la fin du temps réglementaire, les deux équipes sont encore dos à dos 0-0 mais après un peu plus d'une minute de jeu dans la première prolongation, Boston inscrit un but. Ce dernier est inscrit par le jeune Matt Fraser, rappelé le matin par les Bruins depuis les Bruins de Providence de la Ligue américaine de hockey.
Les joueurs de Boston prennent les devants dans leur patinoire lors du cinquième match puisqu'ils mènent 3-0 à la mi-match en inscrivant deux buts en supériorité numérique sur deux pénalités récoltées par Plekanec. Cinq minutes avant la fin du deuxième tiers-temps, Gallagher détourne un lancer de Plekanec pour réduire la marque pour les Canadiens également sur un jeu de puissance. Eriksson redonne deux buts d'avance pour les locaux à cinq minutes et le but de Subban deux minutes plus tard ne changera rien. Les Canadiens qui ont mené deux fois la série se retrouvent dans une situation compliquée où ils doivent remporter les deux derniers matchs pour éliminer les Bruins.
Les Canadiens réalisent la moitié du chemin en l'emportant lors de la sixième rencontre de la série. Eller inscrit le premier but de la soirée dès le début du match à la suite d'une pression haute mise sur la défense des Bruins. À la 35e minute, alors que Boston joue depuis un quelque temps dans la zone des Canadiens, Pacioretty profite d'une passe lobée de Nathan Beaulieu derrière la défense des Bruins pour inscrire le deuxième but pour Montréal. En supériorité numérique puis dans un but vide, Vanek inscrit deux buts de plus pour donner la victoire à Montréal 4-0.
Le dernier match de la série se joue sur la patinoire des Bruins mais ce sont les visiteurs qui s'illustrent en premier au bout seulement de deux minutes de jeu et un but de Weise sur une basse devant l'enclave de Rask faite par Brière. À la mi-match, alors que les Canadiens sont installés depuis un peu de temps dans la zone défensive de Boston, Kevan Miller croit réussir à dégager le palet mais ce dernier est arrêté par Desharnais qui trouve Pacioretty seul et démarqué. Pacioretty ne manque pas son tir et donne deux buts d'avance à Montréal. Iginla ouvre le compteur des Bruins avant la fin du deuxième tiers-temps en supériorité numérique et en déviant un lancer de Torey Krug. À moins de trois minutes de la fin de la rencontre, Brendan Gallagher remonte quasiment toute la patinoire sur le côté droit de son équipe avant de donner à Brière juste avant le but. Celui-ci tente un lancer qui est dévié par le capitaine des Bruins, Zdeno Chára, dans son propre but. Finalement après soixante de minutes de jeu, les Canadiens se qualifient pour les demi-finales des séries contre les Rangers de New York. Avec 29 arrêts sur 30 tentatives, Price est élu meilleur joueur de la rencontre.
| 1er mai | Boston | 3-4 (2 pr) (0-1, 0-1, 3-1, 0-0, 0-1) | Montréal | TD Garden 17 565 spectateurs |

| Feuille de match | Feuille de match | Feuille de match            | Feuille de match | Feuille de match                                                       |
| ---------------- | --- | --------------------------- | --- | ---------------------------------------------------------------------- |
|                  | Smith (Marchand, Hamilton) — 42 min 44 s Krug (Lucic, Bergeron) — 46 min 30 s Boychuk (Marchand, Eriksson) — 58 min 2 s | 0-1 0-2 1-2 2-2 2-3 3-3 3-4 | Subban (Markov, Plekanec) — 11 min 23 s (SN) Bourque (Eller) — 23 min 38 s Bouillon (Gionta, Bourque) — 52 min 9 s Subban (Markov, Brière) — 84 min 17 s (SN) | Arbitrage : Marc Joannette, Kevin Pollock Steve Barton, Pierre Racicot |
| Rask             | Gardiens | Price                       | | Arbitrage : Marc Joannette, Kevin Pollock Steve Barton, Pierre Racicot |
| 8 min            | Pénalités | 6 min                       | | Arbitrage : Marc Joannette, Kevin Pollock Steve Barton, Pierre Racicot |
| 51               | Tirs | 33                          | | Arbitrage : Marc Joannette, Kevin Pollock Steve Barton, Pierre Racicot |

| 3 mai | Boston | 5-3 (1-0, 0-2, 4-1) | Montréal | TD Garden 17 565 spectateurs |

| Feuille de match | Feuille de match | Feuille de match                | Feuille de match | Feuille de match                                                    |
| ---------------- | --- | ------------------------------- | --- | ------------------------------------------------------------------- |
|                  | Paille (Soderberg, Meszároš) — 13 min 2 s Hamilton (Marchand, Bergeron) — 50 min 56 s Bergeron (Marchand) — 54 min 17 s Smith (Krug, Chára) — 56 min 28 s Lucic (Krejčí, Miller) — 58 min 54 s (CV) | 1-0 1-1 1-2 1-3 2-3 3-3 4-3 5-3 | Weaver (Plekanec, Gallagher) — 21 min 9 s Vanek (Subban, Pacioretty) — 38 min 9 s (SN) Vanek (Subban, Desharnais) — 46 min 30 s (SN) | Arbitrage : Dave Jackson, Dan O'Rourke Scott Cherrey, Brad Kovachik |
| Rask             | Gardiens | Price                           | | Arbitrage : Dave Jackson, Dan O'Rourke Scott Cherrey, Brad Kovachik |
| 18 min           | Pénalités | 12 min                          | | Arbitrage : Dave Jackson, Dan O'Rourke Scott Cherrey, Brad Kovachik |
| 35               | Tirs | 28                              | | Arbitrage : Dave Jackson, Dan O'Rourke Scott Cherrey, Brad Kovachik |

| 6 mai | Montréal | 4-2 (0-2, 1-1, 1-1) | Boston | Centre Bell 21 273 spectateurs |

| Feuille de match | Feuille de match | Feuille de match        | Feuille de match                                                                   | Feuille de match                                              |
| ---------------- | --- | ----------------------- | ---------------------------------------------------------------------------------- | ------------------------------------------------------------- |
|                  | Plekanec (Vanek, Subban) — 10 min 57 s Subban (Eller, Weise) — 14 min 44 s Weise (Brière, Weaver) — 33 min 52 s - Eller — 59 min 57 s (CV) | 1-0 2-0 3-0 3-1 3-2 4-2 | - Bergeron (Krug, Marchand) — 37 min 48 s Iginla (Meszároš, Lucic) — 57 min 44 s - | Arbitrage : Tim Peel, Chris Rooney Brian Murphy, Jonny Murray |
| Price            | Gardiens | Rask                    |                                                                                    | Arbitrage : Tim Peel, Chris Rooney Brian Murphy, Jonny Murray |
| 2 min            | Pénalités | 2 min                   |                                                                                    | Arbitrage : Tim Peel, Chris Rooney Brian Murphy, Jonny Murray |
| 26               | Tirs | 28                      |                                                                                    | Arbitrage : Tim Peel, Chris Rooney Brian Murphy, Jonny Murray |

| 8 mai | Montréal | 0-1 (pr) (0-0, 0-0, 0-0, 0-1) | Boston | Centre Bell 21 273 spectateurs |

| Feuille de match | Feuille de match | Feuille de match | Feuille de match                          | Feuille de match                                                   |
| ---------------- | ---------------- | ---------------- | ----------------------------------------- | ------------------------------------------------------------------ |
|                  | -                | 0-1              | Fraser (Soderberg, Boychuk) — 61 min 19 s | Arbitrage : Brad Watson, Steve Kozari Steve Miller, Scott Driscoll |
| Price            | Gardiens         | Rask             |                                           | Arbitrage : Brad Watson, Steve Kozari Steve Miller, Scott Driscoll |
| 4 min            | Pénalités        | 2 min            |                                           | Arbitrage : Brad Watson, Steve Kozari Steve Miller, Scott Driscoll |
| 33               | Tirs             | 35               |                                           | Arbitrage : Brad Watson, Steve Kozari Steve Miller, Scott Driscoll |

| 10 mai | Boston | 4-2 (1-0, 2-1, 1-1) | Montréal | TD Garden 17 565 spectateurs |

| Feuille de match | Feuille de match | Feuille de match        | Feuille de match                                                                                   | Feuille de match                                                 |
| ---------------- | --- | ----------------------- | -------------------------------------------------------------------------------------------------- | ---------------------------------------------------------------- |
|                  | Soderberg (Eriksson, Bartkowski) — 13 min 20 s Smith (Hamilton, Soderberg) — 21 min 4 s (SN) Iginla (Krug, Chára) — 21 min 36 s (SN) - Eriksson (Fraser, Soderberg) — 54 min 12 s - | 1-0 2-0 3-0 3-1 4-1 4-2 | - Gallagher (Plekanec, Markov) — 34 min 39 s (SN) - Subban (Pacioretty, Markov) — 57 min 31 s (SN) | Arbitrage : Eric Furlatt, Wes McCauley Jay Sharrers, Shane Heyer |
| Rask             | Gardiens | Price                   | | Arbitrage : Eric Furlatt, Wes McCauley Jay Sharrers, Shane Heyer |
| 12 min           | Pénalités | 10 min                  | | Arbitrage : Eric Furlatt, Wes McCauley Jay Sharrers, Shane Heyer |
| 30               | Tirs | 31                      | | Arbitrage : Eric Furlatt, Wes McCauley Jay Sharrers, Shane Heyer |

| 12 mai | Montréal | 4-0 (1-0, 2-0, 1-0) | Boston | Centre Bell 21 273 spectateurs |

| Feuille de match | Feuille de match | Feuille de match | Feuille de match | Feuille de match                                                       |
| ---------------- | --- | ---------------- | ---------------- | ---------------------------------------------------------------------- |
|                  | Eller — 2 min 11 s Pacioretty (Beaulieu, Weaver) — 35 min 24 s Vanek (Pacioretty, Markov) — 37 min 39 s (SN) Vanek (Desharnais) — 56 min 4 s | 1-0 2-0 3-0 4-0  |                  | Arbitrage : Dan O'Halloran, Kelly Sutherland Derek Amell, Derek Nansen |
| Price            | Gardiens | Rask             |                  | Arbitrage : Dan O'Halloran, Kelly Sutherland Derek Amell, Derek Nansen |
| 20 min           | Pénalités | 24 min           |                  | Arbitrage : Dan O'Halloran, Kelly Sutherland Derek Amell, Derek Nansen |
| 28               | Tirs | 26               |                  | Arbitrage : Dan O'Halloran, Kelly Sutherland Derek Amell, Derek Nansen |

| 14 mai | Boston | 1-3 (0-1, 1-1, 0-1) | Montréal | TD Garden 17 565 spectateurs |

| Feuille de match | Feuille de match                         | Feuille de match | Feuille de match | Feuille de match                                                  |
| ---------------- | ---------------------------------------- | ---------------- | --- | ----------------------------------------------------------------- |
|                  | Iginla (Krug, Krejčí) — 37 min 58 s (SN) | 0-1 0-2 1-2 1-3  | Weise (Brière, Prust) — 2 min 18 s Pacioretty (Desharnais, Gallagher) — 30 min 22 s Brière (Gallagher, Beaulieu) — 57 min 7 s (SN) | Arbitrage : Dave Jackson, Dan O'Rourke Shane Heyer, Brad Kovachik |
| Rask             | Gardiens                                 | Price            | | Arbitrage : Dave Jackson, Dan O'Rourke Shane Heyer, Brad Kovachik |
| 12 min           | Pénalités                                | 8 min            | | Arbitrage : Dave Jackson, Dan O'Rourke Shane Heyer, Brad Kovachik |
| 30               | Tirs                                     | 18               | | Arbitrage : Dave Jackson, Dan O'Rourke Shane Heyer, Brad Kovachik |

#### Pittsburgh contre New York

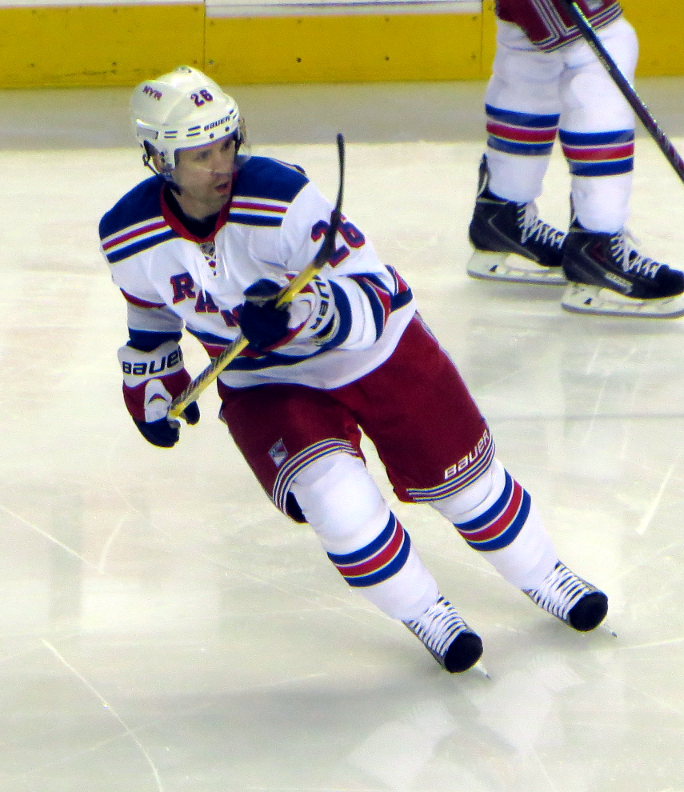
Martin St-Louis rejoint les Rangers en fin de saison.

Les deux meilleures équipes de la division Métropolitaine se retrouvent en demi-finales d'association. C'est la cinquième fois que les deux formations s'affrontent en séries éliminatoires, les quatre éditions précédentes s'étant soldées par la victoire des Penguins qui comptent 16 victoires contre quatre pour les Rangers. La série voit la confrontation entre Crosby et Malkine d'un côté et St-Louis de l'autre ; à eux trois, ils combinent six des dix derniers titres de meilleurs pointeurs de la saison. Au cours de la saison régulière, les deux équipes se sont rencontrées quatre fois avec trois victoires des Rangers contre un succès pour Pittsburgh.
Les Rangers commencent bien la série puisqu'ils inscrivent deux buts sur la patinoire de Pittsburgh dès le premier tiers-temps par Benoît Pouliot puis par Brad Richards. Les Penguins se reprennent lors de la deuxième période puisqu'ils concrétisent deux des 15 lancers qu'ils effectuent. Les deux équipes se séparent après soixante minutes de jeu sur le score de 2-2 mais après seulement trois minutes de prolongation Derick Brassard inscrit le but de la victoire pour les Rangers. Dans un premier temps, les arbitres refusent le but et l'action se poursuivant, Brassard envoie le palet à Pouliot qui trompe Fleury à son tour. À la suite du visionnage du ralenti, le but de Brassard est finalement validé.
Fleury et les Penguins se reprennent lors des deux matchs suivants qu'ils remportent tous les deux par un blanchissage. Ainsi, lors du deuxième match de la série, le 4 mai, il faut attendre la deuxième période pour voir les Penguins ouvrir le score par l'intermédiaire du défenseur Letang à la mi-match. Deux autres buts sont inscrits en fin de rencontre par James Neal puis Malkine dans le but vide pour la victoire 3-0. Le capitaine de Pittsburgh, Crosby, inscrit son premier but des séries le lendemain soir au début du deuxième tiers-temps et dix minutes plus tard Jokinen double la mise. Les Penguins remportent un deuxième succès de rang tout en étant dominé au nombre de lancers 35 à 15.
Les joueurs de Pittsburgh sont une nouvelle fois les premiers à inscrire un but au cours du quatrième match par l'intermédiaire de Malkine qui inscrit un but spectaculaire : le joueur russe est dos au filet quand Crosby lui passe le palet, il pivote sur lui-même et trompe Lundqvist d'un tir du poignet. Les Rangers reviennent au score au début de la deuxième période quand Carl Hagelin parvient enfin à battre Fleury qui n'avait plus accordé de but depuis 145 min 30 s. Pittsburgh finit tout de même la deuxième période en tête grâce à un but préparé par Brian Gibbons pour Brandon Sutter en infériorité numérique. Jokinen marque le troisième but pour Pittsburgh de la soirée à la 47e minute. Zuccarello inscrit un deuxième but pour les Rangers six minutes plus tard mais Kunitz redonne deux buts d'avance pour les Penguins moins d'une minute après et scelle la victoire des Penguins 4-2. Au cours de ce match, la tendance s'est inversée par rapport au match précédent puisque les Penguins ont tiré 27 fois au but contre 15 pour les joueurs du Madison Square Garden.
Lors de la 5e rencontre, et à l'image du 2e match de la série, les Rangers marquent deux buts lors du premier tiers-temps au cours duquel ils tirent 17 fois au but, soit 2 tirs de plus que lors de la totalité du match précédent. New York, qui n'avait pas marqué en supériorité numérique lors des 36 dernières occasions, a arrêté cette séquence record quand Chris Kreider a ouvert la marque à la suite d'une pénalité infligée à Robert Bortuzzo. En 2e période, Pittsburgh réduit l'écart grâce à Malkine qui marque son 3e but de la série mais les Rangers inscrivent deux nouveaux buts en 50 secondes et mènent 4-1 à l'orée du 3e tiers-temps. Les deux équipes se neutralisent ensuite et New York profite finalement de l'absence de Fleury pour marquer un 5e et dernier but à 2 minutes 30 du terme du match,.
La série est de retour dans le Madison Square Garden et les locaux inscrivent rapidement deux buts dans les sept premières minutes de jeu, d'abord par St-Louis puis par Hagelin. À la dixième minute, un arrêt de Fleury de la jambière devant Chris Kreider relance les Penguins alors qu'ils sont menés 11-2 au chapitre des tirs. Il faut attendre la 16e minute pour voir les Penguins inscrire un but par Sutter dévié par John Moore et puis par Klein juste devant Lundqvist. Au cours de la deuxième période, les Rangers inscrivent un troisième but par Brassard alors que les deux formations tirent 11 fois au but chacune. La dernière période voit une domination stérile des Penguins au chapitre des tirs alors que les Rangers s'imposent finalement 3-1 et se procurent la chance de jouer un septième match.
Ce dernier match de la série débute mal pour les Penguins puisqu'au bout de seulement cinq minutes de jeu, Boyle et Derek Dorsett se retrouvent en contre-attaque. Un jeu à trois avec Moore permet à Boyle de se présenter face à Fleury dégagé de tout marquage et d'inscrire le premier but de la soirée. Vingt minutes plus tard, les joueurs de Pittsburgh reviennent au score quand Jokinen qui reprend le rebond sur Lundqvist d'un lancer de Määttä mais moins de trois minutes plus tard, Matt Niskanen prend une pénalité à la suite d'une faute sur Brassard. En infériorité, Gibbons manque un lancer devant les buts et les Rangers partent en contre. Ryan McDonagh tente une passe vers St-Louis positionné près de Fleury, mais la course du palet est arrêtée et St-Louis ne peut pas lancer au but. Il parvient tout de même à remettre le palet dans l'axe des buts à Brad Richards qui inscrit le deuxième but pour les Rangers. La troisième période ne donne rien et finalement après les 60 minutes de ce septième match, les Rangers s'imposent pour la suite des séries.
| 2 mai | Pittsburgh | 2-3 (pr) (0-2, 2-0, 0-0, 0-1) | New York | Consol Energy Center 18 622 spectateurs |

| Feuille de match | Feuille de match                                                             | Feuille de match    | Feuille de match                                                                                       | Feuille de match                                                |
| ---------------- | ---------------------------------------------------------------------------- | ------------------- | --- | --------------------------------------------------------------- |
|                  | Stempniak (Bennett, Goc) — 27 min 15 s Neal (Jokinen, Malkine) — 33 min 28 s | 0-1 0-2 1-2 2-2 2-3 | Pouliot (Girardi) — 5 min 4 s Richards (Hagelin, Girardi) — 17 min 3 s Brassard (Pouliot) — 63 min 6 s | Arbitrage : Brad Watson, Steve Kozari Shane Heyer, Jay Sharrers |
| Fleury           | Gardiens                                                                     | Lundqvist           | | Arbitrage : Brad Watson, Steve Kozari Shane Heyer, Jay Sharrers |
| 8 min            | Pénalités                                                                    | 8 min               | | Arbitrage : Brad Watson, Steve Kozari Shane Heyer, Jay Sharrers |
| 36               | Tirs                                                                         | 27                  | | Arbitrage : Brad Watson, Steve Kozari Shane Heyer, Jay Sharrers |

| 4 mai | Pittsburgh | 3-0 (0-0, 1-0, 2-0) | New York | Consol Energy Center 18 638 spectateurs |

| Feuille de match | Feuille de match | Feuille de match | Feuille de match | Feuille de match                                                  |
| ---------------- | --- | ---------------- | ---------------- | ----------------------------------------------------------------- |
|                  | Letang (Malkine, Kunitz) — 30 min 26 s Jokinen (Neal, Letang) — 56 min 30 s (SN) Malkine (Letang) — 59 min 6 s (CV) | 1-0 2-0 3-0      | - -              | Arbitrage : Eric Furlatt, Wes McCauley Brian Murphy, Jonny Murray |
| Fleury           | Gardiens | Lundqvist        |                  | Arbitrage : Eric Furlatt, Wes McCauley Brian Murphy, Jonny Murray |
| 12 min           | Pénalités | 10 min           |                  | Arbitrage : Eric Furlatt, Wes McCauley Brian Murphy, Jonny Murray |
| 35               | Tirs | 22               |                  | Arbitrage : Eric Furlatt, Wes McCauley Brian Murphy, Jonny Murray |

| 5 mai | New York | 0-2 (0-0, 0-2, 0-0) | Pittsburgh | Madison Square Garden 18 006 spectateurs |

| Feuille de match | Feuille de match | Feuille de match | Feuille de match                                              | Feuille de match                                                          |
| ---------------- | ---------------- | ---------------- | ------------------------------------------------------------- | ------------------------------------------------------------------------- |
|                  |                  | 0-1 0-2          | Crosby (Bortuzzo, Kunitz) — 22 min 34 s Jokinen — 35 min 20 s | Arbitrage : Dan O'Halloran, Kelly Sutherland Steve Barton, Pierre Racicot |
| Lundqvist        | Gardiens         | Fleury           |                                                               | Arbitrage : Dan O'Halloran, Kelly Sutherland Steve Barton, Pierre Racicot |
| 2 min            | Pénalités        | 10 min           |                                                               | Arbitrage : Dan O'Halloran, Kelly Sutherland Steve Barton, Pierre Racicot |
| 35               | Tirs             | 15               |                                                               | Arbitrage : Dan O'Halloran, Kelly Sutherland Steve Barton, Pierre Racicot |

| 7 mai | New York | 2-4 (0-1, 1-1, 1-2) | Pittsburgh | Madison Square Garden 18 006 spectateurs |

| Feuille de match | Feuille de match                                                           | Feuille de match        | Feuille de match | Feuille de match                                                 |
| ---------------- | -------------------------------------------------------------------------- | ----------------------- | --- | ---------------------------------------------------------------- |
|                  | Hagelin (McDonagh) — 25 min 30 s Zuccarello (Stralman, Staal) — 53 min 7 s | 0-1 1-1 1-2 1-3 2-3 2-4 | Malkine (Crosby) — 2 min 31 s Sutter (Gibbons, Letang) — 38 min 27 s (IN) Jokinen (Neal) — 47 min 2 s Kunitz (Malkine, Crosby) — 54 min 4 s | Arbitrage : Dave Jackson, Dan O'Rourke Derek Amell, Derek Nansen |
| Lundqvist        | Gardiens                                                                   | Fleury                  | | Arbitrage : Dave Jackson, Dan O'Rourke Derek Amell, Derek Nansen |
| 6 min            | Pénalités                                                                  | 4 min                   | | Arbitrage : Dave Jackson, Dan O'Rourke Derek Amell, Derek Nansen |
| 15               | Tirs                                                                       | 27                      | | Arbitrage : Dave Jackson, Dan O'Rourke Derek Amell, Derek Nansen |

| 9 mai | Pittsburgh | 1-5 (0-2, 1-2, 0-1) | New York | Consol Energy Center 18 633 spectateurs |

| Feuille de match | Feuille de match                     | Feuille de match        | Feuille de match | Feuille de match                                                |
| ---------------- | ------------------------------------ | ----------------------- | --- | --------------------------------------------------------------- |
|                  | - Malkine (Letang) — 23 min 23 s - - | 0-1 0-2 1-2 1-3 1-4 1-5 | Kreider (McDonagh, Richards) — 9 min 36 s (SN) Brassard (Zuccarello, Pouliot) — 15 min 23 s - Brassard (Stralman, Zuccarello) — 27 min 58 s McDonagh (Zuccarello, Brassard) — 28 min 48 s (SN) Klein (Kreider, Nash) — 57 min 31 s (CV) | Arbitrage : Tim Peel, Chris Rooney Scott Cherrey, Brad Kovachik |
| Fleury           | Gardiens                             | Lundqvist               | | Arbitrage : Tim Peel, Chris Rooney Scott Cherrey, Brad Kovachik |
| 12 min           | Pénalités                            | 14 min                  | | Arbitrage : Tim Peel, Chris Rooney Scott Cherrey, Brad Kovachik |
| 32               | Tirs                                 | 35                      | | Arbitrage : Tim Peel, Chris Rooney Scott Cherrey, Brad Kovachik |

| 11 mai | New York | 3-1 (2-1, 1-0, 0-0) | Pittsburgh | Madison Square Garden 18 006 spectateurs |

| Feuille de match | Feuille de match                                                                                        | Feuille de match | Feuille de match                            | Feuille de match                                                       |
| ---------------- | --- | ---------------- | ------------------------------------------- | ---------------------------------------------------------------------- |
|                  | St-Louis (Stepan, Stralman) — 3 min 34 s Hagelin — 6 min 25 s - Brassard (Pouliot, Klein) — 35 min 30 s | 1-0 2-0 2-1 3-1  | - Sutter (Niskanen, Määttä) — 16 min 56 s - | Arbitrage : Marc Joannette, Kevin Pollock Scott Driscoll, Steve Miller |
| Lundqvist        | Gardiens                                                                                                | Fleury           |                                             | Arbitrage : Marc Joannette, Kevin Pollock Scott Driscoll, Steve Miller |
| 12 min           | Pénalités                                                                                               | 26 min           |                                             | Arbitrage : Marc Joannette, Kevin Pollock Scott Driscoll, Steve Miller |
| 29               | Tirs | 37               |                                             | Arbitrage : Marc Joannette, Kevin Pollock Scott Driscoll, Steve Miller |

| 13 mai | Pittsburgh | 1-2 (0-1, 1-1, 0-0) | New York | Consol Energy Center 18 635 spectateurs |

| Feuille de match | Feuille de match                        | Feuille de match | Feuille de match                                                                   | Feuille de match                                                       |
| ---------------- | --------------------------------------- | ---------------- | ---------------------------------------------------------------------------------- | ---------------------------------------------------------------------- |
|                  | Jokinen (Määttä, Malkine) — 24 min 15 s | 0-1 1-1 1-2      | Boyle (Moore, Dorsett) — 5 min 25 s Richards (St-Louis, Stepan) — 27 min 56 s (SN) | Arbitrage : Marc Joannette, Kevin Pollock Steve Miller, Scott Driscoll |
| Fleury           | Gardiens                                | Lundqvist        |                                                                                    | Arbitrage : Marc Joannette, Kevin Pollock Steve Miller, Scott Driscoll |
| 6 min            | Pénalités                               | 4 min            |                                                                                    | Arbitrage : Marc Joannette, Kevin Pollock Steve Miller, Scott Driscoll |
| 36               | Tirs                                    | 20               |                                                                                    | Arbitrage : Marc Joannette, Kevin Pollock Steve Miller, Scott Driscoll |

#### Chicago contre Minnesota

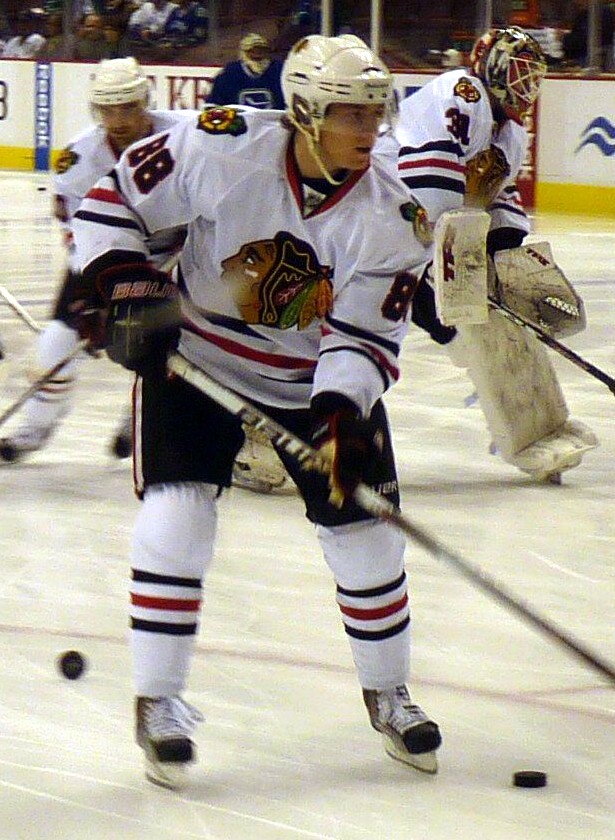
Patrick Kane (ici en 2009) permet aux Blackhawks de Chicago d'éliminer le Wild grâce à un but en prolongation lors du 6e match.

Pour la deuxième année consécutive, les Blackhawks et le Wild se rencontrent en séries éliminatoires. Chicago l'avait emporté en 5 matches au premier tour des séries 2013 avant de remporter plus tard la Coupe Stanley. Minnesota est présent au deuxième tour pour la première fois depuis 2003 alors que Chicago y est présent pour la 6e fois de suite. Cette saison, les deux clubs se sont affrontés à 5 reprises pour un bilan de 3 victoires pour le Wild contre 2 pour les Blackhawks.
Chicago accueille le Wild pour le 1er match et les locaux profitent de deux supériorités numériques pour mener 2-0 à l'issue du deuxième tiers-temps. Le Wild marque ensuite à deux reprises pour égaliser dans la première partie de la 3e période mais Kane redonne rapidement l'avantage à Chicago puis inscrit un doublé 8 minutes plus tard avant que Bickell ne mette un terme au match dans le but vide du Wild.
Pour leur 2e match à domicile, les Blackhawks, qui doivent se passer de leur attaquant Andrew Shaw blessé lors du 1er match, sont encore les premiers à marquer et mènent à nouveau 2-0 à l'issue des 2 premières périodes. Le Wild, tout comme au premier match, réduit l'écart en début de 3e tiers-temps mais, cette fois-ci, il ne peut égaliser. Chicago reprend 2 buts d'avance par Bickell qui marque son troisième point du match puis Saad clôt le score dans le but déserté par le gardien de Minnesota pour donner une avance de 2 matches dans la série aux Blackhawks.
Minnesota reçoit Chicago, toujours privé de Shaw, pour le 3e match de la série. Les deux équipes se neutralisent en début de match et le score est toujours vierge après deux périodes de jeu. Après 1 minute 41 de jeu dans le 3e tiers-temps, le Wild prend l'avantage pour la 1re fois dans un match de la série et moins de 3 minutes plus tard, il accroît son avance grâce à un deuxième lancer consécutif victorieux contre Crawford. Minnesota parvient à conserver son avance et profite même ensuite d'un avantage numérique pour mener 3-0 puis 4-0 alors que le gardien de Chicago a laissé sa place à un attaquant supplémentaire. Grâce au blanchissage de Bryzgalov et à ces 4 buts en 3e période, Minnesota revient à 2-1 dans la série.
Deux jours plus tard, les deux équipes se retrouvent pour le 4e match de la série. Minnesota ouvre le score par l'intermédiaire de Fontaine assisté de Cooke, qui est de retour après ses 7 matchs de suspension, puis Chicago égalise en fin de première période. La première moitié du 2e tiers-temps voit les deux équipes inscrire 3 buts en un peu plus de 3 minutes : Minnesota reprend l'avantage, Chicago égalise à nouveau puis le Wild marque encore et rentre finalement au vestiaire avec un but d'avance. Minnesota marque ensuite le dernier but du match en avantage numérique et égalise à 2-2 dans la série. Cette victoire prolonge l'invincibilité à domicile du Wild qui n'a jamais perdu au Xcel Energy Center lors de ces séries.
Le 11 mai, les deux équipes sont de retour à Chicago pour le 5e match de la série. Lors de la 1re période où Chicago est limité à 6 tirs, le Wild ouvre le score après 16 minutes 33 de jeu. Les Blackhawks attendent le 2e tiers-temps pour égaliser en supériorité numérique puis inscrivent un deuxième but en début de 3e période pour mener 2-1. Le score n'évolue ensuite plus et le Wild est la première équipe du 2e tour des séries 2014 à perdre après avoir inscrit le premier but du match. Les Blackhawks, quant à eux, restent invaincus à domicile lors de ces séries.
Deux jours plus tard, Minnesota accueille à nouveau Chicago. Ces derniers se mettent rapidement en action et inscrivent le premier but après seulement 1 minute 58 de match. Le Wild revient au score en début de 2e période grâce au 2e but d'Haula en 2 matches puis aucune des deux équipes ne parvient à battre le gardien adverse jusqu'à la fin du temps réglementaire. Lors de la prolongation, Kane parvient à battre Bryzgalov à la suite d'un rebond capricieux du palet sur la baie vitrée derrière le filet ; Chicago parvient à battre le Wild sur sa glace, grâce en partie aux 34 arrêts de Crawford, et à se qualifier pour la finale de l'association de l'Ouest.
| 2 mai | Chicago | 5-2 (1-0, 1-0, 3-2) | Minnesota | United Center 22 116 spectateurs |

| Feuille de match | Feuille de match | Feuille de match            | Feuille de match                                                                  | Feuille de match                                                          |
| ---------------- | --- | --------------------------- | --------------------------------------------------------------------------------- | ------------------------------------------------------------------------- |
|                  | Bickell (Seabrook, Hossa) — 14 min 48 s (SN) Hossa (Saad, Leddy) — 31 min 21 s (SN) Kane (Sharp, Seabrook) — 48 min 22 s Kane (Smith, Sharp) — 56 min 47 s Bickell (Toews, Hossa) — 57 min 19 s (SN) | 1-0 2-0 2-1 2-2 3-2 4-2 5-2 | Stoner (Parisé, Pominville) — 42 min 19 s Brodziak (Haula, Heatley) — 46 min 56 s | Arbitrage : Dan O'Halloran, Kelly Sutherland Scott Driscoll, Steve Miller |
| Crawford         | Gardiens | Bryzgalov                   |                                                                                   | Arbitrage : Dan O'Halloran, Kelly Sutherland Scott Driscoll, Steve Miller |
| 6 min            | Pénalités | 8 min                       |                                                                                   | Arbitrage : Dan O'Halloran, Kelly Sutherland Scott Driscoll, Steve Miller |
| 22               | Tirs | 32                          |                                                                                   | Arbitrage : Dan O'Halloran, Kelly Sutherland Scott Driscoll, Steve Miller |

| 4 mai | Chicago | 4-1 (1-0, 1-0, 2-1) | Minnesota | United Center 22 018 spectateurs |

| Feuille de match | Feuille de match | Feuille de match    | Feuille de match                   | Feuille de match                                                    |
| ---------------- | --- | ------------------- | ---------------------------------- | ------------------------------------------------------------------- |
|                  | Toews (Hossa, Bickell) — 11 min 2 s Saad (Bickell, Seabrook) — 39 min 4 s Bickell (Hossa, Hjalmarsson) — 57 min 15 s Saad (Hossa, Hjalmarsson) — 58 min 37 s (CV) | 1-0 2-0 2-1 3-1 4-1 | McCormick (Stoner, Haula) — 42 min | Arbitrage : Kevin Pollock, Marc Joannette Shane Heyer, Jay Sharrers |
| Crawford         | Gardiens | Bryzgalov           |                                    | Arbitrage : Kevin Pollock, Marc Joannette Shane Heyer, Jay Sharrers |
| 2 min            | Pénalités | 4 min               |                                    | Arbitrage : Kevin Pollock, Marc Joannette Shane Heyer, Jay Sharrers |
| 22               | Tirs | 19                  |                                    | Arbitrage : Kevin Pollock, Marc Joannette Shane Heyer, Jay Sharrers |

| 6 mai | Minnesota | 4-0 (0-0, 0-0, 4-0) | Chicago | Xcel Energy Center 19 416 spectateurs |

| Feuille de match | Feuille de match | Feuille de match | Feuille de match | Feuille de match                                                    |
| ---------------- | --- | ---------------- | ---------------- | ------------------------------------------------------------------- |
|                  | Haula (Fontaine, Moulson) — 41 min 41 s Granlund (Pominville, Parisé) — 44 min 18 s Parisé (Suter, Pominville) — 57 min 25 s (SN) Granlund (Niederreiter, Coyle) — 58 min 43 s (CV) | 1-0 2-0 3-0 4-0  |                  | Arbitrage : Eric Furlatt, Wes McCauley Scott Cherrey, Brad Kovachik |
| Bryzgalov        | Gardiens | Crawford         |                  | Arbitrage : Eric Furlatt, Wes McCauley Scott Cherrey, Brad Kovachik |
| 4 min            | Pénalités | 8 min            |                  | Arbitrage : Eric Furlatt, Wes McCauley Scott Cherrey, Brad Kovachik |
| 18               | Tirs | 19               |                  | Arbitrage : Eric Furlatt, Wes McCauley Scott Cherrey, Brad Kovachik |

| 9 mai | Minnesota | 4-2 (1-1, 2-1, 1-0) | Chicago | Xcel Energy Center 19 405 spectateurs |

| Feuille de match | Feuille de match | Feuille de match        | Feuille de match                                                              | Feuille de match                                                 |
| ---------------- | --- | ----------------------- | ----------------------------------------------------------------------------- | ---------------------------------------------------------------- |
|                  | Fontaine (Cooke) — 7 min 24 s Pominville (Suter, Parisé) — 23 min 51 s Niederreiter (Coyle, Spurgeon) — 27 min 12 s Spurgeon (Koivu, Suter) — 43 min 47 s (SN) | 1-0 1-1 2-1 2-2 3-2 4-2 | Sharp (Hossa, Rozsíval) — 19 min 21 s Handzuš (Seabrook, Hossa) — 26 min 28 s | Arbitrage : Dave Jackson, Dan O'Rourke Derek Nansen, Derek Amell |
| Bryzgalov        | Gardiens | Crawford                |                                                                               | Arbitrage : Dave Jackson, Dan O'Rourke Derek Nansen, Derek Amell |
| 4 min            | Pénalités | 10 min                  |                                                                               | Arbitrage : Dave Jackson, Dan O'Rourke Derek Nansen, Derek Amell |
| 31               | Tirs | 20                      |                                                                               | Arbitrage : Dave Jackson, Dan O'Rourke Derek Nansen, Derek Amell |

| 11 mai | Chicago | 2-1 (0-1, 1-0, 1-0) | Minnesota | United Center 22 016 spectateurs |

| Feuille de match | Feuille de match                                                            | Feuille de match | Feuille de match               | Feuille de match                                              |
| ---------------- | --------------------------------------------------------------------------- | ---------------- | ------------------------------ | ------------------------------------------------------------- |
|                  | Bickell (Kane, Sharp) — 29 min 18 s (SN) Toews (Hossa, Sharp) — 44 min 33 s | 0-1 1-1 2-1      | Haula (Spurgeon) — 16 min 33 s | Arbitrage : Chris Rooney, Tim Peel Jonny Murray, Brian Murphy |
| Crawford         | Gardiens                                                                    | Bryzgalov        |                                | Arbitrage : Chris Rooney, Tim Peel Jonny Murray, Brian Murphy |
| 4 min            | Pénalités                                                                   | 6 min            |                                | Arbitrage : Chris Rooney, Tim Peel Jonny Murray, Brian Murphy |
| 28               | Tirs                                                                        | 28               |                                | Arbitrage : Chris Rooney, Tim Peel Jonny Murray, Brian Murphy |

| 13 mai | Minnesota | 1-2 (pr) (0-1, 1-0, 0-0, 0-1) | Chicago | Xcel Energy Center 19 396 spectateurs |

| Feuille de match | Feuille de match                    | Feuille de match | Feuille de match                                           | Feuille de match                                                   |
| ---------------- | ----------------------------------- | ---------------- | ---------------------------------------------------------- | ------------------------------------------------------------------ |
|                  | Haula (Cooke, Stoner) — 22 min 29 s | 0-1 1-1 1-2      | Versteeg — 1 min 58 s Kane (Seabrook, Keith) — 69 min 42 s | Arbitrage : Steve Kozari, Brad Watson Steve Barton, Pierre Racicot |
| Bryzgalov        | Gardiens                            | Crawford         |                                                            | Arbitrage : Steve Kozari, Brad Watson Steve Barton, Pierre Racicot |
| 2 min            | Pénalités                           | 6 min            |                                                            | Arbitrage : Steve Kozari, Brad Watson Steve Barton, Pierre Racicot |
| 35               | Tirs                                | 27               |                                                            | Arbitrage : Steve Kozari, Brad Watson Steve Barton, Pierre Racicot |

#### Anaheim contre Los Angeles

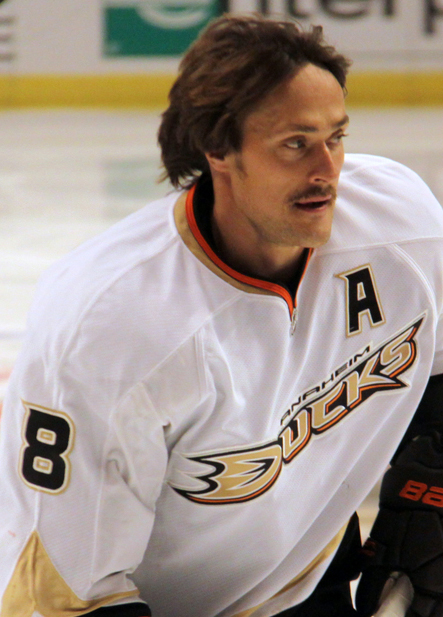
Teemu Selänne (ici avec les Ducks d'Anaheim en 2010) joue ses derniers matchs dans la LNH contre les Kings de Los Angeles qui remportent la série en sept rencontres.

Les deux franchises se rencontrent pour la première fois de leur histoire en séries éliminatoires. Au cours de la saison, elles se sont rencontrées à cinq reprises ; les Kings ont remporté la première confrontation en fusillade puis les Ducks ont remporté les quatre suivantes, y compris un match de la série des stades.
Les Ducks reçoivent les Kings pour le premier match de la série mais ce sont ces derniers qui ouvrent le score en 1re période. Un peu plus de deux minutes plus tard, Anaheim égalise et les deux équipes sont à égalité 1-1 à la fin de la première période. Aucune ne parvient à marquer lors du 2e tiers-temps et les Ducks prennent l'avantage en 3e période et se dirigent vers la victoire quand Los Angeles égalise à 7 secondes de la fin du temps réglementaire grâce à Marián Gáborík. Lors de la période de prolongation, Gáborík marque son deuxième but et son troisième point du match après 12 minutes et permet à son équipe de mener 1-0 dans la série.
Dès le début de la 2e rencontre, Gáborík se signale à nouveau en marquant après seulement 34 secondes de jeu. Les Ducks égalisent en milieu de 1er tiers-temps mais les Kings reprennent l'avantage moins de 3 minutes plus tard. Plus rien n'est ensuite marqué jusqu'à la 59e minute, Quick terminant la partie avec 36 arrêts dont 15 dans la seule 3e période, et Los Angeles profite du filet déserté par le gardien d'Anaheim au profit d'un attaquant supplémentaire pour marquer un 3e et dernier but et mener 2-0 dans la série.
Lors du 3e match, ce sont les Ducks qui marquent les premiers en supériorité numérique après 4 minutes de jeu. Les Kings répliquent également en supériorité en 2e période mais Anaheim reprend l'avantage, toujours avec un avantage d'un joueur, avant la fin du tiers-temps. En milieu de 3e période, le gardien des Ducks, Andersen, se blesse et doit céder sa place à Hiller qui avait joué les deux premières rencontres. Ce dernier Lovejoy marque un 3e but pour Anaheim à 3 minutes de la fin du match et Hiller n'encaisse qu'un seul but à moins d'une minute de la fin du match. Les Ducks remportent la rencontre 3-2 et reviennent à 2 matches à 1 dans la série.
Andersen blessé, Anaheim fait appel au gardien recrue John Gibson qui a disputé 3 matchs avec les Ducks en saison régulière pour le suppléer lors de la 4e rencontre. Anaheim ouvre la marque après 16 minutes de jeu puis inscrit un deuxième but, grâce à une supériorité numérique. Gibson repousse les neuf tirs auxquels il fait face et son équipe rentre au vestiaire en menant 2-0. Lors du 2e tiers-temps, Anaheim ne parvient pas à tirer une seule fois au but mais Gibson repousse à nouveau tous les tirs. En 3e période, les Ducks sont encore dominés, 7 tirs à 3 cette fois-ci. Aucune équipe ne parvient à marquer et les Ducks remportent leur 2e match pour égaliser dans la série grâce au blanchissage de Gibson lors de son premier match en séries éliminatoires. Le dernier gardien recrue à avoir réussi un blanchissage à son premier match en séries était Andrew Raycroft, 10 ans auparavant.
Le cinquième match se joue sur la glace du Honda Center des Ducks et après un peu plus de deux minutes, ce sont les joueurs locaux qui ouvrent le score par Bonino. Lewis réduit l'écart sept minutes plus tard en étant aidé par le défenseur des Ducks, Bryan Allen, qui trompe Gibson. Les deux équipes se séparent sur le score de 1-1 mais au début du deuxième tiers-temps, les joueurs locaux prennent rapidement les devants en inscrivant trois buts, dont deux réalisations par Devante Smith-Pelly en un peu plus d'une minute. Les Ducks profitent alors des erreurs défensives des Kings qui parviennent petit à petit à revenir dans le jeu mais ils finissent tout de même derrière au tableau des buts à la fin de la rencontre avec 39 arrêts réalisés par Gibson sur 42 tirs subis.
Les Ducks ne parviennent pas à profiter de cet avantage et perdent la sixième rencontre sur la glace du Staples Center le 14 mai. Jake Muzzin trompe en premier Gibson à la suite d'une passe d'Anže Kopitar pour donner l'avantage aux Kings 1-0 au premier tiers. Un peu après la mi-match alors que les Kings semblent peiner pour sortir de leur zone Trevor Lewis fait un tir assez lointain sur le gardien des Ducks qui ne tombe pas assez vite à genou et laisse passer la rondelle entre ses genoux. Kyle Palmieri inscrit l'unique but de la partie pour Anaheim une minute plus tard en faisant semblant d'aller au premier poteau puis au dernier moment en contournant le but avant que Quick ne parvienne à changer de position. Comme les deux séries de l'association de l'Est, cette série se prolonge donc pour une septième et dernière date.
Cette dernière rencontre tourne rapidement à l'avantage des Kings qui inscrivent trois buts lors des douze premières minutes de jeu. Kopitar inscrit un quatrième but au début du deuxième tiers-temps ; Bruce Boudreau, entraîneur des Ducks, décide alors de sortir Gibson pour le remplacer par Hiller. Malgré ce changement, le but suivant est inscrit par Gáborík et il faut attendre la 37e minute pour voir les Ducks inscrire leur premier but de la soirée par l'intermédiaire de Palmieri. De retour sur la glace dans le troisième tiers-temps, Perry inscrit un deuxième but pour Anaheim. Mais à la 53e minute, les Kings inscrivent un nouveau but par Pearson et se qualifient pour la suite des séries éliminatoires. À la suite de cette élimination, le joueur vétéran Teemu Selänne met un terme à sa carrière après 21 saisons dans la LNH à presque 44 ans
| 3 mai | Anaheim | 2-3 (pr) (1-1, 0-0, 1-1, 0-1) | Los Angeles | Honda Center 17 393 spectateurs |

| Feuille de match | Feuille de match                                                                | Feuille de match    | Feuille de match | Feuille de match                                             |
| ---------------- | ------------------------------------------------------------------------------- | ------------------- | --- | ------------------------------------------------------------ |
|                  | Beleskey (Getzlaf, Fowler) — 11 min 41 s Selänne (Maroon, Getzlaf) — 48 min 8 s | 0-1 1-1 2-1 2-2 2-3 | Martinez (Gáborík, Kopitar) — 9 min 4 s (SN) Gáborík (Richards, Kopitar) — 59 min 53 s Gáborík (Kopitar, Doughty) — 72 min 7 s | Arbitrage : Tim Peel, Chris Rooney Derek Amell, Derek Nansen |
| Hiller           | Gardiens                                                                        | Quick               | | Arbitrage : Tim Peel, Chris Rooney Derek Amell, Derek Nansen |
| 8 min            | Pénalités                                                                       | 8 min               | | Arbitrage : Tim Peel, Chris Rooney Derek Amell, Derek Nansen |
| 35               | Tirs                                                                            | 36                  | | Arbitrage : Tim Peel, Chris Rooney Derek Amell, Derek Nansen |

| 5 mai | Anaheim | 1-3 (1-2, 0-0, 0-1) | Los Angeles | Honda Center 17 281 spectateurs |

| Feuille de match | Feuille de match                           | Feuille de match | Feuille de match                                                                                           | Feuille de match                                                   |
| ---------------- | ------------------------------------------ | ---------------- | --- | ------------------------------------------------------------------ |
|                  | Maroon (Getzlaf, Fowler) — 9 min 40 s (SN) | 0-1 1-1 1-2 1-3  | Gáborík (Kopitar, Brown) — 34 s Martinez (Toffoli, Pearson) — 12 min 7 s King (Williams) — 59 min 2 s (CV) | Arbitrage : Brad Watson, Steve Kozari Scott Driscoll, Steve Miller |
| Hiller           | Gardiens                                   | Quick            | | Arbitrage : Brad Watson, Steve Kozari Scott Driscoll, Steve Miller |
| 8 min            | Pénalités                                  | 10 min           | | Arbitrage : Brad Watson, Steve Kozari Scott Driscoll, Steve Miller |
| 37               | Tirs                                       | 17               | | Arbitrage : Brad Watson, Steve Kozari Scott Driscoll, Steve Miller |

| 8 mai | Los Angeles | 2-3 (0-1, 1-1, 1-1) | Anaheim | Staples Center 18 622 spectateurs |

| Feuille de match | Feuille de match                                                                      | Feuille de match    | Feuille de match | Feuille de match                                                    |
| ---------------- | ------------------------------------------------------------------------------------- | ------------------- | --- | ------------------------------------------------------------------- |
|                  | Carter (Gáborík, Kopitar) — 24 min 59 s (SN) Richards (Pearson, Carter) — 59 min 29 s | 0-1 1-1 1-2 1-3 2-3 | Perry (Maroon, Getzlaf) — 4 min 6 s (SN) Selänne (Bonino, Lindholm) — 35 min 10 s (SN) Lovejoy (Cogliano) — 57 min 5 s | Arbitrage : Kevin Pollock, Marc Joannette Shane Heyer, Jay Sharrers |
| Quick            | Gardiens                                                                              | Andersen Hiller     | | Arbitrage : Kevin Pollock, Marc Joannette Shane Heyer, Jay Sharrers |
| 8 min            | Pénalités                                                                             | 6 min               | | Arbitrage : Kevin Pollock, Marc Joannette Shane Heyer, Jay Sharrers |
| 31               | Tirs                                                                                  | 22                  | | Arbitrage : Kevin Pollock, Marc Joannette Shane Heyer, Jay Sharrers |

| 10 mai | Los Angeles | 0-2 (0-2, 0-0, 0-0) | Anaheim | Staples Center 18 489 spectateurs |

| Feuille de match | Feuille de match | Feuille de match | Feuille de match                                                                      | Feuille de match                                                          |
| ---------------- | ---------------- | ---------------- | ------------------------------------------------------------------------------------- | ------------------------------------------------------------------------- |
|                  | -                | 0-1 0-2          | Smith-Pelly (Perry, Getzlaf) — 16 min 2 s Getzlaf (Perry, Vatanen) — 18 min 45 s (SN) | Arbitrage : Dan O'Halloran, Kelly Sutherland Steve Barton, Pierre Racicot |
| Quick Jones      | Gardiens         | Gibson           |                                                                                       | Arbitrage : Dan O'Halloran, Kelly Sutherland Steve Barton, Pierre Racicot |
| 6 min            | Pénalités        | 8 min            |                                                                                       | Arbitrage : Dan O'Halloran, Kelly Sutherland Steve Barton, Pierre Racicot |
| 28               | Tirs             | 14               |                                                                                       | Arbitrage : Dan O'Halloran, Kelly Sutherland Steve Barton, Pierre Racicot |

| 12 mai | Anaheim | 4-3 (1-1, 3-1, 0-1) | Los Angeles | Honda Center 17 233 spectateurs |

| Feuille de match | Feuille de match | Feuille de match            | Feuille de match                                                                                                 | Feuille de match                                                    |
| ---------------- | --- | --------------------------- | --- | ------------------------------------------------------------------- |
|                  | Bonino (Winnik) — 2 min 15 s Smith-Pelly (Perreault, Selänne) — 21 min 11 s (SN) Smith-Pelly (Perreault, Selänne) — 22 min 34 s Silfverberg (Cogliano) — 28 min 23 s | 1-0 1-1 2-1 3-1 4-1 4-2 4-3 | Lewis (Williams) — 9 min 12 s Gáborík (Muzzin, Carter) — 38 min 42 s (SN) Gáborík (Brown, Kopitar) — 54 min 12 s | Arbitrage : Dave Jackson, Dan O'Rourke Scott Cherrey, Brad Kovachik |
| Gibson           | Gardiens | Quick                       | | Arbitrage : Dave Jackson, Dan O'Rourke Scott Cherrey, Brad Kovachik |
| 10 min           | Pénalités | 10 min                      | | Arbitrage : Dave Jackson, Dan O'Rourke Scott Cherrey, Brad Kovachik |
| 24               | Tirs | 42                          | | Arbitrage : Dave Jackson, Dan O'Rourke Scott Cherrey, Brad Kovachik |

| 14 mai | Los Angeles | 2-1 (1-0, 1-1, 0-0) | Anaheim | Staples Center 18 519 spectateurs |

| Feuille de match | Feuille de match                                                             | Feuille de match | Feuille de match                | Feuille de match                                                  |
| ---------------- | ---------------------------------------------------------------------------- | ---------------- | ------------------------------- | ----------------------------------------------------------------- |
|                  | Muzzin (Kopitar, Gáborík) — 8 min 16 s Lewis (Williams, Voïnov) — 34 min 4 s | 1-0 2-0 2-1      | Palmieri (Bonino) — 35 min 42 s | Arbitrage : Eric Furlatt, Wes McCauley Brian Murphy, Jonny Murray |
| Quick            | Gardiens                                                                     | Gibson           |                                 | Arbitrage : Eric Furlatt, Wes McCauley Brian Murphy, Jonny Murray |
| 10 min           | Pénalités                                                                    | 8 min            |                                 | Arbitrage : Eric Furlatt, Wes McCauley Brian Murphy, Jonny Murray |
| 23               | Tirs                                                                         | 22               |                                 | Arbitrage : Eric Furlatt, Wes McCauley Brian Murphy, Jonny Murray |

| 16 mai | Anaheim | 2-6 (3-0, 2-1, 1-1) | Los Angeles | Honda Center 17 395 spectateurs |

| Feuille de match                         | Feuille de match                                                                 | Feuille de match                | Feuille de match | Feuille de match                                                   |
| ---------------------------------------- | -------------------------------------------------------------------------------- | ------------------------------- | --- | ------------------------------------------------------------------ |
|                                          | Palmieri (Cogliano, Bonino) — 37 min 2 s Perry (Getzlaf, Lindholm) — 43 min 42 s | 0-1 0-2 0-3 0-4 0-5 1-5 2-5 2-6 | Williams (Richards, Voïnov) — 4 min 30 s (SN) Carter (Gáborík, Toffoli) — 8 min 48 s Richards (King, Clifford, 15) — 12 s Kopitar (Doughty, Clifford) — 22 min 2 s Gáborík (Kopitar, Martinez) — 34 min 8 s (SN) Pearson (Carter, Williams) — 53 min 54 s | Arbitrage : Dan O'Halloran, Wes McCauley Derek Amell, Jonny Murray |
| Gibson (22 min 2 s) Hiller (37 min 58 s) | Gardiens                                                                         | Quick                           | | Arbitrage : Dan O'Halloran, Wes McCauley Derek Amell, Jonny Murray |
| 14 min                                   | Pénalités                                                                        | 8 min                           | | Arbitrage : Dan O'Halloran, Wes McCauley Derek Amell, Jonny Murray |
| 27                                       | Tirs                                                                             | 30                              | | Arbitrage : Dan O'Halloran, Wes McCauley Derek Amell, Jonny Murray |

### Finales d'association

#### Montréal contre New York

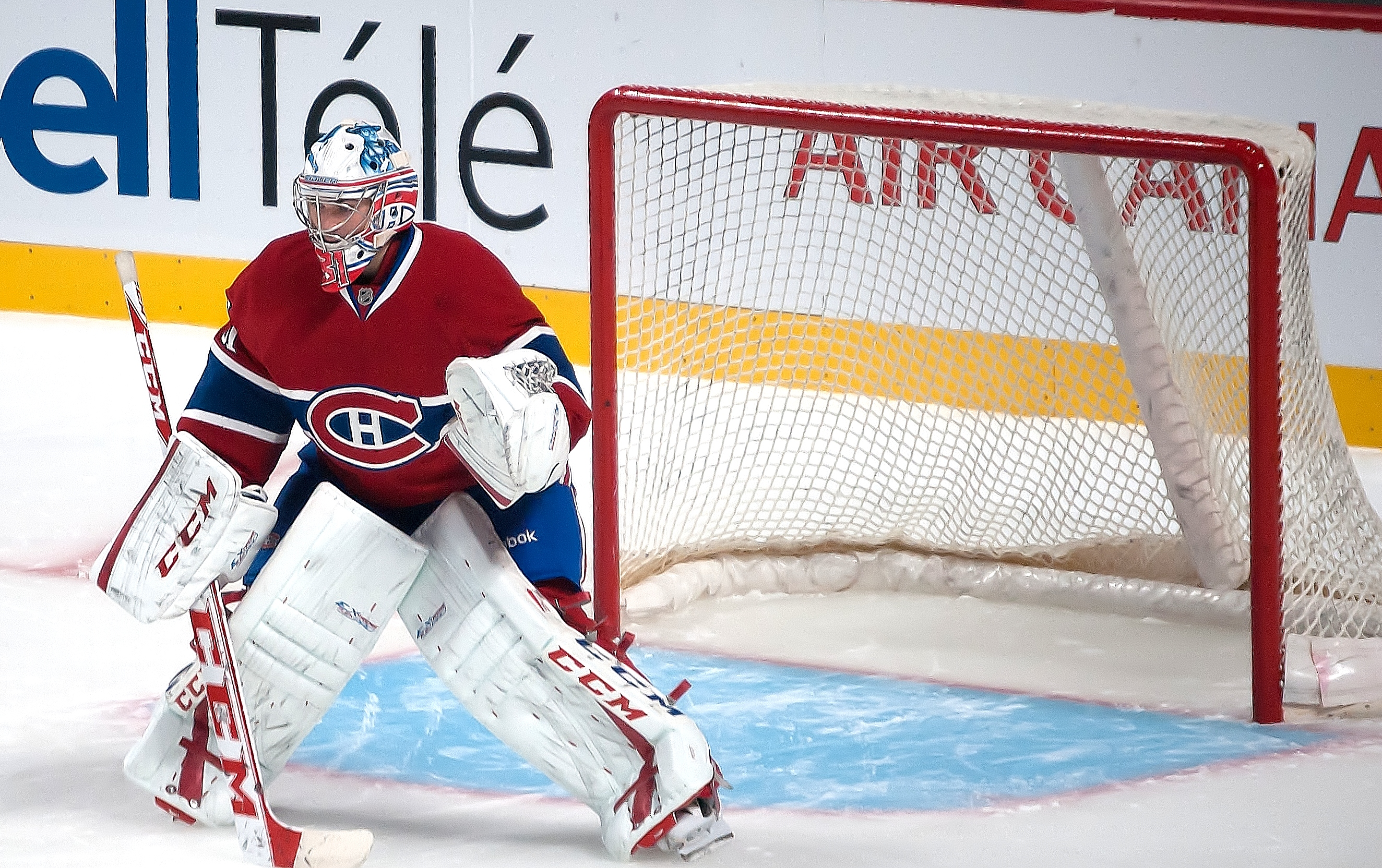
Carey Price, gardien no 1 des Canadiens de Montréal sort sur blessure lors du premier match de la série.

La finale de l'association de l'Est voit l'opposition des Rangers aux Canadiens. Les deux équipes se sont qualifiées en sept rencontres au tour précédent et les Canadiens ont l'avantage de commencer la série à domicile. Il s'agit de la 15e confrontation en série entre les deux formations, la dernière rencontre datant des séries de 1996 avec la victoire des joueurs de New York en six rencontres lors du premier tour. Au cours de la saison 2013-2014, les deux équipes ont été opposées lors de trois matchs qui se sont soldés tous les trois par des blanchissages : deux par Price pour Montréal et un par Cam Talbot pour les Rangers.
Le premier match de la série a lieu le 17 mai sur la patinoire de Montréal mais ce sont les Rangers qui s'imposent en battant sèchement les joueurs locaux sur le score de 7 à 2. Les visiteurs finissent le premier tiers-temps déjà avec deux buts d'avance. À la mi-match, les Canadiens reviennent dans le score par l'intermédiaire de Bourque mais les joueurs de New York inscrivent deux nouveaux buts avant la fin du tiers temps. Ce deuxième tiers-temps est marqué par un choc entre l'ailier des Rangers, Kreider, et le gardien de Montréal, Price. Kreider part au but mais tombe lourdement et ses deux patins viennent taper dans Price qui se tord alors de douleur sous le choc. Le portier de Montréal finit le tiers mais est remplacé pour la dernière période par Peter Budaj. Ce dernier connaît une rentrée difficile avec trois buts rapidement en supériorité numérique des Rangers. Les Canadiens inscrivent un second but par Eller en infériorité numérique et à quelques minutes de la fin du match. Deux jours plus tard, Price est annoncé comme absent pour au moins le reste de la série contre les Rangers.
Michel Therrien, entraîneur des Canadiens, décide de faire jouer le jeune Dustin Tokarski dans les buts à la place de Budaj pour le deuxième match de la série. Il est mis à contribution rapidement dans le match et ce sont les Canadiens qui ouvrent le score par Pacioretty qui inscrit un but à Lundqvist lorsque son palet passe au-dessus de l'épaule du portier des Rangers. 17 secondes plus tard, ces derniers reviennent au score sur un lancer le long de la bande par McDonagh. Quelques minutes avant la fin du tiers, Kreider trouve Nash pour le deuxième but de New York de la soirée. Au début de la deuxième période, c'est au tour de St-Louis de trouver le fond du filet de Tokarski en supériorité numérique. À la fin de la rencontre, Benoît Pouliot effectue une mise en échec par derrière sur Alekseï Iemeline qui sort sur blessure. Les Canadiens ont donc un avantage numérique et jouent le tout pour le tout en faisant sortir Tokarski pour être à 6 contre 4 mais Lundqvist ne laisse pas d'autres rondelles passer sa ligne de but. Le score final est de 3-1 pour les Rangers avec 40 arrêts de leur gardien et une avance 2-0 dans la série gagnée sur la glace de Montréal.
Tokarski est de nouveau titularisé dans les buts pour les Canadiens pour la troisième rencontre de la série. Il est fortement mis à contribution lors du premier tiers-temps en recevant 14 lancers adverses dont un qu'il laisse passer : à la quinzième minute, Carl Hagelin part en échappée et sert St-Louis démarqué au deuxième poteau alors que Tokarski est déjà sur la glace. Le lancer de St-Louis est dévié par Josh Gorges mais Hagelin reprend le palet comme si c'était une balle de baseball et l'envoie au fond du filet des Canadiens. Les visiteurs reviennent au score au début du deuxième tiers-temps : Pacioretty, d'un côté de la patinoire, fait une passe précise à Markov de l'autre côté. Ce dernier contrôle le palet avant de l'envoyer derrière Lundqvist. Les deux équipes échangent les lancers sans parvenir à tromper de nouveau Lundqvist ou Tokarski tout au long du deuxième tiers-temps et d'une grande partie de la dernière période de temps réglementaire. Il faut attendre la 56e minute de jeu pour voir les joueurs de Montréal prendre l'avantage sur une attaque collective contre le portier des Rangers et un but inscrit par Brière. À 30 secondes de la fin du temps réglementaire et alors que Lundqvist a quitté la glace pour laisser sa place à un attaquant supplémentaire, Girardi envoie le palet à Kreider juste devant le but des Canadiens. Kreider dévie légèrement la course de la rondelle qui trompe Tokarski et force les deux équipes à jouer les prolongations. Après moins d'une minute de jeu au cours de la prolongation, les Canadiens entrent dans la zone défensive des Rangers et Galchenyuk prend un rebond laissé par Lundqvist sur un lancer de Plekanec pour trouver le fond du filet et offrir la première victoire de la série à Montréal. Le match est marqué par un nouveau fait de jeu en première période : alors que Derek Stepan sort de sa zone, il est frappé au visage par Brandon Prust et sort sur blessure. Au cours de sa présence suivante sur la glace, Prust reçoit une mise en échec par Daniel Carcillo puis se bat contre Derek Dorsett. Carcillo, retenu par le juge de lignes Scott Driscoll, tente de se libérer. Il reçoit une punition mineure pour sa faute sur Prust, plus une inconduite de partie et le lendemain, la LNH annonce qu'il reçoit 10 matchs de suspension. Pour sa part, Prust est ensuite suspendu 2 matches.

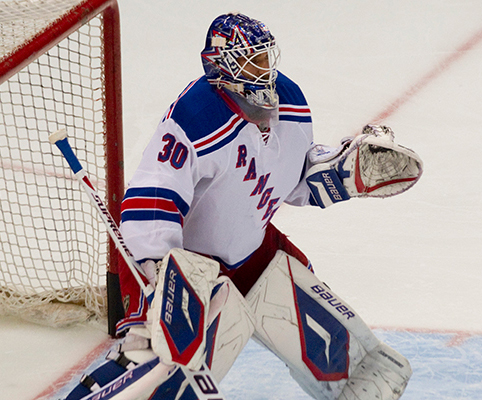
Henrik Lundqvist (gardien des Rangers de New York) offre la victoire aux siens avec un blanchissage 1-0 lors du 6e match.

New York inscrit le premier but lors du quatrième match ; à la 7e minute de jeu Benoit Pouliot reçoit une pénalité de deux minutes mais ce sont quand même les Rangers qui en profitent en infériorité quand Hagelin part en échappée et trompe Tokarski. Vingt minutes plus tard, Bouillon remet les Canadiens dans le match en trompant Lundqvist sur une attaque rapide de Montréal. Juste avant la fin du deuxième tiers-temps, c'est au tour de Brassard de recevoir la rondelle alors qu'il est derrière la défense des Canadiens ; il avance de quelques mètres dans la zone adverse et décroche un lancer puissant qui finit sa course au fond du filet. Dès le début de la troisième période, Dominic Moore reçoit deux minutes de pénalité et Montréal s'installe dans la zone des Rangers. Les Canadiens font tourner le palet depuis la zone bleue jusque derrière les buts de Lundqvist et finalement, Subban récupère le palet qu'il envoie au fond du filet des Rangers. Le score n'évolue plus jusqu'à la fin des soixante minutes du temps réglementaire et les deux équipes entament donc une nouvelle période de prolongation. Au bout de six minutes de prolongation, les Canadiens ne parviennent pas à sortir le palet de la zone et Hagelin récupère le palet à la ligne bleue sur le côté gauche de son équipe. Il transmet ce palet à St-Louis qui est de l'autre côté de la patinoire, prend son temps et ajuste le haut du filet des Canadiens, juste au-dessus de l'épaule de Tokarski.
Au tout début du cinquième match, Kreider reçoit deux minutes de pénalités pour avoir fait trébucher Subban et Galchenyuk en profite pour inscrire le premier but pour les Canadiens avant la deuxième minute. Stepan est de retour dans l'alignement des Rangers à la suite de sa blessure lors du troisième match. C'est lui qui permet aux Rangers de revenir dans le jeu à la 10e minute quand il lance la rondelle dès l'entrée dans la zone défensive de Montréal. Moins de deux minutes plus tard, Plekanec permet aux Canadiens de reprendre l'avantage sur un lancer ressemblant à celui de Stepan. Le début de deuxième tiers-temps voit les Canadiens inscrire deux buts sans réponse dans les six premières minutes par Parcioretty et Bourque. Ce dernier but emmène Alain Vigneault à sortir Lundqvist pour le préserver pour les rencontres futures et à le remplacer par Cam Talbot.  Le changement de gardien réveille les Rangers qui inscrivent à leur tour trois buts. Les deux équipes sont ainsi à égalité à la quinzième minute quand Bourque inscrit son deuxième but de la soirée. L'ailier droit des Canadiens n'a pas pour autant fini sa soirée puisqu'à la 46e minute, il complète son tour du chapeau pour donner deux buts d'avance à Montréal. Vigneault tente le tout pour le tout en sortant rapidement Talbot des buts pour avoir un joueur de plus mais Desharnais en profite à la 56e minute pour inscrit le dernier but de la soirée pour les Canadiens qui s'imposent 7-4.
Les deux équipes se retrouvent pour un sixième match le 29 mai dans l'aréna de New York, le Madison Square Garden. Alors que les Canadiens doivent impérativement remporter le match pour espérer une septième rencontre, ils ne réalisent que cinq lancers en première période. Ce chiffre passe à huit dans le deuxième tiers. Lundqvist réalise un arrêt réflexe de la plaque lors de cette période à la suite d'une attaque de deux joueurs des Canadiens. Deux minutes avant la fin du tiers-temps, Brian Boyle reçoit le palet derrière les buts de Canadiens et il remet à Dominic Moore qui trompe Tokarski. Le dernier tiers-temps ne voit que peu de lancers de la part des Canadiens qui n'effectuent que cinq tirs. Aucun de ces lancers ne parvient à tromper le gardien suédois de New York qui offre la qualification aux siens au terme d'une série de six rencontres.
| 17 mai | Montréal | 2-7 (0-2, 1-2, 1-3) | New York | Centre Bell 21 273 spectateurs |

| Feuille de match              | Feuille de match                                                   | Feuille de match                    | Feuille de match | Feuille de match                                                   |
| ----------------------------- | ------------------------------------------------------------------ | ----------------------------------- | --- | ------------------------------------------------------------------ |
|                               | - Bourque (Gionta, Eller) — 32 min 38 s - Eller — 55 min 22 s (IN) | 0-1 0-2 1-2 1-3 1-4 1-5 1-6 1-7 2-7 | St-Louis (D. Moore, Klein) — 4 min 35 s Zuccarello (McDonagh, D. Moore) — 6 min 27 s - Kreider (Nash, McDonagh) — 38 min 59 s Richards (Zuccarello, Staal) — 39 min 48 s McDonagh (Stepan, Kreider) — 41 min 28 s (SN) Stepan (St-Louis, McDonagh) — 44 min 11 s (SN) Nash (Zuccarello, J. Moore) — 44 min 36 s (SN) - | Arbitrage : Steve Kozari, Brad Watson Steve Barton, Pierre Racicot |
| Price (40 min) Budaj (20 min) | Gardiens                                                           | Lundqvist                           | | Arbitrage : Steve Kozari, Brad Watson Steve Barton, Pierre Racicot |
| 24 min                        | Pénalités                                                          | 6 min                               | | Arbitrage : Steve Kozari, Brad Watson Steve Barton, Pierre Racicot |
| 22                            | Tirs                                                               | 28                                  | | Arbitrage : Steve Kozari, Brad Watson Steve Barton, Pierre Racicot |

| 19 mai | Montréal | 1-3 (1-2, 0-1, 0-0) | New York | Centre Bell 21 273 spectateurs |

| Feuille de match | Feuille de match            | Feuille de match | Feuille de match                                                                                           | Feuille de match                                                    |
| ---------------- | --------------------------- | ---------------- | --- | ------------------------------------------------------------------- |
|                  | Pacioretty — 6 min 14 s - - | 1-0 1-1 1-2 1-3  | - McDonagh — 6 min 31 s Nash (Kreider, Stepan) — 18 min 58 s St-Louis (Stepan, McDonagh) — 28 min 3 s (SN) | Arbitrage : Wes McCauley, Dan O'Halloran Derek Amell, Brad Kovachik |
| Tokarski         | Gardiens                    | Lundqvist        | | Arbitrage : Wes McCauley, Dan O'Halloran Derek Amell, Brad Kovachik |
| 10 min           | Pénalités                   | 12 min           | | Arbitrage : Wes McCauley, Dan O'Halloran Derek Amell, Brad Kovachik |
| 41               | Tirs                        | 30               | | Arbitrage : Wes McCauley, Dan O'Halloran Derek Amell, Brad Kovachik |

| 22 mai | New York | 2-3 (pr) (1-0, 0-1, 1-1, 0-1) | Montréal | Madison Square Garden 18 006 spectateurs |

| Feuille de match | Feuille de match                                                         | Feuille de match    | Feuille de match | Feuille de match                                                       |
| ---------------- | ------------------------------------------------------------------------ | ------------------- | --- | ---------------------------------------------------------------------- |
|                  | Hagelin (St-Louis) — 15 min 18 s Kreider (Girardi, Stepan) — 59 min 31 s | 1-0 1-1 1-2 2-2 2-3 | Markov (Pacioretty, Gallagher) — 23 min 20 s Brière (Vanek, Bourque) — 56 min 58 s Galchenyuk (Plekanec, Gionta) — 61 min 12 s | Arbitrage : Marc Joannette, Kevin Pollock Steve Miller, Scott Driscoll |
| Lundqvist        | Gardiens                                                                 | Tokarski            | | Arbitrage : Marc Joannette, Kevin Pollock Steve Miller, Scott Driscoll |
| 19 min           | Pénalités                                                                | 9 min               | | Arbitrage : Marc Joannette, Kevin Pollock Steve Miller, Scott Driscoll |
| 37               | Tirs                                                                     | 25                  | | Arbitrage : Marc Joannette, Kevin Pollock Steve Miller, Scott Driscoll |

| 25 mai | New York | 3-2 (pr) (1-0, 1-1, 0-1, 1-0) | Montréal | Madison Square Garden 18 006 spectateurs |

| Feuille de match | Feuille de match | Feuille de match    | Feuille de match                                                                                | Feuille de match                                                 |
| ---------------- | --- | ------------------- | ----------------------------------------------------------------------------------------------- | ---------------------------------------------------------------- |
|                  | Hagelin (Boyle, McDonagh) — 7 min 18 s (IN) - Brassard (Girardi, Lundqvist) — 39 min 4 s - St-Louis (Hagelin, Richards) — 66 min 2 s | 1-0 1-1 2-1 2-2 3-2 | - Bouillon (Desharnais, Bourque) — 28 min 8 s - PK. Subban (Markov, Desharnais) — 42 min (SN) - | Arbitrage : Dave Jackson, Dan O'Rourke Shane Heyer, Jonny Murray |
| Lundqvist        | Gardiens | Tokarski            |                                                                                                 | Arbitrage : Dave Jackson, Dan O'Rourke Shane Heyer, Jonny Murray |
| 18 min           | Pénalités | 8 min               |                                                                                                 | Arbitrage : Dave Jackson, Dan O'Rourke Shane Heyer, Jonny Murray |
| 29               | Tirs | 29                  |                                                                                                 | Arbitrage : Dave Jackson, Dan O'Rourke Shane Heyer, Jonny Murray |

| 27 mai | Montréal | 7-4 (2-1, 3-3, 2-0) | New York | Centre Bell 21 273 spectateurs |

| Feuille de match | Feuille de match | Feuille de match                             | Feuille de match | Feuille de match                                                   |
| ---------------- | --- | -------------------------------------------- | --- | ------------------------------------------------------------------ |
|                  | Galchenyuk (Subban, Markov) — 1 min 48 s (SN) - Plekanec (Gionta, Galchenyuk) — 12 min 24 s Parcioretty (Gallagher, Markov) — 23 min 44 s Bourque (Eller, Vanek) — 26 min 54 s - Bourque (Weise, Eller) — 35 min 10 s Bourque (Weise, Markov) — 46 min 33 s Desharnais (Pacioretty) — 55 min 43 s (CV) | 1-0 1-1 2-1 3-1 4-1 4-2 4-3 4-4 5-4 6-4 7-4  | - Stepan (Kreider, Staal) — 10 min 44 s - Nash (McDonagh, Kreider) — 29 min 48 s Stepan (Kreider, Nash) — 32 min 6 s Kreider (McDonagh, Brassard) — 34 min 12 s (SN) - - | Arbitrage : Steve Kozari, Brad Watson Pierre Racicot, Steve Barton |
| Tokarski         | Gardiens | Lundqvist (28 min 58 s) Talbot (26 min 47 s) | | Arbitrage : Steve Kozari, Brad Watson Pierre Racicot, Steve Barton |
| 37 min           | Pénalités | 24 min                                       | | Arbitrage : Steve Kozari, Brad Watson Pierre Racicot, Steve Barton |
| 28               | Tirs | 27                                           | | Arbitrage : Steve Kozari, Brad Watson Pierre Racicot, Steve Barton |

| 29 mai | New York | 1-0 (0-0, 1-0, 0-0) | Montréal | Madison Square Garden 18 006 spectateurs |

| Feuille de match | Feuille de match                     | Feuille de match | Feuille de match | Feuille de match                                                    |
| ---------------- | ------------------------------------ | ---------------- | ---------------- | ------------------------------------------------------------------- |
|                  | Moore (Boyle, McDonagh) — 38 min 7 s | 1-0              |                  | Arbitrage : Wes McCauley, Dan O'Halloran Brad Kovachik, Derek Amell |
| Lundqvist        | Gardiens                             | Tokarski         |                  | Arbitrage : Wes McCauley, Dan O'Halloran Brad Kovachik, Derek Amell |
| 4 min            | Pénalités                            | 8 min            |                  | Arbitrage : Wes McCauley, Dan O'Halloran Brad Kovachik, Derek Amell |
| 32               | Tirs                                 | 18               |                  | Arbitrage : Wes McCauley, Dan O'Halloran Brad Kovachik, Derek Amell |

#### Chicago contre Los Angeles

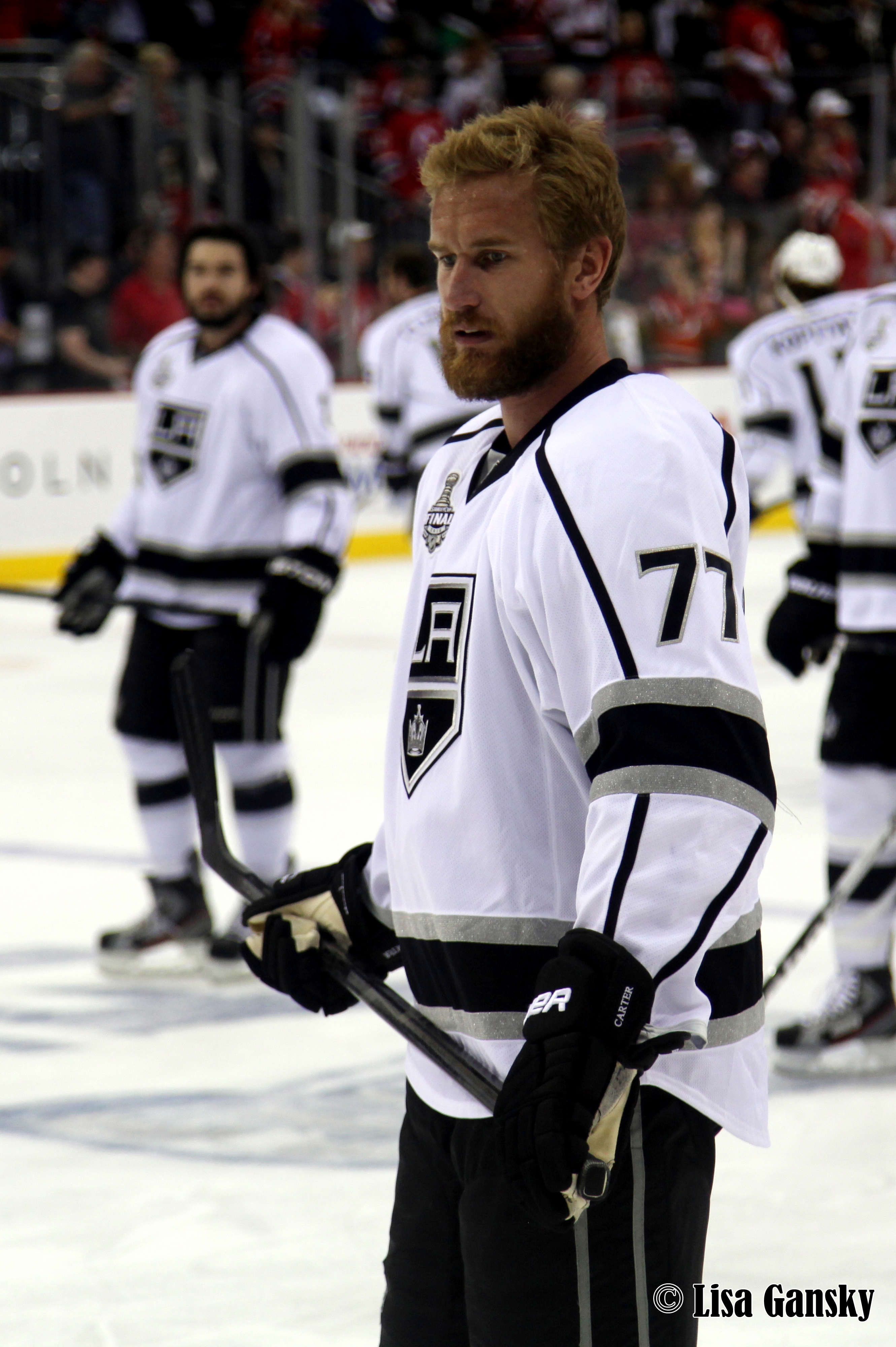
Jeff Carter (ici en 2012) inscrit un coup du chapeau pour les Kings lors du 2e match de la série et la victoire 6-2 contre Chicago.

À l'Ouest, la finale oppose les Kings aux Blackhawks avec une qualification au bout du septième match pour Los Angeles et du sixième pour Chicago. Les deux formations se sont rencontrées à trois reprises au cours de la saison régulière avec trois victoires pour Chicago. Il s'agit de la troisième confrontation entre les deux équipes en séries éliminatoires dont la dernière remonte aux séries précédentes avec une victoire de Chicago 4-1.
Le premier match de la série se joue le 18 mai et Chicago inscrit le premier but à la 14e minute de jeu, deux secondes avant la sortie de pénalité d'Alec Martinez. Les joueurs de Chicago passent la majorité de la pénalité dans la zone défensive des Kings avant que le défenseur Nick Leddy décroche une frappe puissante depuis la ligne bleue. Saad, placé juste devant Quick, détourne la rondelle dans le filet des Kings. La deuxième période voit la réduction du score par Toffoli qui reprend juste devant Crawford une passe de Pearson alors qu'un but est refusé à Toews pour Chicago en raison d'un contact entre Quick et Toews avant que le palet n'ait franchi la ligne de but. À la mi-match, c'est au tour de Keith de faire un lancer en force depuis la ligne bleue ; Quick est une nouvelle fois battu à la suite d'une déviation de son coéquipier Trevor Lewis. Au cours de la troisième période, Los Angeles fait tout pour revenir une nouvelle fois au score mais à quelques minutes de la fin du match, Toews reprend une passe de Johnny Oduya pour porter la marque à 3-1.
Les joueurs de Chicago commencent bien le deuxième match de la série puisqu'ils inscrivent le premier but de la soirée en première période par Leddy puis doublent la marque au tout début de la deuxième période par Smith. Williams permet aux Kings de revenir à 2-1 à la fin du tiers-temps. Le dernier tiers-temps est totalement dominé par les Kings qui inscrivent cinq buts sur 12 lancers sur Crawford dont un coup du chapeau pour Jeff Carter qui compte également une aide pour un total de quatre points lors de la soirée.
Le troisième match de la série, joué à Los Angeles, voit les visiteurs marquer en premier par l'intermédiaire de Toews mais les Kings répliquent 50 secondes après et égalisent. Toews, à nouveau, redonne l'avantage 7 minutes plus tard à Chicago qui mène 2-1 à l'issue de la première période. Après avoir mené 2 fois, les Blackhawks encaissent ensuite 3 buts consécutifs, 2 lors du 2e tiers-temps et 1 lors du 3e, qui permettent aux Kings de mener 4-2 alors qu'il ne reste que 8 minutes à jouer. Chicago bute sur la défense de Los Angeles et ne parvient à marquer un troisième but qu'à 5 secondes de la fin du match, trop tard pour espérer égaliser. Les Kings remportent le match et prennent alors l'avantage 2-1 dans la série,.
Les Kings accueillent à nouveau les Blackhawks pour le 4e match. Ce sont les locaux qui marquent les premiers en avantage numérique après 9 minutes de jeu. 2 minutes 13 plus tard, ils augmentent leur avance puis, encore en supériorité numérique, marquent un 3e but et regagnent les vestiaires sur le score de 3-0. Los Angeles accroît son avance grâce à un 4e but marqué en 2e période avant que Chicago ne réagisse enfin et réduise le score 2 minutes plus tard. Les Blackhawks parviennent à marquer un 2e but lors du 3e tiers-temps mais Tanner Pearson se charge de clore définitivement la rencontre dans le but laissé vide par Crawford et les Kings remportent le match 5-2 pour mener 3-1 dans la série et se retrouver à une victoire de la finale
De retour à Chicago, les Blackhawks sont les premiers à marquer en tout début du 5e match lors d'une supériorité numérique. Ils marquent un 2e but 2 minutes plus tard mais les Kings réduisent l'écart peu avant le milieu du tiers-temps par Gáborík qui, avec ce 11e but en séries, est en tête des buteurs. Chicago reprend 2 buts d'avance peu après mais les Kings répliquent à nouveau et les deux équipes terminent la 1re période sur le score de 3-2 pour les Blackhawks. En 2e période, les Kings dominent les Blackhawks 16 tirs à 11 et marquent 2 buts en 2 minutes pour prendre l'avantage 4-3. Chicago réplique en 3e tiers temps et parvient à égaliser après 1 minute 13. Les deux gardiens repoussent ensuite tous les tirs auxquels ils font face et le temps réglementaire se termine sur un match nul 4-4 qui oblige les deux formations à jouer une prolongation. La 1re prolongation voit les deux équipes se neutraliser et il faut attendre le début de la 2e prolongation pour que le match se termine par un but de Handzuš, sur la 4e passe de la soirée de Kane, qui permet aux Blackhawks de remporter une 2e victoire dans la série et de garder un espoir de qualification,
De retour à Los Angeles, les Kings ont l'occasion de se qualifier pour la 2e fois de suite, cette fois-ci devant leur public lors du 6e match. Ils sont les premiers à marquer par King et mènent 1-0 à l'issue du 1er tiers-temps. Les Blackhawks se reprennent en début de 2e période et marquent deux buts en 1 minute 37, d'abord par Kane en supériorité numérique, puis par Smith et mènent 2-1 à l'orée du 3e tiers-temps. Le début de la 3e période voit les Kings marquer 2 buts, par Doughty et Martinez en un peu plus de 2 minutes et qui reprennent l'avantage 3-2 mais Chicago égalise par Keith sur une passe de Kane peu après le milieu de la période. Kane marque ensuite et inscrit son 3e point dans la partie après avoir marqué 4 points lors du match précédent. Le match se termine sur le score de 4-3 pour les Blackhawks qui égalisent et obligent les Kings à disputer une 7e rencontre décisive à Chicago pour la qualification pour la finale.
Pour la troisième fois des séries, les Kings disputent un 7e match à l'extérieur. Les Blackhawks ouvrent la marque par Saad après 5 minutes 6 de jeu puis Toews donne une avance de 2 buts à son équipe 3 minutes 30 plus tard en supériorité numérique. Carter puis Williams, en 51 secondes, permettent ensuite aux Kings de revenir à la marque mais Sharp redonne un but d'avance à Chicago 12 secondes plus tard. En milieu de 2e période, Los Angeles égalise à nouveau mais Sharp marque le 4e but de Chicago qui rentre au vestiaire en menant 4-3. Lors du 3e tiers-temps, Gáborík marque son 12e but des séries et égalise pour les Kings. Les deux équipes doivent alors disputer une prolongation décisive. Après 5 minutes 47, Martinez marque pour Los Angeles et qualifie les Kings pour la finale de la Coupe Stanley où, cette fois, ils auront l'avantage de la glace face aux Rangers,.
| 18 mai | Chicago | 3-1 (1-0, 1-1, 1-0) | Los Angeles | United Center 21 832 spectateurs |

| Feuille de match | Feuille de match                                                                                               | Feuille de match | Feuille de match                            | Feuille de match                                                       |
| ---------------- | --- | ---------------- | ------------------------------------------- | ---------------------------------------------------------------------- |
|                  | Saad (Leddy, Hossa) — 14 min 46 s (SN) - Keith (Saad, Krüger) — 31 min 54 s Toews (Oduya, Hossa) — 56 min 10 s | 1-0 1-1 2-1 3-1  | - Toffoli (Pearson, Carter) — 24 min 35 s - | Arbitrage : Marc Joannette, Kevin Pollock Scott Driscoll, Steve Miller |
| Crawford         | Gardiens | Quick            |                                             | Arbitrage : Marc Joannette, Kevin Pollock Scott Driscoll, Steve Miller |
| 4 min            | Pénalités | 4 min            |                                             | Arbitrage : Marc Joannette, Kevin Pollock Scott Driscoll, Steve Miller |
| 20               | Tirs | 26               |                                             | Arbitrage : Marc Joannette, Kevin Pollock Scott Driscoll, Steve Miller |

| 21 mai | Chicago | 2-6 (1-0, 1-1, 0-5) | Los Angeles | United Center 22 019 spectateurs |

| Feuille de match | Feuille de match                                                         | Feuille de match                | Feuille de match | Feuille de match                                                 |
| ---------------- | ------------------------------------------------------------------------ | ------------------------------- | --- | ---------------------------------------------------------------- |
|                  | Leddy (Keith) — 14 min 16 s (SN) Smith (Bollig, Oduya) — 21 min 40 s - - | 1-0 2-0 2-1 2-2 2-3 2-4 2-5 2-6 | - Williams (Richards, King) — 38 min 14 s Carter (Doughty, Voïnov) — 41 min 37 s (SN) Muzzin (Martinez, Kopitar) — 44 min 4 s (SN) Toffoli (Pearson, Carter) — 48 min 59 s Carter (Pearson, Greene) — 54 min 44 s Carter — 56 min 29 s (CV) | Arbitrage : Dave Jackson, Dan O'Rourke Shane Heyer, Jonny Murray |
| Crawford         | Gardiens                                                                 | Quick                           | | Arbitrage : Dave Jackson, Dan O'Rourke Shane Heyer, Jonny Murray |
| 10 min           | Pénalités                                                                | 10 min                          | | Arbitrage : Dave Jackson, Dan O'Rourke Shane Heyer, Jonny Murray |
| 25               | Tirs                                                                     | 31                              | | Arbitrage : Dave Jackson, Dan O'Rourke Shane Heyer, Jonny Murray |

| 24 mai | Los Angeles | 4-3 (1-2, 2-0, 1-1) | Chicago | Staples Center 18 374 spectateurs |

| Feuille de match | Feuille de match | Feuille de match            | Feuille de match                                                                              | Feuille de match                                                   |
| ---------------- | --- | --------------------------- | --------------------------------------------------------------------------------------------- | ------------------------------------------------------------------ |
|                  | - Voïnov (Carter, Doughty) — 6 min 16 s (SN) - Carter (Pearson) — 28 min 8 s Toffoli (Carter, Mitchell) — 34 min 19 s Doughty (Muzzin, Williams) — 51 min 57 s - | 0-1 1-1 1-2 2-2 3-2 4-2 4-3 | Toews — 5 min 26 s (IN) - Towes (Rozsíval, Hossa) — 13 min 19 s - Sharp (Leddy) — 59 min 55 s | Arbitrage : Brad Watson, Steve Kozari Steve Barton, Pierre Racicot |
| Quick            | Gardiens | Crawford                    |                                                                                               | Arbitrage : Brad Watson, Steve Kozari Steve Barton, Pierre Racicot |
| 8 min            | Pénalités | 6 min                       |                                                                                               | Arbitrage : Brad Watson, Steve Kozari Steve Barton, Pierre Racicot |
| 32               | Tirs | 27                          |                                                                                               | Arbitrage : Brad Watson, Steve Kozari Steve Barton, Pierre Racicot |

| 26 mai | Los Angeles | 5-2 (3-0, 1-1, 1-1) | Chicago | Staples Center 18 468 spectateurs |

| Feuille de match | Feuille de match | Feuille de match            | Feuille de match                                                     | Feuille de match                                                    |
| ---------------- | --- | --------------------------- | -------------------------------------------------------------------- | ------------------------------------------------------------------- |
|                  | Muzzin (Doughty, Toffoli) — 9 min (SN) Gáborík (Kopitar) — 11 min 13 s Brown (Williams, Muzzin) — 15 min 56 s (SN) Doughty (Kopitar, Williams) — 32 min 43 s - Pearson (Carter) — 58 min 58 s (CV) | 1-0 2-0 3-0 4-0 4-1 4-2 5-2 | - Saad (Rozsíval) — 34 min 3 s Bickell (Kane, Toews) — 49 min 29 s - | Arbitrage : Dan O'Halloran, Wes McCauley Derek Amell, Brad Kovachik |
| Quick            | Gardiens | Crawford                    |                                                                      | Arbitrage : Dan O'Halloran, Wes McCauley Derek Amell, Brad Kovachik |
| 8 min            | Pénalités | 8 min                       |                                                                      | Arbitrage : Dan O'Halloran, Wes McCauley Derek Amell, Brad Kovachik |
| 21               | Tirs | 24                          |                                                                      | Arbitrage : Dan O'Halloran, Wes McCauley Derek Amell, Brad Kovachik |

| 28 mai | Chicago | 5-4 (2 pr) (3-2, 0-2, 1-0, 0-0, 1-0) | Los Angeles | United Center 21 871 spectateurs |

| Feuille de match | Feuille de match | Feuille de match                    | Feuille de match | Feuille de match                                                       |
| ---------------- | --- | ----------------------------------- | --- | ---------------------------------------------------------------------- |
|                  | Seabrook (Toews, Kane) — 1 min 13 s (SN) Oduya (Kane, Shaw) — 3 min 40 s Saad (Shaw, Kane) — 11 min 6 s Smith (Saad, Richards) — 41 min 17 s Handzuš (Saad, Kane) — 82 min 4 s | 1-0 2-0 2-1 3-1 3-2 3-3 3-4 4-4 5-4 | Stoll (King) — 9 min 49 s Gáborík (Kopitar, Brown) — 13 min 16 s Brown (Gáborík) — 31 min 8 s Pearson (Carter, Richards) — 33 min 8 s | Arbitrage : Marc Joannette, Kevin Pollock Steve Miller, Scott Driscoll |
| Crawford         | Gardiens | Quick                               | | Arbitrage : Marc Joannette, Kevin Pollock Steve Miller, Scott Driscoll |
| 6 min            | Pénalités | 8 min                               | | Arbitrage : Marc Joannette, Kevin Pollock Steve Miller, Scott Driscoll |
| 45               | Tirs | 44                                  | | Arbitrage : Marc Joannette, Kevin Pollock Steve Miller, Scott Driscoll |

| 30 mai | Los Angeles | 3-4 (1-0, 0-2, 2-2) | Chicago | Staples Center 18 471 spectateurs |

| Feuille de match | Feuille de match                                                                                             | Feuille de match            | Feuille de match | Feuille de match                                                 |
| ---------------- | --- | --------------------------- | --- | ---------------------------------------------------------------- |
|                  | King (Stoll, Williams) — 17 min 3 s Doughty (Brown, Richards) — 45 min 32 s Martinez (Doughty) — 47 min 38 s | 1-0 1-1 1-2 2-2 3-2 3-3 3-4 | Kane (Toews, Seabrook) — 21 min 12 s (SN) Smith (Sharp, Seabrook) — 22 min 49 s Keith (Kane, Shaw) — 51 min 34 s Kane (Saad, Hjalmarsson) — 56 min 15 s | Arbitrage : Dave Jackson, Dan O'Rourke Jonny Murray, Shane Heyer |
| Quick            | Gardiens | Crawford                    | | Arbitrage : Dave Jackson, Dan O'Rourke Jonny Murray, Shane Heyer |
| 4 min            | Pénalités | 4 min                       | | Arbitrage : Dave Jackson, Dan O'Rourke Jonny Murray, Shane Heyer |
| 29               | Tirs | 25                          | | Arbitrage : Dave Jackson, Dan O'Rourke Jonny Murray, Shane Heyer |

| 1er juin | Chicago | 4-5 (pr) (3-2, 1-1, 0-1, 0-1) | Los Angeles | United Center 22 315 spectateurs |

| Feuille de match | Feuille de match | Feuille de match                    | Feuille de match | Feuille de match                                                     |
| ---------------- | --- | ----------------------------------- | --- | -------------------------------------------------------------------- |
|                  | Saad (Kane, Shaw) — 5 min 6 s Toews (Kane, Seabrook) — 8 min 36 s (SN) - Sharp (Kruger) — 17 min 34 s - Sharp (Saad) — 38 min 25 s (SN) - - | 1-0 2-0 2-1 2-2 3-2 3-3 4-3 4-4 4-5 | - - Carter (Brown, Toffoli) — 16 min 31 s Williams (Voïnov, King) — 17 min 22 s Toffoli (Greene, King) — 30 min 31 s - Gáborík (Brown, Kopitar) — 52 min 43 s Martinez (Williams, Greene) — 65 min 47 s | Arbitrage : Dan O'Halloran, Wes McCauley Scott Driscoll, Shane Heyer |
| Crawford         | Gardiens | Quick                               | | Arbitrage : Dan O'Halloran, Wes McCauley Scott Driscoll, Shane Heyer |
| 4 min            | Pénalités | 10 min                              | | Arbitrage : Dan O'Halloran, Wes McCauley Scott Driscoll, Shane Heyer |
| 41               | Tirs | 32                                  | | Arbitrage : Dan O'Halloran, Wes McCauley Scott Driscoll, Shane Heyer |

### Finale de la Coupe Stanley

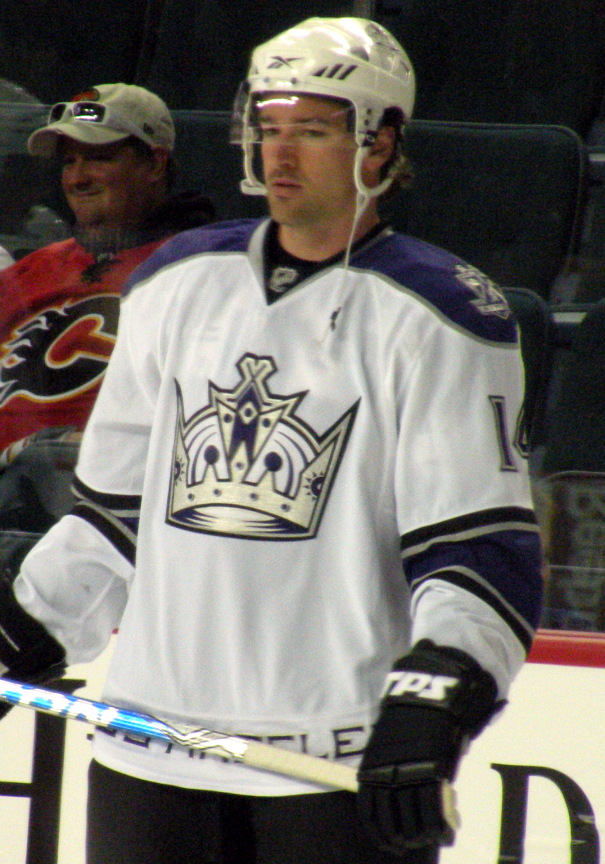
Justin Williams (ici en 2009) remporte la Coupe Stanley avec les Kings et le trophée Conn-Smythe du meilleur joueur des séries.

La finale 2014 de la Coupe Stanley oppose donc les Rangers de New York de l'Association de l'Est aux Kings de Los Angeles de celle de l'Ouest. Les deux formations ne se sont rencontrées que deux fois au cours de la saison régulière avec une victoire de chaque côté, chaque succès étant remporté sur la patinoire de l'autre équipe. La précédente confrontation lors des séries entre les deux franchises remonte aux séries de 1981 avec une victoire pour la ville de New York en quatre rencontres lors du premier tour.
Le premier match de la série se joue le 4 juin dans la patinoire des Kings, le Staples Center. Les dix premières minutes du match voient les deux équipes se neutraliser. Pouliot ouvre le score à la treizième minute en interceptant une passe destinée à Doughty ; l'attaquant des Rangers part en échappée et trompe Quick pour le premier but de la finale. Moins de deux minutes plus tard c'est au tour de Hagelin de se présenter en échappée devant Quick et d'inscrire le deuxième but des Rangers alors que ces derniers sont en infériorité numérique. Avant la fin du tiers temps, Clifford remet les Kings dans la course en lançant la rondelle derrière Lundqvist. À la mi-match, Los Angeles revient au score par un but de Doughty. Le score n'évolue plus jusqu'à la fin des soixante minutes réglementaires même si les joueurs locaux tentent 20 lancers contre 3 lors du dernier tiers. Après 4 minutes de prolongation, Mike Richards sert idéalement Justin Williams qui bat Lundqvist au-dessus de son épaule et permet ainsi à Los Angeles de remporter le premier match.
Le début du deuxième match de la série ressemble à celui de la première rencontre : les deux équipes se neutralisent pendant les 10 premières minutes puis les Rangers inscrivent deux buts avant la fin du tiers-temps d'abord par McDonagh puis Zuccarello. Au tout début de la deuxième période, Stoll remet les Kings dans la course mais 10 minutes plus tard, St-Louis redonne deux buts d'avance aux Rangers en supériorité numérique. Le cinquième but de la soirée est inscrit par Mitchell pour les Kings à la 34e minute de jeu. Onze secondes après le but de Mitchell, Brassard marque un nouveau but pour les Rangers qui finissent le deuxième tiers-temps avec deux buts d'avance, 4-2. Au tout début du troisième tiers-temps, Dwight King se trouve en écran juste devant le gardien des Rangers quand Matt Greene effectue un lancer depuis la ligne bleue. Le palet est dévié par King dans le but de Lundqvist pour redonner l'espoir aux joueurs de Los Angeles. Marián Gáborík, ancien joueur des Rangers, égalise pour les Kings à la 47e minute. Le score reste inchangé jusqu'à la fin du match et une prolongation doit être jouée. Les premières vingt-minutes ne donnent rien ; le but de la victoire pour Los Angeles vient finalement après 90 minutes de jeu quand Brown dévie juste devant Lundqvist un lancer de la ligne bleue effectuée par Mitchell.
Le troisième match est joué au Madison Square Garden qui accueille la finale de la Coupe Stanley pour la première fois depuis 20 ans. Cette fois-ci, les deux équipes se neutralisent pendant la quasi-totalité de la première période mais les Kings parviennent à ouvrir la marque par Jeff Carter alors qu'il ne reste que 7 dixièmes de seconde à jouer. En début de deuxième tiers-temps, les Rangers sont pénalisés à deux reprises et les Kings en profitent pour marquer en supériorité numérique et mener 2-0. Richards marque ensuite un troisième but pour l'équipe visiteuse peu avant la fin de la période et Los Angeles rentre au vestiaire avec 3 buts d'avance. Aucune équipe ne marque ensuite de but lors du troisième tiers-temps, Quick réalisant un blanchissage, et les Kings remportent leur troisième victoire en 3 matchs.
Le quatrième match est joué à nouveau à New York, une victoire des Rangers est obligatoire s'ils veulent espérer remporter la Coupe Stanley. Après un peu plus de 7 minutes de jeu, Pouliot donne l'avantage à New York qui mène 1-0 à l'issue de la première période. Les Rangers augmentent ensuite leur avance grâce à St-Louis qui reprend la rondelle après une frappe de Stepan repoussée par Quick. 2 minutes 19 plus tard, les Rangers en supériorité numérique en zone offensive perdent le palet que récupère Brown ; celui-ci parvient à marquer et les Kings réduisent la marque 2-1. Lors du troisième tiers-temps, les Kings dominent les Rangers 15 tirs au but à 1 mais Lundqvist repousse toutes les tentatives adverses et New York oblige Los Angeles à jouer un cinquième match.
Los Angeles accueille le cinquième match de la finale le 13 juin 2014 et à la treizième minute les joueurs locaux ouvrent le score. Sur un lancer de la ligne bleue de Willie Mitchell, Lundqvist fait l'arrêt mais laisse un rebond. Le gardien suédois des Rangers effectue un deuxième arrêt sur une tentative de King mais il ne parvient pas à arrêter un troisième palet de suite propulsé dans le fond du filet par Williams. Le score n'évolue pas avant la fin de la période et il faut attendre la mi-match pour voir l'égalisation des Rangers. Sur une supériorité numérique, McDonagh réalise une bonne passe à Kreider qui n'a qu'à dévier la rondelle dans les buts de Quick pour créer l'égalité. À moins d'une minute de la fin de la période et alors que les Rangers sont en infériorité numérique, Hagelin met la pression sur la défense des Rangers dans la zone neutre, récupère le palet et le transmet à Boyle. Ce dernier prend de vitesse son vis-à-vis, Doughty, et inscrit le deuxième but de son équipe de la soirée. Les Kings profitent également d'une supériorité numérique pour revenir dans le jeu. Ainsi, à la septième minute de la troisième période, Mats Zuccarello est pénalisé pour avoir accroché Jake Muzzin et dès le début de la supériorité, les Kings mettent la pression sur Lundqvist. Sur un lancer-frappé de Doughty dévié juste devant les buts par Gaborik, Lundqvist fait l'arrêt mais le rebond laissé revient dans la palette du joueur slovaque des Kings qui inscrit le but. Les deux équipes ne parviennent pas à se départager et une nouvelle fois des prolongations doivent être jouées malgré la domination des Kings au chapitre des lancers, 29 à 15. Comme lors du deuxième match de la série, la première prolongation ne voit aucune équipe marquer. Au bout de quinze minutes lors de la deuxième prolongation, les Kings sortent de leur zone par un jeu de passes entre Kyle Clifford et Tyler Toffoli. Ce dernier effectue un lancer sur la gauche de Lundqvist qui laisse un nouveau rebond. Martinez reprend victorieusement ce rebond pour donner la victoire et la Coupe Stanley aux Kings. À l'issue de la rencontre, Justin Williams est désigné meilleur joueur des séries et reçoit le trophée Conn-Smythe.
| 4 juin | Los Angeles | 3-2 (pr) (1-2, 1-0, 0-0, 1-0) | New York | Staples Center 18 399 spectateurs |

| Feuille de match | Feuille de match                                                                                             | Feuille de match    | Feuille de match                                                  | Feuille de match                                                  |
| ---------------- | --- | ------------------- | ----------------------------------------------------------------- | ----------------------------------------------------------------- |
|                  | Clifford (Carter) — 17 min 33 s Doughty (Williams, Clifford) — 26 min 36 s Williams (Richards) — 64 min 36 s | 0-1 0-2 1-2 2-2 3-2 | Pouliot — 13 min 21 s Hagelin (Boyle, McDonagh) — 15 min 3 s (IN) | Arbitrage : Steve Kozari, Brad Watson Shane Heyer, Scott Driscoll |
| Quick            | Gardiens | Lundqvist           |                                                                   | Arbitrage : Steve Kozari, Brad Watson Shane Heyer, Scott Driscoll |
| 8 min            | Pénalités | 10 min              |                                                                   | Arbitrage : Steve Kozari, Brad Watson Shane Heyer, Scott Driscoll |
| 43               | Tirs | 27                  |                                                                   | Arbitrage : Steve Kozari, Brad Watson Shane Heyer, Scott Driscoll |

| 7 juin | Los Angeles | 5-4 (2 pr) (0-2, 2-2, 2-0, 0-0, 1-0) | New York | Staples Center 18 532 spectateurs |

| Feuille de match | Feuille de match | Feuille de match                    | Feuille de match | Feuille de match                                                    |
| ---------------- | --- | ----------------------------------- | --- | ------------------------------------------------------------------- |
|                  | Stoll (Williams, King) — 21 min 46 s Mitchell (Voïnov, Williams) — 34 min 39 s (SN) King (Greene, Williams) — 41 min 58 s Gáborík — 47 min 36 s Brown (Mitchell, Kopitar) — 90 min 26 s | 0-1 0-2 1-2 1-3 2-3 2-4 3-4 4-4 5-4 | McDonagh (Moore) — 10 min 48 s Zuccarello (McDonagh, Brassard) — 18 min 46 s St-Louis (Stepan, Kreider) — 31 min 24 s (SN) Brassard (Zuccarello) — 34 min 50 s | Arbitrage : Wes McCauley, Dan O'Halloran Derek Amell, Brad Kovachik |
| Quick            | Gardiens | Lundqvist                           | | Arbitrage : Wes McCauley, Dan O'Halloran Derek Amell, Brad Kovachik |
| 10 min           | Pénalités | 8 min                               | | Arbitrage : Wes McCauley, Dan O'Halloran Derek Amell, Brad Kovachik |
| 44               | Tirs | 38                                  | | Arbitrage : Wes McCauley, Dan O'Halloran Derek Amell, Brad Kovachik |

| 9 juin | New York | 0-3 (0-1, 0-2, 0-0) | Los Angeles | Madison Square Garden 18 006 spectateurs |

| Feuille de match | Feuille de match | Feuille de match | Feuille de match | Feuille de match                                                  |
| ---------------- | ---------------- | ---------------- | --- | ----------------------------------------------------------------- |
|                  | - -              | 0-1 0-2 0-3      | Carter (Wiliams, Voïnov) — 19 min 59 s Muzzin (Kopitar, Gaborik) — 24 min 17 s (SN) Richards (Clifford) — 37 min 14 s | Arbitrage : Brad Watson, Steve Kozari Shane Heyer, Scott Driscoll |
| Lundqvist        | Gardiens         | Quick            | | Arbitrage : Brad Watson, Steve Kozari Shane Heyer, Scott Driscoll |
| 8 min            | Pénalités        | 12 min           | | Arbitrage : Brad Watson, Steve Kozari Shane Heyer, Scott Driscoll |
| 32               | Tirs             | 15               | | Arbitrage : Brad Watson, Steve Kozari Shane Heyer, Scott Driscoll |

| 11 juin | New York | 2-1 (1-0, 1-1, 0-0) | Los Angeles | Madison Square Garden 18 006 spectateurs |

| Feuille de match | Feuille de match                                                                     | Feuille de match | Feuille de match      | Feuille de match                                                    |
| ---------------- | ------------------------------------------------------------------------------------ | ---------------- | --------------------- | ------------------------------------------------------------------- |
|                  | Pouliot (J. Moore, Brassard) — 7 min 25 s St-Louis (Kreider, Stepan) — 26 min 27 s - | 1-0 2-0 2-1      | - Brown — 28 min 46 s | Arbitrage : Dan O'Halloran, Wes McCauley Derek Amell, Brad Kovachik |
| Lundqvist        | Gardiens                                                                             | Quick            |                       | Arbitrage : Dan O'Halloran, Wes McCauley Derek Amell, Brad Kovachik |
| 6 min            | Pénalités                                                                            | 8 min            |                       | Arbitrage : Dan O'Halloran, Wes McCauley Derek Amell, Brad Kovachik |
| 19               | Tirs                                                                                 | 41               |                       | Arbitrage : Dan O'Halloran, Wes McCauley Derek Amell, Brad Kovachik |

| 13 juin | Los Angeles | 3-2 (2 pr) (1-0, 0-2, 1-0, 0-0, 1-0) | New York | Staples Center 18 713 spectateurs |

| Feuille de match | Feuille de match | Feuille de match    | Feuille de match                                                                   | Feuille de match                                                  |
| ---------------- | --- | ------------------- | ---------------------------------------------------------------------------------- | ----------------------------------------------------------------- |
|                  | Williams (King, Stoll) — 6 min 4 s Gáborík (Doughty, Carter) — 47 min 56 s (SN) Martinez (Toffoli, Clifford) — 94 min 43 s | 1-0 1-1 1-2 2-2 3-2 | Kreider (McDonagh, Richards) — 35 min 37 s (SN) Boyle (Hagelin) — 39 min 30 s (IN) | Arbitrage : Steve Kozari, Brad Watson Scott Driscoll, Shane Heyer |
| Quick            | Gardiens | Lundqvist           |                                                                                    | Arbitrage : Steve Kozari, Brad Watson Scott Driscoll, Shane Heyer |
| 10 min           | Pénalités | 8 min               |                                                                                    | Arbitrage : Steve Kozari, Brad Watson Scott Driscoll, Shane Heyer |
| 51               | Tirs | 30                  |                                                                                    | Arbitrage : Steve Kozari, Brad Watson Scott Driscoll, Shane Heyer |

## Effectif champion
La liste ci-dessous présente l'ensemble des personnalités ayant le droit de faire partie de l'effectif officiel champion de la Coupe Stanley. Pour être listés parmi les vainqueurs de la coupe et avoir leur nom gravé sur celle-ci, les joueurs doivent avoir participé, avec l'équipe gagnante, au minimum à 41 des rencontres de la saison régulière ou une rencontre des séries éliminatoires. En plus des joueurs, des membres de la franchise ont également leur nom sur la Coupe. Au total, 52 membres des Kings ont leur nom gravé sur la Coupe Stanley 2014,. 
- Gardiens de but : Martin Jones et Jonathan Quick
- Défenseurs : Matt Greene (A), Jake Muzzin, Drew Doughty, Viatcheslav Voïnov, Alec Martinez, Willie Mitchell, Robyn Regehr et Jeff Schultz
- Ailiers : Marián Gáborík, Kyle Clifford, Justin Williams, Dustin Brown (C), Tanner Pearson, Tyler Toffoli et Dwight King
- Centres : Mike Richards, Anže Kopitar (A), Trevor Lewis, Jarret Stoll, Jordan Nolan et Jeff Carter
- Membres de l'organisation : Philip Anschutz, Nancy Anschutz, Daniel Beckerman, Dean Lombardi, Luc Robitaille, Robert Blake, Jeffrey Solomon, Mickael Futa, Darryl Sutter, John Stevens, Davis Payne, Bill Ranford, Kelly Cheeseman, Michael Altieri, Jack Ferreira, Mike O'Connell, Nelson Emerson, Alyn McCauley, Mark Vannetti, Lee Callans, Brent McEwen, Tony Gasparini, Mike Donnelly, Marshall Dickerson, Zach Ziegler, Darren Granger, Chris Kingsley, Dana Bryson, Myles Hirayama.

## Statistiques des joueurs
Avec 26 points en autant de rencontres, Anže Kopitar des Kings de Los Angeles est le meilleur pointeur des séries. Il est également le meilleur passeur alors que son coéquipier, Marián Gáborík, est le meilleur buteur avec 14 réalisations. Avec 18 points, Drew Doughty des Kings est le défenseur avec le plus haut total de points des séries .
| Joueur          | Équipe      | PJ | B  | A  | Pts | +/- | Pun |
| --------------- | ----------- | -- | -- | -- | --- | --- | --- |
| Anže Kopitar    | Los Angeles | 26 | 5  | 21 | 26  | +9  | 14  |
| Jeff Carter     | Los Angeles | 26 | 10 | 15 | 25  | +5  | 4   |
| Justin Williams | Los Angeles | 26 | 9  | 16 | 25  | +13 | 35  |
| Marián Gáborík  | Los Angeles | 26 | 14 | 8  | 22  | +6  | 6   |
| Patrick Kane    | Chicago     | 19 | 8  | 12 | 20  | +5  | 8   |
| Drew Doughty    | Los Angeles | 26 | 5  | 13 | 18  | +2  | 30  |
| Jonathan Toews  | Chicago     | 19 | 9  | 8  | 17  | +3  | 8   |
| Ryan McDonagh   | New York    | 25 | 4  | 13 | 17  | −1  | 8   |
| Brandon Saad    | Chicago     | 19 | 6  | 10 | 16  | +10 | 6   |
| Martin St-Louis | New York    | 25 | 8  | 7  | 15  | −5  | 2   |